# Середньовічний Париж

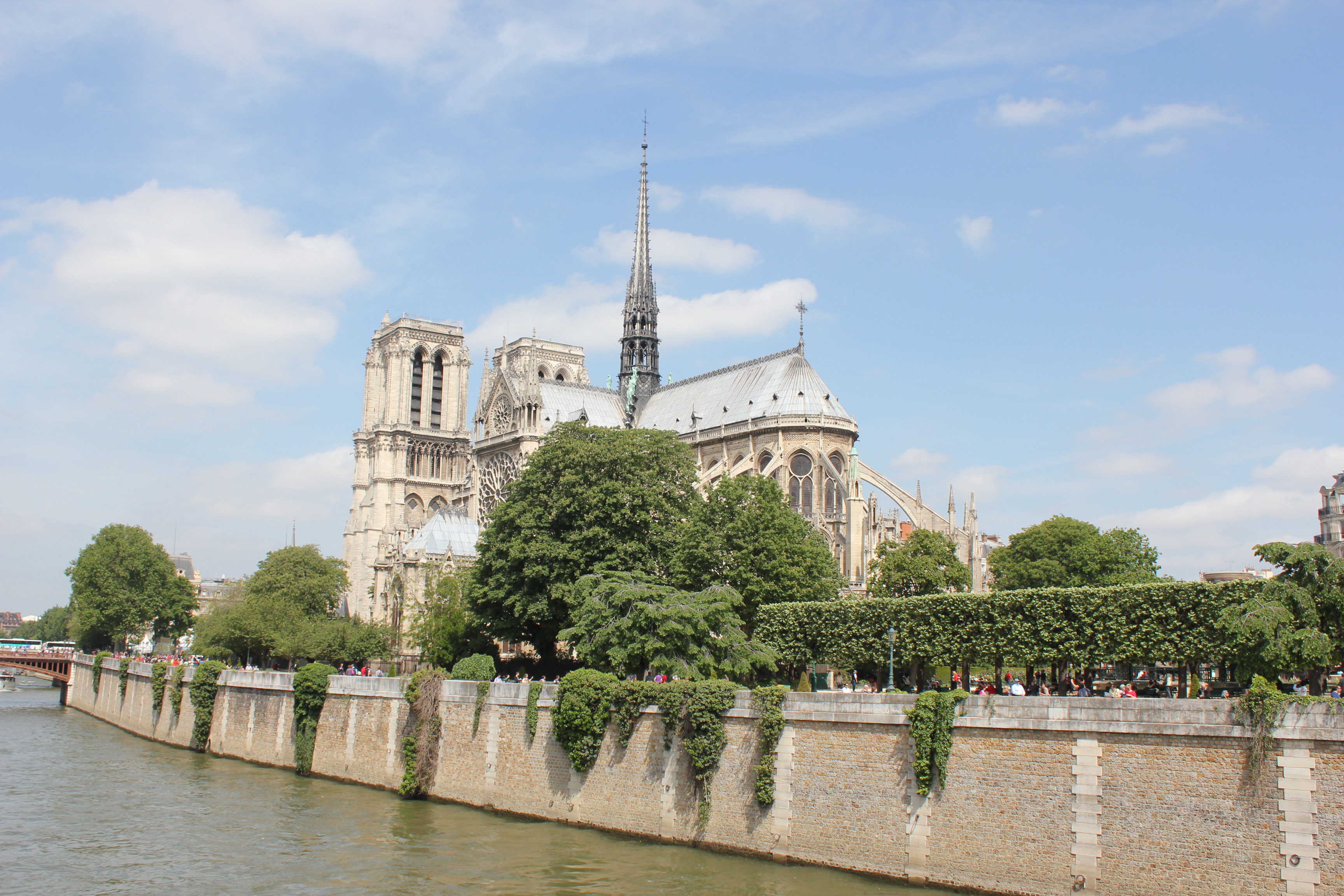
Собор Паризької Богоматері — символ середньовічного Парижа

Середньовічний Париж — одне з найбільших міст Західної Європи. Його історія охоплює періоди правління чотирьох королівських династій — Меровінгів (V—VIII століття), Каролінгів (VIII—X століття), Капетингів (X—XIV століття) і Валуа (XIV—XV століття). З давніх часів місто було поділене на три умовні частини — острів Сіте, північне правобережжя і південне лівобережжя, кожна з яких мала свої індивідуальні особливості розвитку. З північного боку середньовічний Париж межував з пагорбом Монмартр, а на півдні — з більш похилими пагорбами Сент-Женев'єв (в районі яких утворився знаменитий Латинський квартал) і Монпарнасом. Приблизні кордони середньовічного міста збігаються з територією, яку сьогодні займають перші шість округів Парижа і частина VII округу.
Місто активно розвивалось на основі галло-римської Лютеції в епоху Меровінгів, але за Каролінгів втратило столичний статус, а з ним й минулу політичну вагу і торгову живість. В епоху Капетингів місто швидко надолужило втрачене й стало впливовим університетським центром Західної Європи, а також найавторитетнішим європейським центром теології. Упорядкування середньовічного Парижа завершилося в основному у XIII столітті, в першій половині XIV століття розростання міста тривало, але надалі призупинилося. На першу половину XV століття припав період занепаду столиці (за роки Столітньої війни вона втратила близько половини населення і місцями була зруйнована), але до кінця Середньовіччя Париж відновився і почав знову розширюватися.

## Історія

### Спадщина галло-римського Парижа

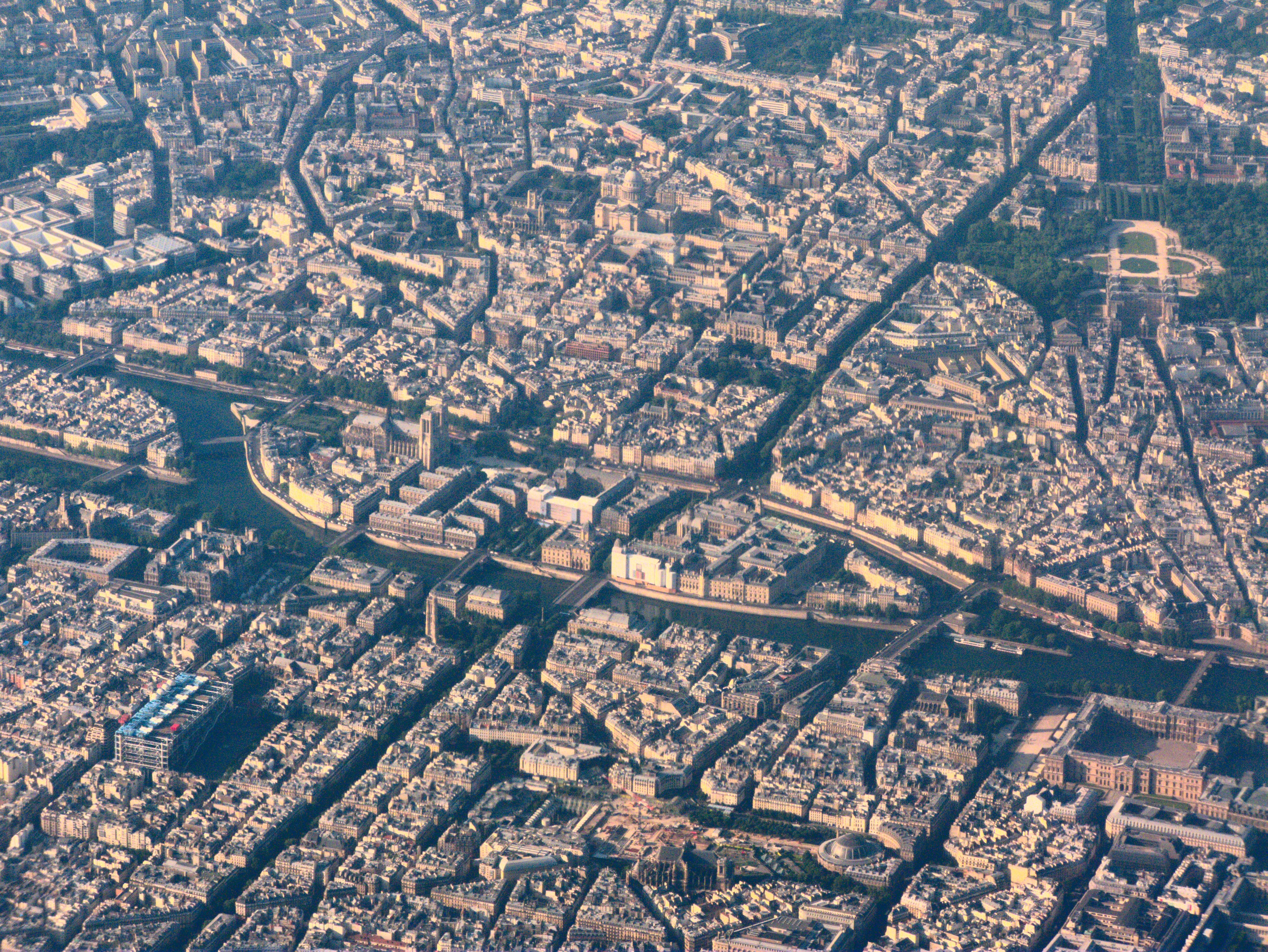
Вид на сучасний острів Сіте з висоти пташиного польоту; по бульварах Сен-Мішель і Севастопольському простежується стародавня вісь південь-північ.

Париж зародився на острові Сіте як торгове і рибацьке поселення паризіїв під назвою Лютеція. У I столітті місто перетворилося на римське укріплення Паризіорум (чи Паризія). З острова Сіте, який перетинала важлива військова дорога, на береги Сени були перекинуті дерев'яні мости. Це сприяло тому, що поступово поселення розширилося на вищий лівий берег річки. До III століття Паризіорум перетворився на типове римське місто тієї епохи з характерними для нього будівлями — палацами, розкішними будинками знатних городян (кістяк місцевого патриціату складали члени гільдії човнярів), храмами, термами, акведуком і театром (галли воліли селитися на Сіте, а римляни — на лівому березі). Близько 275 року (за іншими даними — у 280 році) античне місто, особливо його лівобережна частина, було розграбоване германським племенем алеманів, а з початку IV століття за ним закріпилася назва Париж (фр. Paris).
До початку раннього Середньовіччя в Парижі ще були помітні сліди галло-римського міста. У західній частині Сіте знаходився палац римського намісника, а у східній — храм Юпітера. По периметру острова височіли фортечні мури з двома брамами біля мостів (на будівництво цих стін в середині IV століття пустили частину каміння від зруйнованого германцями римського міста). На лівобережжі, на пагорбі Сент-Женев'єв (сучасний V округ, квартали вздовж бульвару Сен-Мішель) і навколо нього лишалися рештки римського форуму з храмом, малими і великими термами, акведуком, палацами, лавами і амфітеатром, а вершину пагорба Монмартр увінчував храм Меркурія (у 1133 році Людовик VI заснував на Монмартрі бенедиктинське абатство, а наприкінці XV століття залишки римських терм були включені в склад абатства Клюні). Але значення античної Лютеції для формування подальшого планування міста було вельми істотним. Напрямок старої римської дороги, що перетинала Сіте, обумовив розвиток міста не тільки вздовж ріки, але й вздовж осі південь-північ (тепер вона проходить вулицею Сен-Жак на лівобережжі, вулицею де ла Сіте, що перетинає острів впоперек, і вулицею Сен-Мартен на правому березі; паралельно до неї іде лінія бульварів Сен-Мішель і Севастопольського).

### Доба Меровінгів

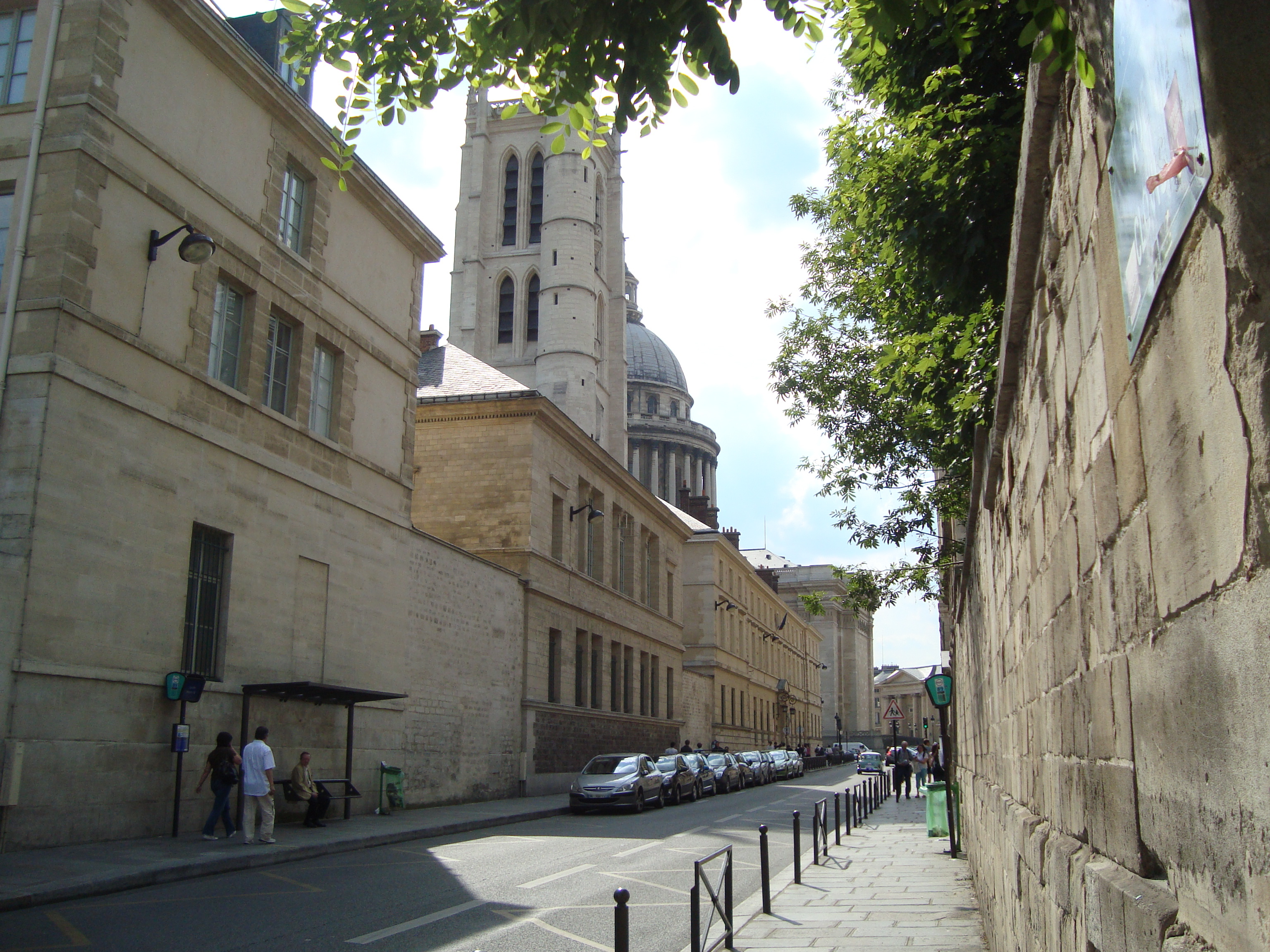
Ліцей Генріха IV з вежею Клові XI століття на місці колишнього абатства Святої Женев'єви

У 451 році Парижу загрожувала армія Аттіли, яка вдерлася до Галлії, але невдовзі гуни були розбиті римлянами та їхніми союзниками вестготами. У 470 році війська Хільдеріка I з династії Меровінгів пограбували західні околиці Парижа і почали довготривалу облогу міста (на правому березі у 476 році ними була побудована чатова вежа Левер, від якої пізніше виникла назва Лувру). У 486 році Хлодвіг I у союзі з іншими франкськими вождями захопив північну частину Галлії до Луари, в тому числі, після п'ятирічної облоги захопив Париж, і у 508 році оголосив його своєю резиденцією (за іншими даними, завдяки домовленості зі Святою Женев'євою король мирно зайняв місто). Після прийняття християнства (496 рік) Хлодвіг заснував на пагорбі Сент-Женев'єв церкву Святих Петра і Павла, де був похований після своєї смерті у 511 році (поруч з покровителькою Парижа Святою Женев'євою, ім'ям якої почало назватися абатство: нині на його місці розташований ліцей Генріха IV з вежею Клові і вежею Хлодвіга). Також на початку IV століття були побудовані церкви Святого Марселя і Святого Юліана Бідняка поблизу Малого мосту. У 543 році Хільдеберт I для зберігання королівських реліквій, привезених ним з Іспанії, заснував базиліку Сент-Круа-Сен-Венсан (невдовзі вона була перейменована на абатство Сен-Жермен-де-Пре, що стало одним з найвпливовіших у місті — монастирю належали землі сучасних VI і VII округів, виноградники, ремісничі майстерні і великий ярмарок). На острові Сіте виникли жіночі монастирі Сен-Крістоф і Сен-Марсіаль, а на протилежних берегах Сени — чоловічі монастирі Сен-Лоран і Сен-Венсан. У другій половині VI століття в Парижі відбулося шість церковних соборів, що підкреслювало зростання релігійної ролі міста у володіннях Меровінгів. Після великої руйнівної пожежі 585 року, яка знищила частину будівель на острові Сіте, Париж став активно розвиватися на обох берегах Сени.
Але Сіте надалі залишався центром міста. Всередині фортечних мурів знаходилися палаци короля і єпископа, школа і побудований за наказом Хільдеберта I п'ятинавний Собор Сент-Етьєн, який був одним з найбільших у Галлії (стояв на місці сучасного собору Паризької Богоматері). На правобережних пагорбах стояли церкви Сен-Жан-де-ла-Бурші, Сен-Жерве і Сен-Жан-де-Грев. У VI столітті відбулося відособлення трьох основних частин Франкської держави — Нейстрії (північно-західної Галлії з центром в Парижі), Австразії і Бургундії. Після смерті Хільдеберта I (558 рік) Париж відійшов до його брата Хлотара I, у 561 році — сина Хлотара Харіберта I, а у 567 році опинився у спільному володінні королів Гунтрамна, Сігіберта I і Хільперіка I, братів Харіберта I (жоден з них не міг приїхати у Париж без згоди двох інших). У 614 році Хлотар II скликав у Парижі духовний собор, на якому був прийнятий так званий «Паризький едикт», за яким посилювався вплив церкви і узаконювалися деякі поступки знаті. Він же побудував для себе палац в Кліші-ла-Гаренн, який став резиденцією його сина Дагоберта I, після чого політична роль Парижа починає зменшуватись, а саме місто занепадає. Меровінзькі королі, що отримали прізвисько «лінивих», переїжджали з одного палацу в інший, а вся влада опинилася в руках їхніх мажордомів. Перемога мажордома Піпіна II Герістальського з династії Піпінідів над королем Теодоріхом III у 687 році ще більше посилила Австразію і, навпаки, ослабила Нейстрію.

### Доба Каролінгів

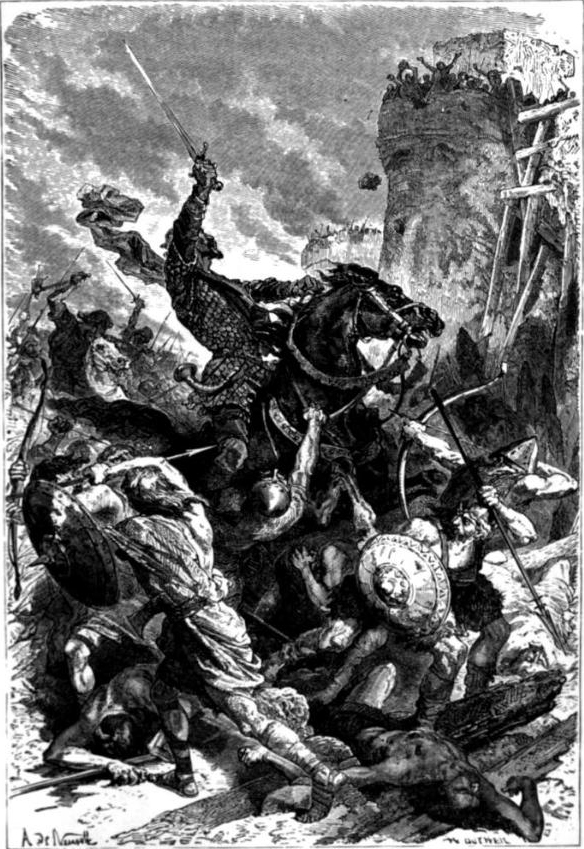
Граф Ед повертається в обложений Париж. Малюнок 1883 року

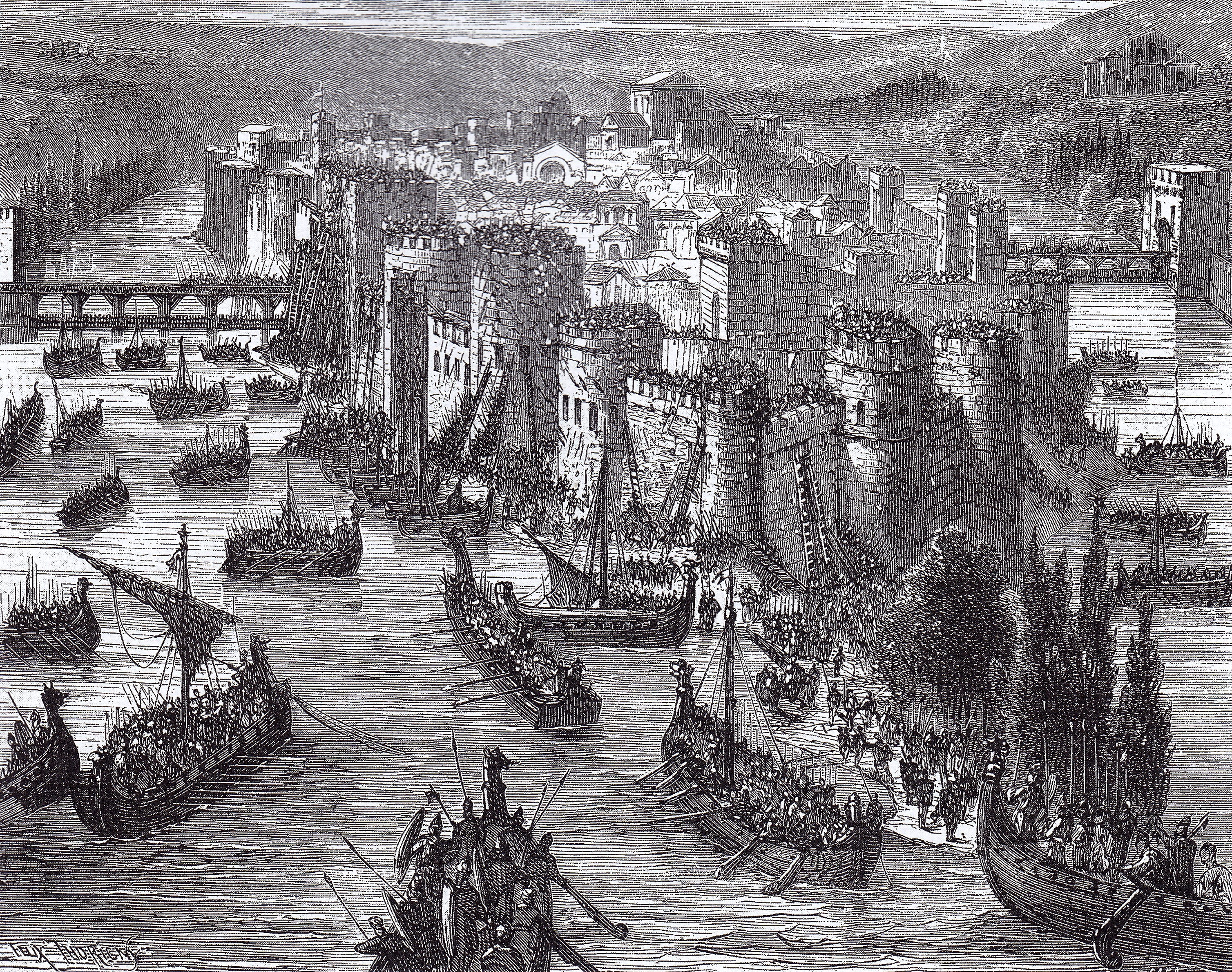
Облога Парижа вікінгами в 845 р.

У 751 році Піпін III Короткий проголосив себе королем, поклавши початок нової династії Каролінгів, за якої Париж відігравав другорядну роль (після перенесення Карлом I Великим своєї резиденції в Аахен населення Парижа скоротилося, місто ще більше занепало, а укріплення спорохнявіли). Починаючи з 845 року долина Сени стає основним напрямком нормандських завоювань. У 856—857 роках нормани пограбували лівобережний Париж, в тому числі абатство Святої Женев'єви, а також інші церкви і сільські господарства. У 861 році було розграбоване абатство Сен-Жермен-де-Пре, а все навколишнє населення сконцентрувалося у фортеці на острові Сіте. У листопаді 885 року до стін Парижа підійшла флотилія з 700 суден і близько 40 тисяч воїнів під командуванням нормандського вождя Зігфріда. Незважаючи на важку облогу, що тривала більше року, і епідемію чуми, що спалахнула у місті, Париж під керівництвом Гуго Абата і Одо I Паризького, а також єпископа Гозлена, відстояв свою свободу (одним з найгероїчніших епізодів оборони стала битва 6 лютого 886 року біля Малого мосту). Слабкість Карла III і його нерішучість у боротьбі з норманами призвели до того, що у 887 році він був позбавлений корони, а престол у 888 році обійняв популярний у Парижі Ед I з династії Робертинів. Після зняття нормандської облоги старий римський кам'яний міст через Сену (на місці теперішнього мосту Нотр-Дам був замінений новим Великим мостом, що був побудований на 150 метрів вище за течією (нині — міст Міняйл). На правобережжі, біля початку Великого мосту зводиться фортеця Великий Шатле, а на лівобережжі, біля Малого мосту — фортеця Малий Шатле (обидві вежі, закладені ще за Карла II Лисого, охороняли в'їзди на Сіте і в подальшому декілька разів перебудовувалися).

### Доба Капетингів
Феодальна роздробленість Франції призвела до тривалої боротьби між представниками та прибічниками двох династій — Каролінгів і Робертинів (останні володіли графством Паризьким і герцогством Іль-де-Франс). Цим спробував скористатися молодий германський імператор Оттон II Рудий, 60-тисячне військо якого у жовтні 972 року підійшло по Парижа, але так і не наважилося на штурм. З кінця IX і до кінця X століття представники двох династій змінювали один одного на престолі, допоки у 987 році на з'їзді духовних і світських сеньйорів королем не був обраний Гуго Капет з дому Робертинів, який поклав початок династії Капетингів (з цього часу і протягом більш ніж трьох століть Париж був столицею цієї династії). Особистими володіннями (доменом) Гуго були землі вздовж Сени і в Луарі з містами Парижем, Орлеаном, Санлісом, Етампом, але навіть тут влада короля була слабкою. Шлях з Парижа в Орлеан проходив володіннями норовистих, а часом і бунтівних феодалів, які визнавали короля своїм сюзереном лише формально (вони зводили на торгових дорогах свої замки, стягували податки, грабували купців і нерідко загрожували самому королю). Втім, і королі не вирізнялися особливою благочестивістю, наприклад, Філіп I одного разу пограбував італійських купців, які проїжджали через його домен. На відміну від інших міст Північної Франції того періоду, де вже з'являлися паростки самоуправління, королівський Париж не мав прав комуни (такі міста назвалися фр. villes de bourgeoisie — буржуазними містами). Тут управління було поділене між представниками короля і городян.
Роберт II Побожний, з наміром спокутувати своє відлучення від церкви, перебудував Сен-Жермен-л'Осерруа і розорений норманами Сен-Жермен-де-Пре, розширив королівський палац на острові Сіте і побудував в ньому каплицю Святого Миколая (на місці майбутньої Сент-Шапель). Його син Генріх I на місці старої капели Святого Мартина заснував монастир Сен-Мартен-де-Шан, надавши йому особливі привілеї і фактично автономію від влади папи.
Король Філіп I приєднав до своїх володінь Гатіне, Жизор і Бурж, Людовик VI Товстий значно зміцнив безпеку домену, а Філіп II Август вчетверо його розширив, підпорядкувавши собі дрібних васалів. Таким чином до кінця XII століття Париж остаточно закріпив своє панівне положення серед міст-конкурентів, раніше підвладних могутнім феодалам. Але він ще тривалий час відчував наслідки норманських навал і феодальної вольниці. На сильно постраждалому правобережжі багато церков і монастирів перебували у руїнах, а 1111 року граф Меланський спалив обидва мости через Сену, що з'єднували остів з берегами. Більшість парижан надалі тіснилася на Сіте, а за владу у місті змагалися партії короля і єпископа. Резиденцією монарха залишався палац у західній частині острова, реставрований за Роберта II, а палац єпископа навіть виходив за межі Сіте, значна частина якого належала духівництву.

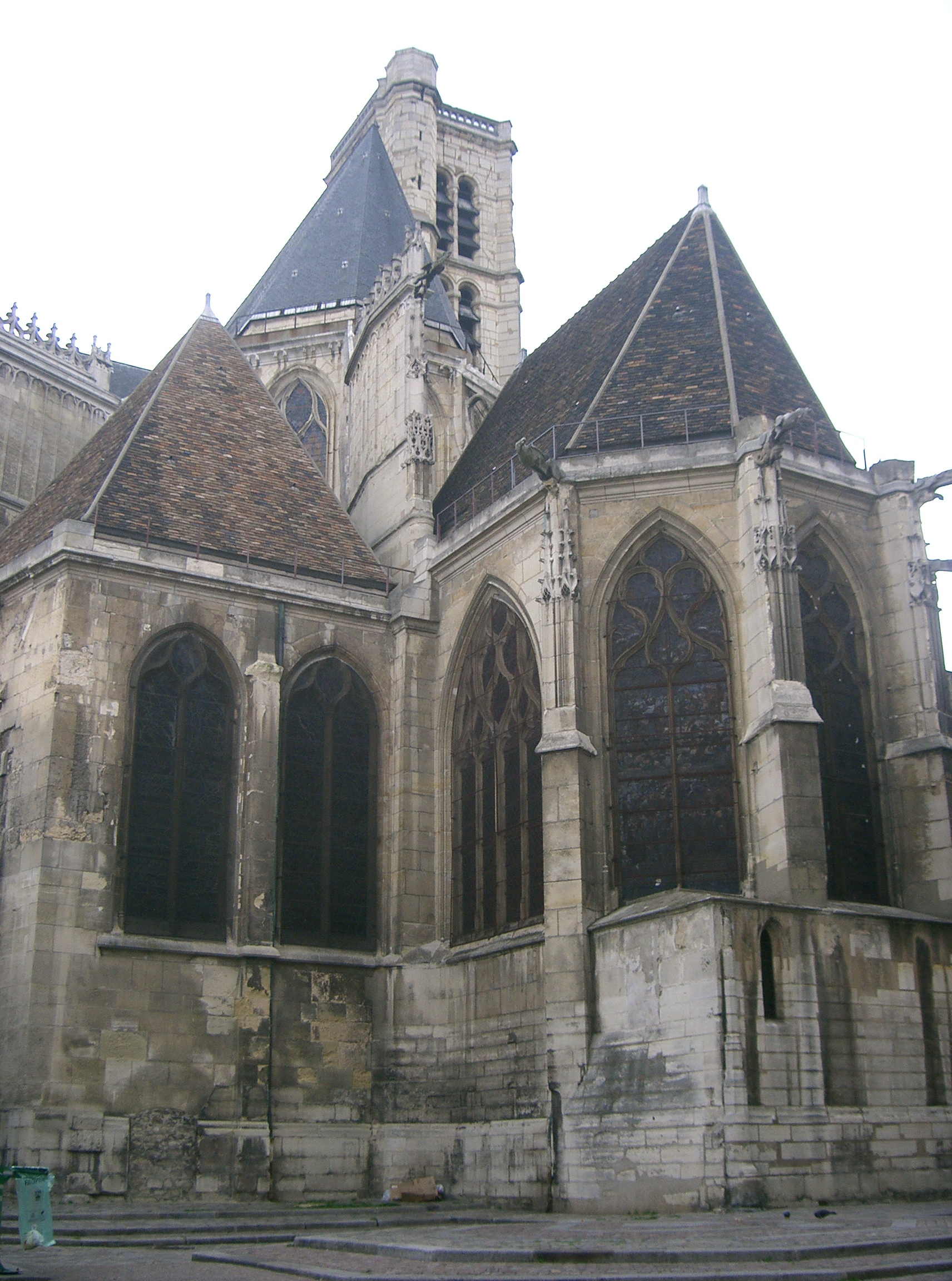
Церква Сен-Жерве, що дала ім'я кварталу на правому березі

Тіснота Сіте змушувала городян селитися за межами старих фортечних мурів, особливо на правому березі Сени, де наприкінці XI століття існувало лише три квартали: Сен-Жермен-л'Осерруа, Сен-Жерве і Сен-Мартен-де-Пре. Саме навколо них у XII—XIII століттях виріс новий торговий полюс Парижа, де інтенсивно розвивалися ремесла і швидко зростала кількість цехів. Поштовхом до перетворення правобережжя стало розширення порту вздовж Гревської набережної і будівництво ринку Шампо. Лівий берег жив більш розміреним життям, навколо абатств Сен-Жермен-де-Пре, Сент-Женев'єв і Сен-Марсель простягнулися поля і виноградники. Подальший розвиток цієї частини Парижа багато в чому був пов'язаний з заснуванням у XII столітті знаменитого університету, завдяки якому місто стає одним з найважливіших європейських центрів освіти. Попередниками університету були школи в монастирях Сен-Віктор, заснована Гуго Сен-Вікторським, і Сент-Женев'єв, де читав лекції П'єр Абеляр.
Період правління Філіпа II Августа (1180—1223), якого називали «першим королем Парижа і другим його засновником після Хлодвіга», позначає розквіт міста, яке перестає бути простим торговим вузлом. У 1202—1204 роках Філіп II завоював Нормандію, здобувши контроль над нижньою течією Сени, завдяки чому королівські володіння отримали вихід до моря. Париж остаточно став столицею Франції і швидко перетворився на заможне торгове місто й інтелектуальний центр Середньовіччя. Хоча Філіп II опікувався іншими містами Франції в бажанні підірвати вплив тамтешніх феодалів, в своєму домені він ставав проти створення комун, ревно оберігаючи єдність королівської влади (його інтереси в місті як і раніше представляв прево, а інтереси міської верхівки — купецький перво). Але й заможні городяни мали важелі впливу, адже саме вони призначали одного з прево і чотирьох ешевенів.
Париж часто зазнавав руйнівних повеней, після яких владі доводилося відновлювати мости і укріплювати берегову лінію. У 1196 році велика повінь знесла частину мосту через Сену, а король був вимушений залишити палац на Сіте і укриватися на пагорбі Сент-Женев'єв. У грудні 1206 року нова повінь повністю затопила Париж, його мешканці пересувалися виключно на човнах. Багато будинків були зруйновані, а вцілілі сильно похилилися під напором води, Малий міст вкрився тріщинами. Парижани навіть влаштували велику ходу з виносом мощей своєї заступниці Святої Женев'єви, благаючи у святої захисту від стихії (після проходу ходи на острів Сіте і назад три арки Малого мосту повалилися у Сену). Повінь 1219 року знову затопила Малий міст, і городяни переправлялися з берега на берег на човнах.

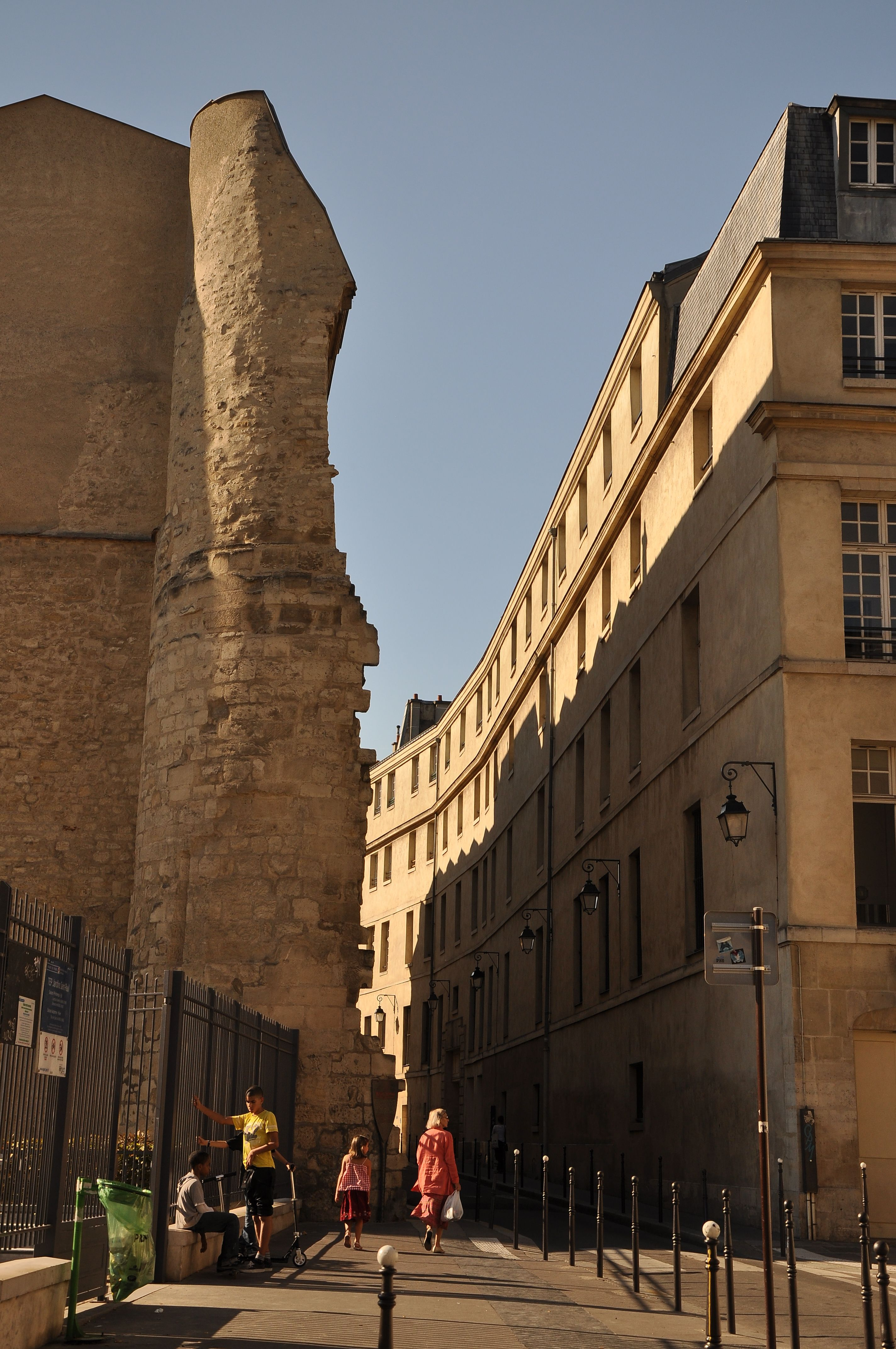
Фрагмент міської стіни з вежею, побудованою за Філіпа II Августа

Філіп II був охоплений пристрастю до будівництва, за нього були вибруковані головні паризькі вулиці і площі, які раніше перебували в жахливому стані, побудовані фортеця Лувр, нові фортечні мури і великий продовольчий ринок Шампо. Фортечні мури, зведені коштом корони і міста, визначили нові межі Парижа і ніби символізували захист мешканців міста королем, який був у хрестовому поході. У 1190—1200 роках мури висотою 2 метри обгородили тільки квартали правобережжя. Через два десятиліття вони охопили й лівий берег, але там досягли у висоту 8-9 метрів. Обидва ці півкола мали брами у напрямку Руана, Дре, Орлеана, Сана та інший великих міст. За чверть століття Париж перетворився на найзахищеніше місто королівства, і, крім того, мури слугували для парижан об'єднувальним фактором, зміцнюючи їх свідомість. У 1190—1202 роках біля муру побудували Луврський донжон, з основою 15 метрів у діаметрі, висотою 31 метр і стінами товщиною 4 метри, який оточували чотири вежі висотою 25 метрів кожна. Лувр став найважливішим елементом оборонної системи правобережжя, прикриваючи Париж з північного сходу (сюди ж перенесли арсенал, архіви і частину скарбниці).

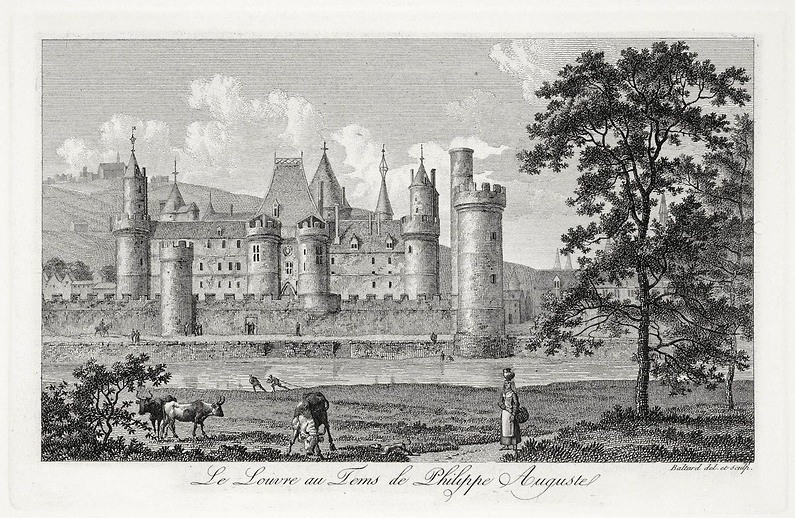
Луврський замок у XIII столітті

У роки правління Людовика VIII (1223—1226), Людовика IX (1226—1270), Філіпа III (1270—1285) і Філіпа IV (1285—1314) Париж далі розвивався і процвітав, що сприяло зростанню населення і новому будівництву. Основний час королі проводили в столиці, керуючи містом через свого прево, який відав обороною, правопорядком і судом Парижа (його резиденцією був Великий Шатле). У замку Тампль знаходився Рахунковий двір і головна резиденція ордену тамплієрів. Безпеку в місті спільними зусиллями забезпечували королівський і ремісничий дозори. Протягом всього XIII століття Жан де Шель і П'єр де Монтрей добудовували собор Паризької Богоматері, який приростав баштами, галереями і порталами. Людовик IX подарував Парижу прекрасну Сент-Шапель, освячену у 1248 році.
У 1251 році значну частину Франції охопило селянське повстання, відоме як перший хрестовий похід «пастушків» (їх метою було звільнення з мусульманського полону короля Людовика IX). Величезні народні маси рушили з півночі Франції на Париж, дорогою громили маєтки багатіїв і монастирі. «Пастушки» безперешкодно увійшли в столицю, де їх ватажок, якого називали «вчителем з Угорщини», проповідував у церквах, після чого збуджений натовп чинив розправи над священиками і монахами. З Парижа «пастушки» рушили на південь, де продовжили громити й інші міста. До початку XIV століття найбільшим європейським лихварем був духовно-лицарський орден тамплієрів. У 1307 році з наказом Філіпа IV всі французькі тамплієри були заарештовані, а їхнє майно конфісковане (суд над ними проходив в абатстві Святої Женев'єви). 18 березня 1314 року останній великий магістр ордену Жак де Моле був спалений на вогнищі на Єврейському острові (нині це західний край острова Сіте). За Філіпа Красивого королівський палац на острові Сіте був істотно розширений, а сам острів обнесений новими мурами.

### Доба Валуа
У 1328 році, зі смертю Карла IV Красивого, династія Капетингів дійшла кінця і на престол вступила нова династія Валуа, за першого короля якої, Філіпа VI, почалася тривала війна з Англією, що отримала назву Столітньої (1337—1453). Військові податки тяжким тягарем лягли на населення, були підірвані ремесла і торгівля, що викликало безробіття серед міських ремісників і підмайстрів. У листопаді 1347 року Філіп VI скликав Генеральні штати, але отримати від парижан додаткові кошти, необхідні для ведення війни, найму солдатів і купівлі коней йому вдалося великими зусиллями. Влітку 1348 року Париж і його околиці сильно постраждали від 2-ї пандемії чуми, що стала відомою як «Чорна смерть». Усі ці тягарі, помножені на військові поразки і знецінення національної валюти, підірвали авторитет феодалів в серед народу і викликали надзвичайну злобу парижан, особливо по відношенню до уряду і лицарів. У 1356 році, у відповідь на розпуск дофіном Карлом Генеральних штатів, в місті спалахнуло повстання, яке очолив купецький прево Етьєн Марсель (Карл був регентом Франції у час відсутності свого батька, Іоанна II Доброго, захопленого у полон англійцями разом з молодшим сином Філіпом у битві при Пуатьє). Нові Генеральні штати, скликані в січні 1357 року, спираючись на підтримку заможного паризького купецтва і повсталого люду, розробили широку програму реформ («Великий березневий ордонанс»), яка значно обмежувала владу дофіна. Того ж року «Будинок на ножах» (нині на цьому місці розташований Отель-де-Віль), що раніше слугував резиденцією цеху торговців водою, зайняла міська канцелярія.

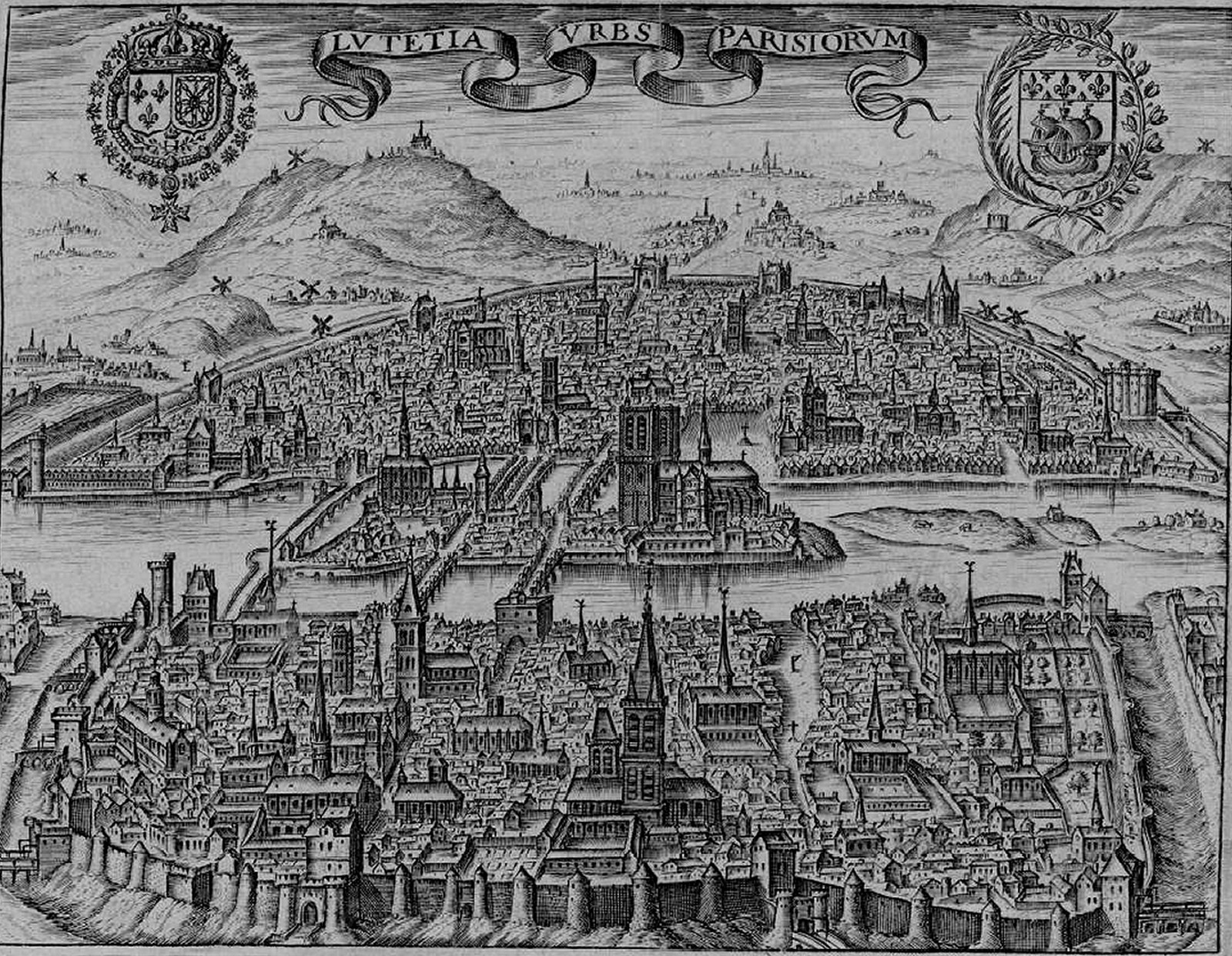
Париж епохи короля Карла V. На передньому плані — мури Філіпа Августа на лівобережжі, на задньому — мури Карла V на правобережжі

Етьєн Марсель, спостерігаючи за невдачами французів у війні, вирішив подовжити фортечні мури Парижа і забезпечити таким чином безпеку правобережжя. Ці мури, треті після укріплень, побудованих римлянами і Філіпом II Августом, трохи згодом будуть названі ім'ям Карла V. Їх будівництво тривало більше чверті століття і припало на час мирного перепочинку. Ця потужна фортифікаційна споруда довжиною 5 км з двома широкими ровами замкнула міські мури навколо Парижа. Вона включила у свій склад фортецю Лувр, а на сході ключовою ланкою оборонної системи стала фортеця Бастилія, закінчена у 1383 році. Також мури підсилювали шість укріплень-бастид — Сент-Оноре, Монмартр, Сен-Дені, Сен-Мартен, Тампль і Сент-Антуан (на місці останньої й виросла Бастилія). Одночасно з будівництвом мурів Карла V на лівобережжі були поновлені і місцями укріплені мури Філіпа II.

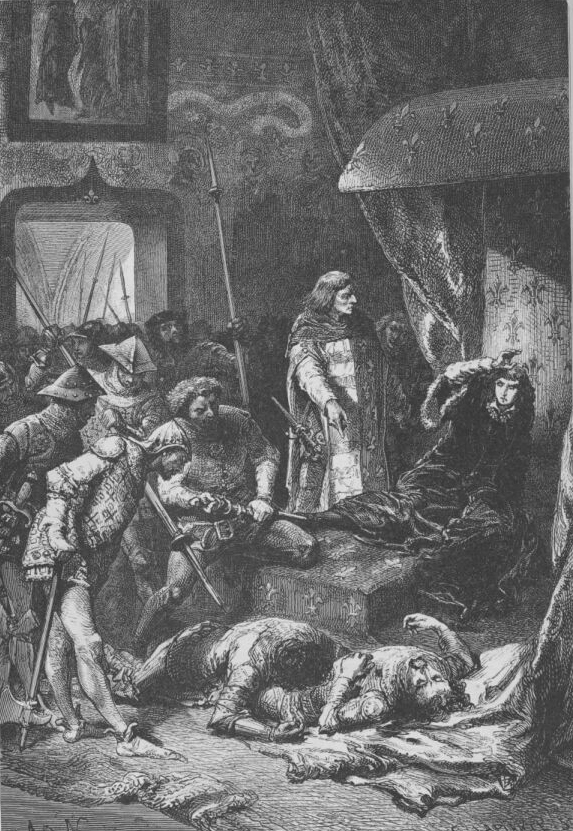
Вбивство повсталими маршалів. Малюнок 1862 року

Духовні та світські феодали не бажали коритися диктату городян. Відчуваючи їх підтримку, дофін звільнив радників, нав'язаних йому Генеральними штатами. У відповідь на це (а також на вбивство соратника прево Перрено Марка) в січні 1358 року натовп на чолі з Марселем увірвався до королівського палацу і в присутності Карла вбив людей з його найближчого оточення — маршала Шампані Жана де Конфлана і маршала Нормандії і радника дофіна Робера Клермонського. Марсель одягнув на голову наляканого Карла синьо-червоний ковпак (кольорів Парижа) і пообіцяв йому безпеку та своє заступництво. У березні дофіну вдалося утекти з Парижа, після чого він наказав взяти столицю у продовольчу блокаду і почав готуватися до облоги міста. Марсель, зі свого боку, шукав підтримки у інших міст і набирав наймані війська. У травні 1358 року в країні спалахнуло велике селянське повстання — Жакерія (спочатку воно охопило область Бовезі на північ від Парижа, потім поширилося на Іль-де-Франс, Пікардію і Шампань). Марсель прагнув використати селян проти дофіна, їх об'єднані загони руйнували укріплення і застави, що заважали підвезенню продовольства у Париж, але 10 червня 1358 року феодальне ополчення, яке складали французькі лицарі та англійські найманці, розбило сили «жакеристів».

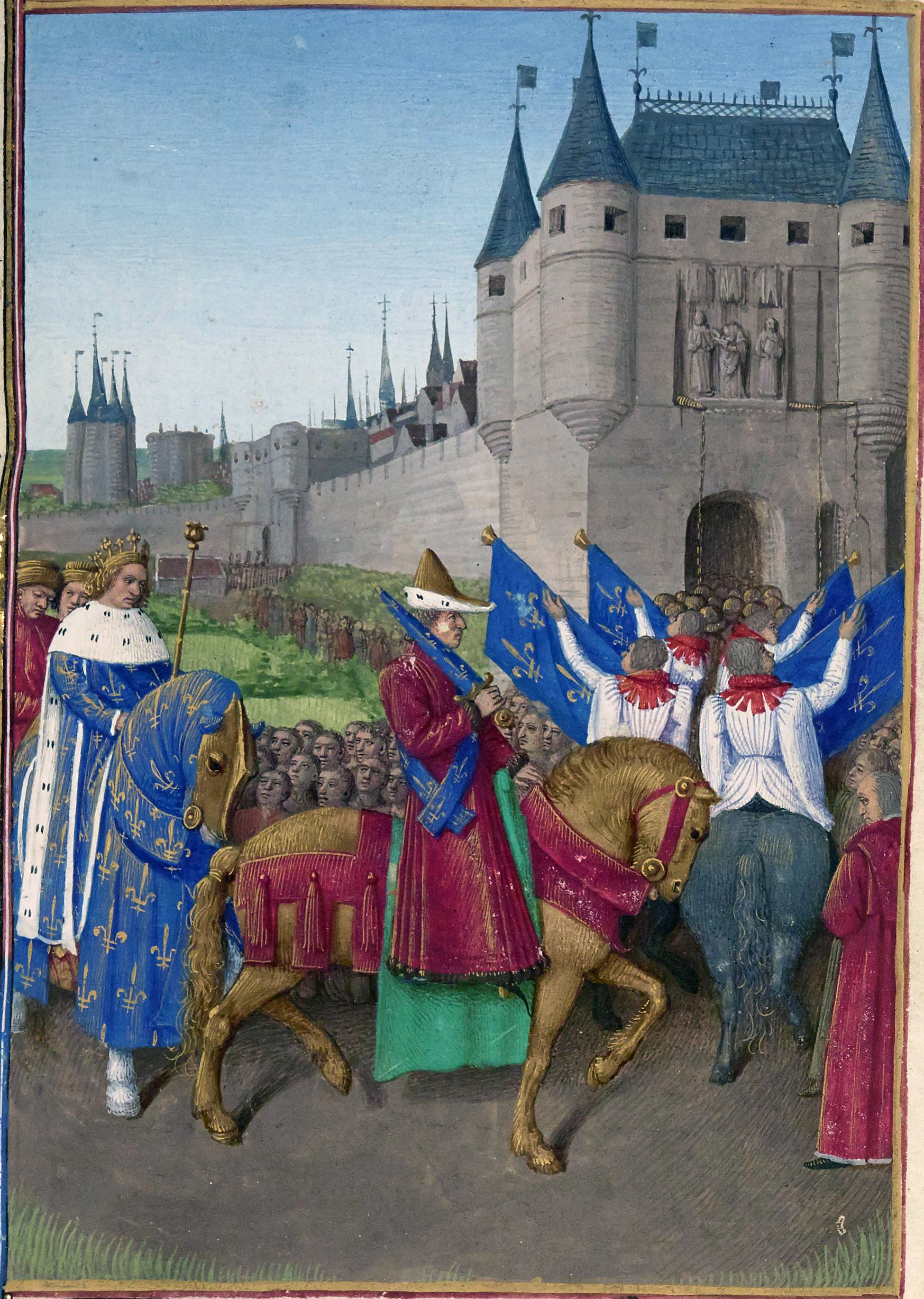
В'їзд дофіна Карла в Париж 2 серпня 1358 року. Ілюстрація XV століття

Після різанини «жакеристів» король Наварри Карл II повернувся в Париж і розпочав за спиною свого колишнього союзника Марселя перемовини з дофіном. Тим часом англійські найманці Карла II промишляли грабунком в околицях столиці, чим викликали різке обурення населення. Крім того, втомлена від нестачі продовольства і міжусобиць ватажків повстання міська біднота охолола й до Марселя, який відстоював інтереси переважно заможних парижан (багато вчорашніх прибічників бунтівного прево не пробачили йому союз з англійцями і стали під прапори ешевена Жана Майяра, який підтримував дофіна). 31 липня 1358 року люди Майяра вбили Марселя коли той робив нічний обхід вартових постів бастиди Сент-Антуан (за іншою версією він намагався відкрити ворота англійцям) і 2 серпня впустили дофіна в Париж. Він жорстоко придушив повстання, а Карл II був вимушений залишити місто. Дофін скликав у столиці Генеральні штати, на яких парижани відхилили мирний договір Іоанна II і погодилися виділити кошти на продовження війни з англійцями. Ставши у 1364 році королем Франції (після смерті в англійському полоні свого батька), Карл V все ж провів низку реформ, які відновили народний авторитет влади. Генеральні штати були фактично замінені зібраннями нотаблів, на які король запрошував великих феодалів, вищих духовних осіб, а також окремих представників міської верхівки і Паризького університету.
За слабкого і психічно хворого короля Карлі VI, який у 1380 році тріумфально вступив у Париж після коронації в Реймсі, в країні розпочалася запекла боротьба двох феодальних партій — «бургіньйонів» (на чолі яких стояли герцоги Бургундські, молодша лінія Валуа) і «арманьяків» (їх очолювали герцоги Орлеанські та їх родичі графи Арманьяки). У січні 1381 року юрба студентів, ремісників і монахів виступила проти королівського прево Уго Обрійо. У березні 1382 року, у відповідь на посилення податкового тиску, повстали дрібні майстри і підмайстри Парижа (цей рух отримав назву «повстання майотенів» чи «повстання молотобійців», оскільки повстанці озброювалися бойовими молотами). «Майотени» захопили ратушу і арсенал, вчиняли напади на збірників податків і королівських чиновників, звільняли з тюрем ув'язнених, грабували заможні доми і абатства. У січні 1383 року армія короля жорстоко розправилася з бунтівниками, а Карл VI позбавив Париж всіх муніципальних свобод, зокрема, права мати купецького прево і ешевенів (1 березня він подарував місту прощення, за яке, втім, довелося заплатити 100 тисяч ліврів).
На початку 1413 року були скликані Генеральні штати, які озвучили скарги на зловживання королівських чиновників. Парижани підтримали вимоги штатів, але ті були безсилі втілити свої рішення. У відповідь дрібні торговці і ремісники Парижа, втомившись від високих податків і слабкості Генеральних штатів, підняли повстання на чолі з м'ясником Симоном Кабошем, за ім'ям якого постання отримало назву «повстання кабошонів» (або кабошьйонів). Підтримані могутньою гільдією м'ясників, кабошйони сіяли жах в кварталах Парижа. Весною і влітку 1413 року вони заволоділи Бастилією, в травні видали і вручили дофіну «Кабошйонський наказ», в якому виклали детальний план реформ, розроблених за участі Паризького університету. Кабошйони, спершу приставши на бік Жана Безстрашного, стратили низку осіб, яких вважали винуватцями бід народу (в тому числі королівського прево П'єра Дезекара), а також примушували парижан носити свою емблему — білий ковпак. Влітку 1413 року налякані повстанням бідноти, заможні городяни і бургіньйони поспішили відхреститися від кабошьйонів і впустили у місто війська арманьяків, які вчинили над повсталими жорстоку розправу (Жан Безстрашний втік з Парижа 22 серпня, а ордонанс, що так і залишився програмою, невдовзі відмінили).

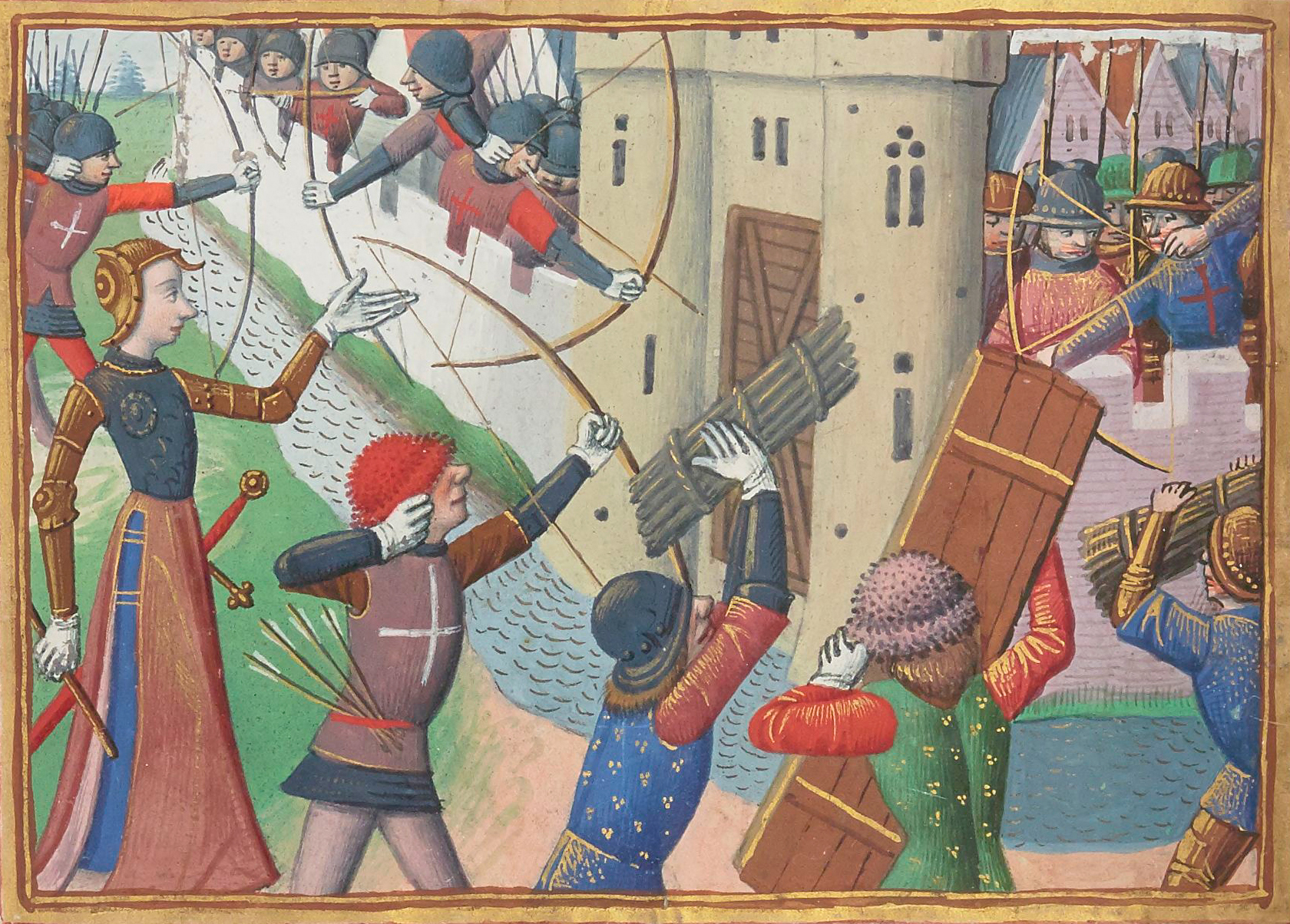
Облога Парижа у 1429 році. Мініатюра з манускрипту «Вігілії на смерть короля Карла VII», XV століття

Після поразки французів у битві під Азенкуром (1415) англійці поступово встановили свій контроль над всією Північною Францією і навіть зайняли столицю, а вступивши з ними у відкритий союз бургіньйони стали господарями Парижа. Вночі 28 травня 1418 року заколотники відчинили ворота Сен-Жермен-де-Пре перед графом де Ліль-Адамом, який влаштував різанину прибічників майбутнього короля Карла VII. Вбивство арманьяками 10 вересня 1419 року Жана Безстрашного схилило парижан до підтримки іншого герцога Бургундського — його сина Філіпа III Доброго. Той активно підтримав укладення угоди в Труа, згідно з якою англійський король Генріх V успадковував французьку корону. З 1 грудня 1420 року протягом цілих 16 років Париж був окупований військами Генріха V, а потім герцога Бедфорда, який у 1422 році став регентом Франції. Англійському гарнізону, розквартированому в Бастилії, Луврі і Венсенському замку, підпорядковувалася міська знать і навіть Паризький університет. У вересні 1429 року війська Карла VII, незадовго до цього коронованого в Реймсі, і Жанни д'Арк зробили невдалу спробу обложити Париж, який обороняли об'єднані сили англійців і губернатора де Ліль-Адама. У квітні 1436 року за підтримки де Ліль-Адама і радника Рахункового двору Мішеля де Лайє в Парижі відбувся бунт. Війська Артура де Рішмона взяли приступом ворота Сен-Жак і увійшли до Парижа. Англійські солдати і відступники французи, що забарикадувалися в Бастилії, невдовзі були вигнані з міста під гомін натовпу. Але Карл VII, який пробачив парижанам подій 1418 року, залишався в Турені і увійшов у Париж тільки 12 листопада 1437 року (за що отримав своє прізвисько — Переможець).
Людовик XI, також не довіряючи норовливій і непостійній у своїх симпатіях столиці (як і батько, він зупинявся переважно у своєму паризькому палаці Турнель), після своєї коронації у 1461 році переніс уряд в Турень і вів війну проти широкої феодальної коаліції, відомої як «Ліга суспільного блага» (її підтримував Париж і деякі міста Північної Франції). Король зазнав поразки і в жовтні 1465 року був змушений піти на важкі для нього умови мирової з Лігою. Але він продовжив боротьбу з феодальною знаттю і невдовзі захопив Бургундське герцогство (1477), потім здобув Прованс (1481). Після того, як герцогство Бретань у 1491 році було включене у володіння Карла VIII, політичне об'єднання території Франції, яке здійснювалося королівською владою за підтримки середнього і дрібного дворянства і міської буржуазії, фактично завершилося. Але Париж, який протягом більш ніж півтора століття жив у ритмі війни, політичних вбивств і зміни союзників, а також переніс епідемію чуми, був знекровлений. Повноваження міського управління визначав указ 1415 року, згідно з яким канцелярія відповідала за забезпечення Парижа всім необхідним, поповнення міської скарбниці і залучення капіталу заможних парижан. Фактично вона поєднувала в собі Малу канцелярію (ядро міського управління, де засідали купецький прево, королівський прокурор міста і чотири ешевена) і Велику канцелярію (яка, крім тих самих посадовців, включала ще 24 радники, що обиралися жителями міста).

## Містобудування і планування
Після захоплення франками наприкінці V століття Париж поступово стає важливим центром торгівлі і ремесел, а з XII століття перетворюється й на політичний центр держави. Париж розвивався як типово ранньофеодальне місто й інтенсивно стирав сліди минулої римської присутності. Він вийшов за межі Сіте і, завдяки античній осі південь-північ, що пролягала давньоримською дорогою, почав рости в сторону пагорбів — Сент-Женев'єв на півдні і Монмартр на півночі. Але Сіте (тобто «місто»), як справжня колиска Парижа, ще довго лишався його адміністративним і духовним центром. Тут розміщувалися королівський замок (теперішній Консьєржері) головний собор і резиденція єпископа. Два менших сусідніх острівця тривалий час були практично неосвоєними, даючи прихисток невеликій рибацькій громаді (їх розвиток почався лише на початку XVII століття, нині це єдиний острів Сен-Луї).
Лівобережний Париж став оплотом католицького духовенства, що базувалося в абатствах Сент-Женев'єв, Сен-Жермен-де-Пре і Сен-Віктор. Тут також наприкінці XII століття виник Паризький університет, поклавши початок знаменитому Латинському кварталу (його назва завдячує тому, що в сфері середньовічної науки, освіти і богослов'я панувала латина). Середньовічні будівлі Сорбонни не збереглися до теперішнього часу, вони були повністю перебудовані у XVII столітті. На правому березі у XII столітті від набережної до підніжжя пагорбу Монмартр утворився новий торгово-ремісничий центр Парижа, тут розміщувалися річковий порт, великий критий ринок Шампо і численні ремісничі майстерні.

Схема оборонних укріплень Парижа. XV століття

Як і всі феодальні міста Європи, Париж розвивався вельми стихійно. У міру необхідності його оточували фортечними мурами, які оберігали жителів міста і ближніх передмість від набігів бунтівливих феодалів та іноземних загарбників. Зведення оборонного кола почалося наприкінці XII століття і тривало понад 20 років. У будівництві була залучена величезна маса городян і селян. На початку XIII століття на обох берегах Сени були зведені два півкола кам'яних мурів, що доходили аж до води (їх загальна протяжність становила близько 5,3 км). Зубчасті мури сягали у товщину до 3 метрів біля основи, зверху проходив дозорний шлях, а через кожні 70-100 кроків здіймалися круглі фортечні вежі, яких налічувалося 67 (вони фланкували шість міських брам на правому березі і п'ять на лівому, що були споруджені на шляху найважливіших доріг, які зв'язували Париж з іншими містами). На правобережжі за муром залишилось поселення Сен-Мартен-де-Шан, а на лівобережжі — Сен-Марсель і Сен-Жермен-де-Пре, зате у міські межі потрапило абатство Святої Женев'єви, а також приміські поля, городи і виноградники (але невдовзі більшість з них зникла внаслідок активної забудови нових земель). У середині XIV століття на правому березі, де особливо швидко зростала торгово-ремісничі частина міста, півколо довелося розширити і в склад Парижу були включені низка передмість (на лівому березі влада обмежилася лише модернізацією старих мурів).
Нова стіна починалася від того місця на березі Сени, де нині бере свій початок канал Сен-Мартен (межа IV і XII паризьких округів), йшла дугою до дороги на Сен-Дені (нині там розташована брама Сен-Дені, побудована пізніше), потім повертала знову до Сени. На кінцях цієї системи укріплень знаходилися два великих замки — Бастилія і Лувр. На протилежному від Лувру березі, поруч з колишньою резиденцією графа де Неля, здіймалася Нельська вежа (була зруйнована у XVII столітті для побудови колежу Мазаріні, нині — будівля Інституту Франції). Подальше розростання Парижа призвело до того, що на початку XVII століття це півколо укріплень було знову розширене, продовжене по дузі більшого охоплення і підведене до Сени нижче за її течією. Старі мури і вежі майже не збереглися до наших днів, про них нагадують лише фрагменти, що губляться в сучасній міській забудові, дворах і підвалах (наприклад, на правобережній вулиці Жарден-Сен-Поль чи на лівобережній вулиці Кюжаса), й напрямки так званих Великих бульварів, прокладених на місті середньовічних укріплень.

Нельська вежа. Гравюра XIV століття

Всередині міських стін розташовувалися щільно забудовані квартали з лабіринтом кривих і вузьких вулиць, які довго лишалися немощеними, без тротуарів і зі сморідними каналами для стічних вод. Серед моря кам'яних (в основному каркасних) і дерев'яних (з плином часу через пожежі їх намагались не будувати) будинків височіли храми. Навіть з обох боків мостів через Сену були облаштовані крамниці і майстерні з жилими приміщеннями купців і ремісників. Одразу за мурами починались сільські передмістя — фобури. У сучасному Парижі від середньовічної забудови залишилось небагато — павутиння вузьких вулиць Латинського кварталу, скупченість правобережжя і збережені будівлі того періоду (комплекс Палацу правосуддя з Консьєржері і Сент-Шапель, собор Паризької Богоматері, церква абатства Сен-Жермен-де-Пре, Венсенський замок, вежа Сен-Жак, церква Сен-Жермен-л'Осерруа). Перші спроби королівських і міських чиновників хоч якось контролювати і спрямовувати розростання Парижа припадають на кінець XV століття (влада намагалася обмежити забудову за межами міських стін і забороняла ремісникам селитися у передмістях). До цього ж періоду належать й перші плани Парижа, створені владою для кращого контролю міського простору.

## Архітектура

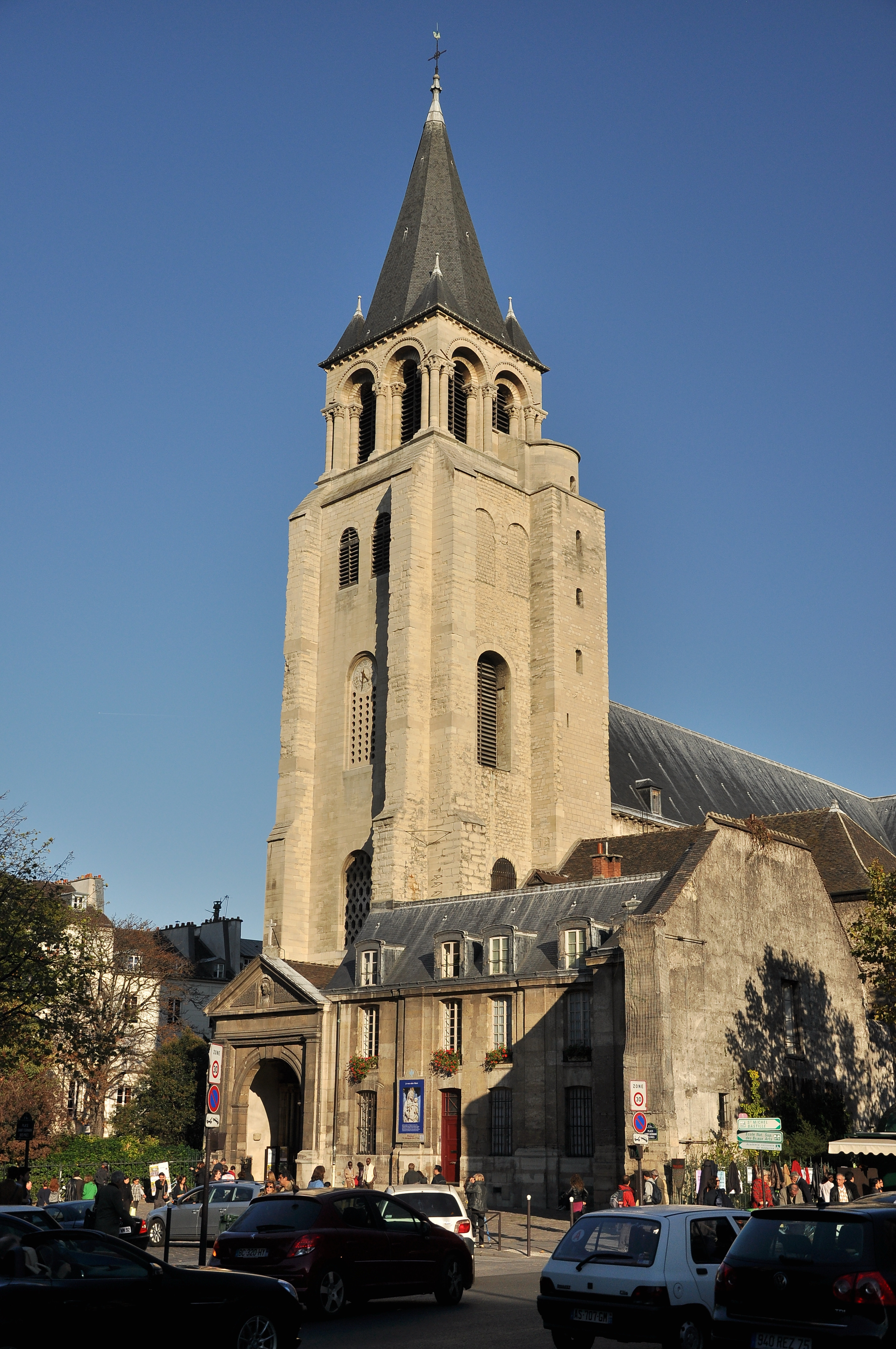
Церква Сен-Жермен-де-Пре.

Середньовічний Париж залишив прекрасні зразки романської архітектури (X—XII століття), в якій відродились, хоч і в дещо переробленому виді, основи, запозичені франками в римській архітектурі. Для романського стилю були характерними важкі пропорції, потужні стіни, несучі півциркульні склепіння і аркові перекриття прорізів. Однією з найпомітніших паризьких пам'яток архітектури того періоду є церква Сен-Жермен-де-Пре, заснована ще у середині VI століття королем Хільдебертом I для зберігання туніки святого Вікентія Сарагоського і нині розташована у жвавій частині Латинського кварталу (оскільки у давнину вона була оточена луками, це відбилось і в назві: фр. pré — лука). У цьому храмі були поховані християнський проповідник, паризький єпископ Жермен, після своєї смерті у 576 році залічений до числа католицьких святих, а також перші королі династії Меровінгів, але у IX церква була спалена норманами. У XI столітті була зведена дзвіниця, яка досі вирізняється своєю висотою серед пізнішої забудови, а у XII столітті побудований основний об'єм церкви з вівтарною частиною (у XVII столітті храм був знову перебудований, але дзвіниця і вівтарна частина зберегли свої суворі риси архітектури раннього Середньовіччя).

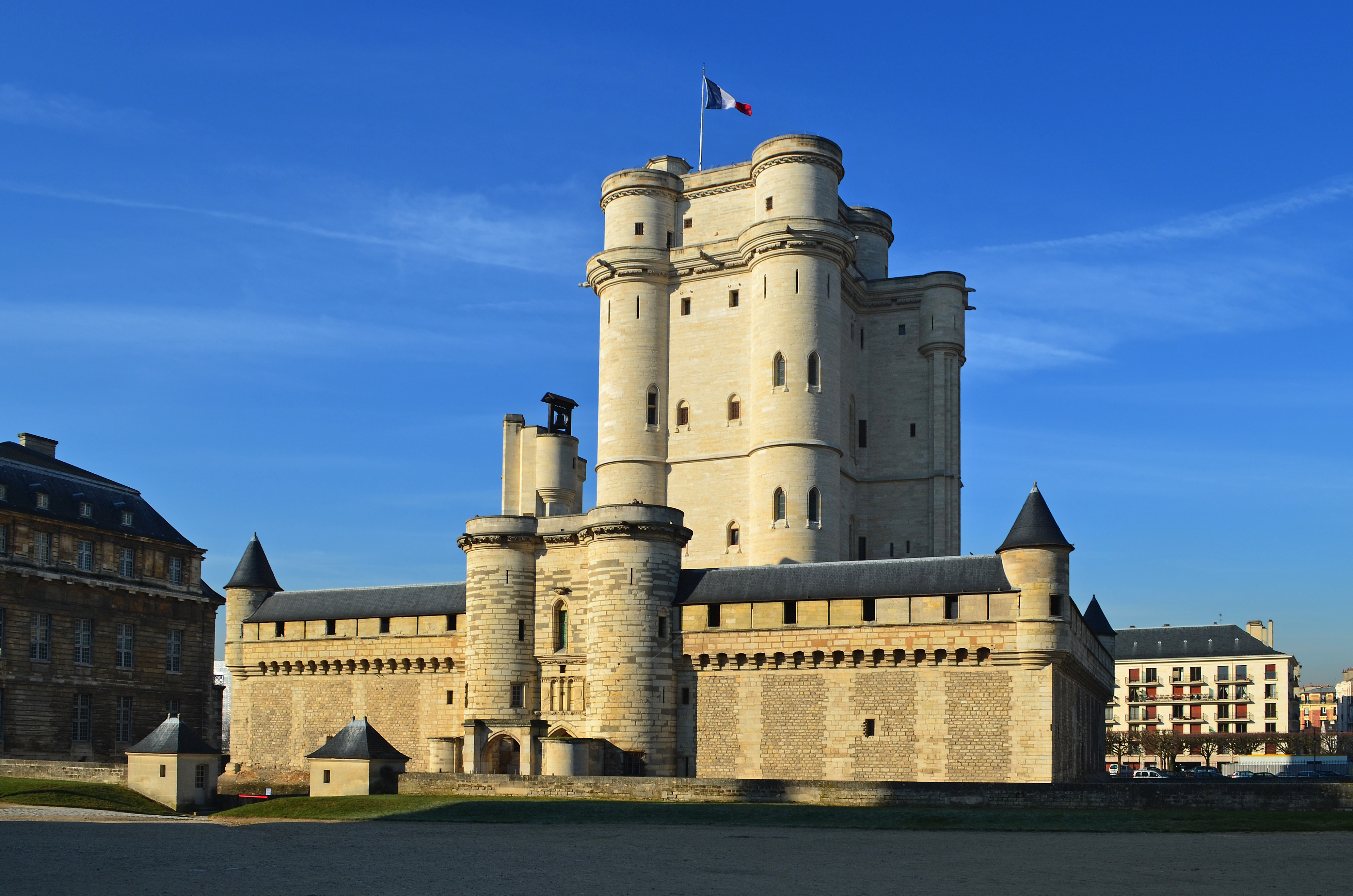
Венсенський замок

Романська архітектура, зі всією її опрацьованістю архітектурних форм і композицій, стала лише провісником формування нового архітектурного стилю — готичного, який зародився саме у Франції. І оскільки Париж був столицею, він неминуче перетворився на головну «будівельну лабораторію» нового архітектурного мислення. У східному паризькому передмісті Венсенн збереглась в дещо зміненому вигляді будівля, яка була закладена в епоху раннього Середньовіччя і сформувалась у добу готики — Венсенський замок, який певний час слугував королівською резиденцією. До 1370 року будівництво замку, розпочате у XI році, було завершене. На території, оточеній міцним муром і ровом, здіймається житлова вежа — донжон. Майже квадратний у плані масив 52-метрового донжона фланкують чотири кутові круглі башточки. Потрапити до замку можна було тільки через звідний міст, перекинутий через рів, і фортечну браму у мурі з дев'ятьма вежами. Зверху міцного муру проходив бойовий шлях, який прикривали навісні бійниці (машикулі). Тут, трохи у віддалі від центру Парижа, був створений замкнений придворний маленький світ, що мав навіть свою невеличку каплицю. У сучасному вигляді весь комплекс, перетворений на історичний музей, є характерною пам'яткою середньовічної архітектури XIV століття.
Готична архітектура була покликана до життя швидким ростом міст і необхідністю мати більш місткі храми — по суті головні громадські будівлі середньовічної епохи. Накопичення будівельного досвіду і технічних знань спричинило якісний стрибок у спорудженні прогонів, склепінь і опор. Почала застосовуватись стрілчаста арка, а склепінчасті накриття почали споруджувати на каркасній основі з кам'яних ребер (нервюр), які виготовлялись з особливо міцного каміння. Тепер зовнішні стіни, що здавна слугували опорами, втратили свій конструктивний сенс, а склепіння підтримувались системою відкритих піварок (аркбутанів) і зовнішніх опор (контрфорсів). Це дозволило всю поверхню між контрфорсами виконувати зі скла в кам'яній оправі, що дало початок знаменитим середньовічним вітражам з різнокольорового скла на свинцевих прокладках.

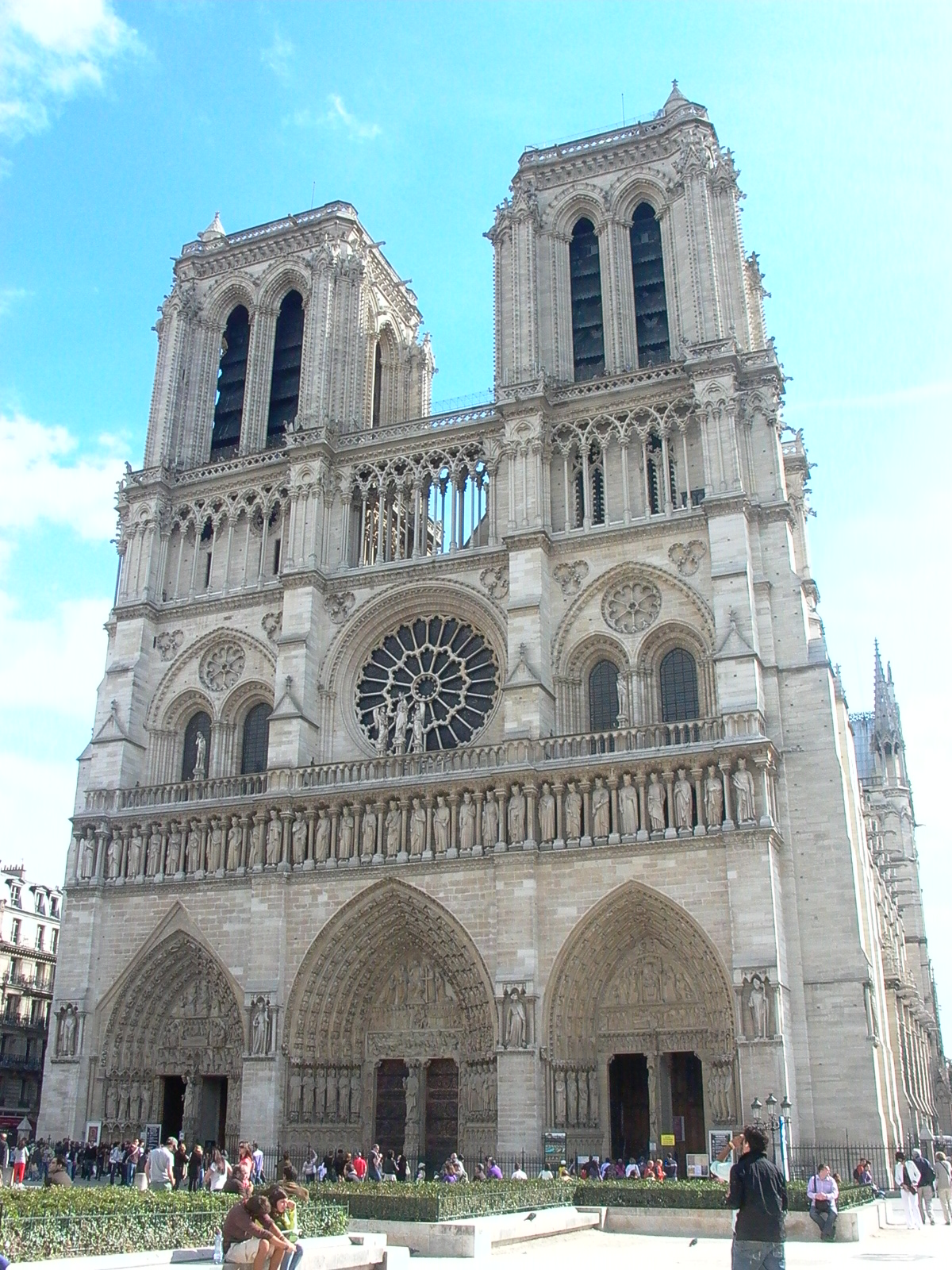
Собор Паризької Богоматері

Блискучим зразком готичної архітектури є собор Паризької Богоматері (Нотр-Дам-де-Парі), що височіє у східній частині острова Сіте. Близько 550 року на місці античного храму Юпітера за наказом франкського короля Хільдеберта I була побудована базиліка Святого Етьєна, до якої примикали баптистерій, присвячений Івану Хрестителю, і церква Богоматері (тут же була резиденція єпископа Германа Паризького). У середині XII століття було вирішено їх перебудувати і фактично звести новий, більш місткий храм. Будівництво, розпочате з ініціативи паризького єпископа Моріса де Сюллі у 1163 році, велось довго і завершилось лише у 1343 році (саме тоді були створені капели між контрфорсами і вінець капел навколо хорів). Грандіозний на ті часи собор, здатний одночасно вмістити близько 10 тис. осіб (довжина — 130 м, ширина — 108 м, висота веж — 69 м, висота склепінь — 39 м), став своєрідним зразком середньовічного будівництва храмів у Франції. Навколо собору Нотр-Дам-де-Парі розташовувались монастир Богоматері, соборні школи і дома каноніков.
В архітектурі собору відбився весь процес розвитку готики. Горизонтальні членування і важкий нижній ярус західного фасаду є відголосом романського стилю, водночас система широких аркбутанів, сильно розчленована і загострена крізна галерея у підніжжя веж і круглі троянди — яскраве втілення готичної архітектури. Над порталами простягнулась галерея кам'яних статуй царів зі Старого Заповіту (раніше і нішах стояли статуї королів), на виступах карнизів розміщені фігури ґаргулій, а огорожа хорів з барельєфами і статуя Богоматері на північному порталі — справжні приклади мистецтва середньовічних скульпторів (колись скульптури собору були пофарбовані і навіть частково позолочені). Середи поліхромних вітражів особливо варті уваги великі рози на осі західного фасаду і на торцях поперечної нави (трансепта). У XVIII столітті більшість кольорових вітражів були замінені білив заскленням, вітражі залишились тільки в трояндах (причому XIII століттям датується вітраж тільки у північній троянді).

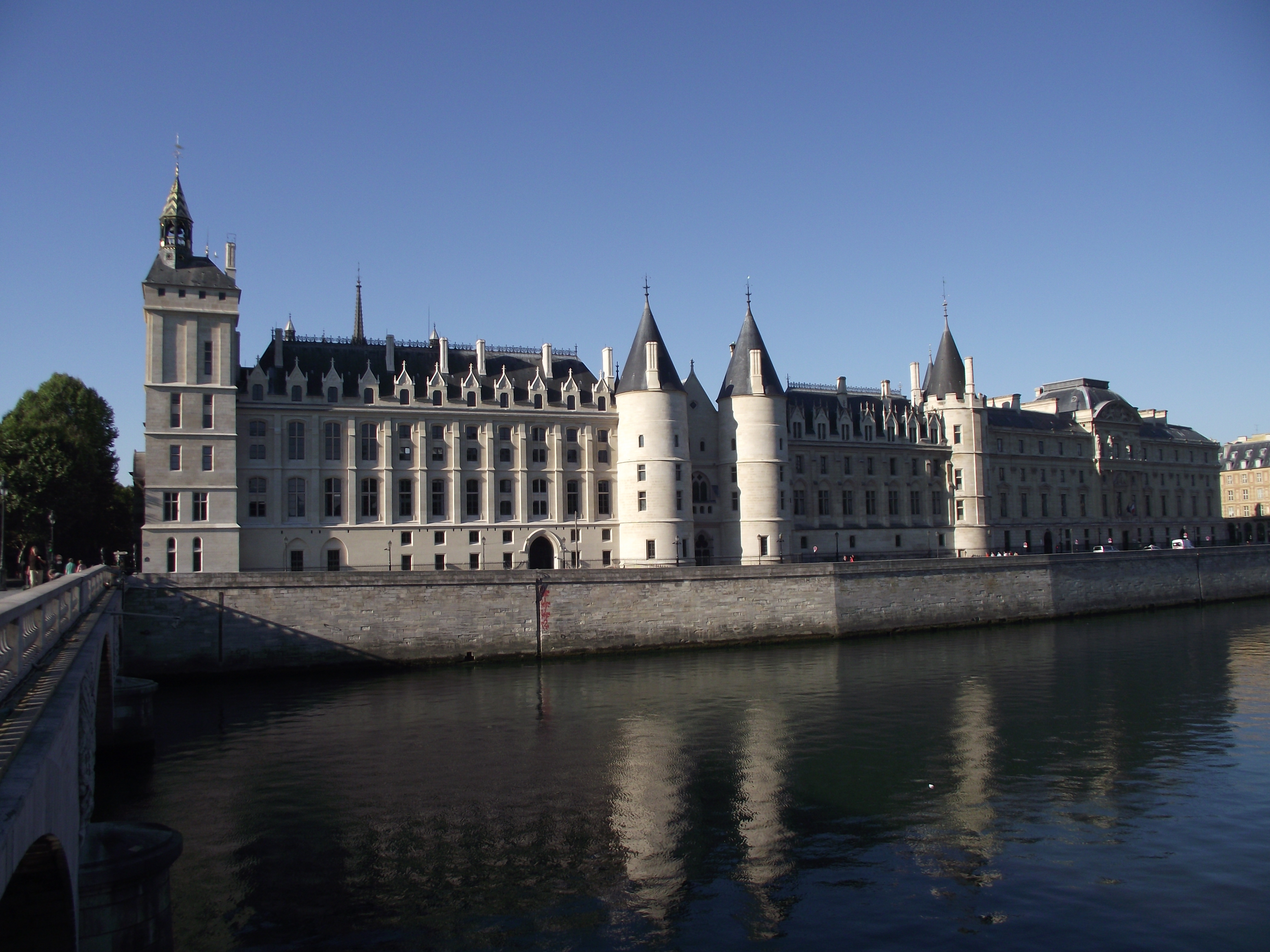
Консьєржері

Західну частину острова Сіте займає величезний комплекс Палацу правосуддя. Його північний фасад, що виходить до правої притоки Сени, надає яскраве уявлення про суворий королівський замок з в'язницею і скарбницею, де зберігали казну. Три збережені вежі замку датуються XIII століттям, а кутова вежа була побудована століттям пізніше (на ній були встановленні дзвін, який сповіщав весь Париж про народження королівського спадкоємця, і перший в місті баштовий годинник). Після того, як у XIV столітті король Карл V переселився у просторіший Лувр, в старій резиденції монарха залишились парламент, рахункова палата та інші урядові органи. У 1417 столітті канцлер Франції був призначений на посаду консьєржа, тобто воротаря королівського житла, через що замок отримав назву замок Консьєржері. У XIX столітті будівля була істотно розширена, тоді ж був оформлений фасад, звернений до площі Дофіна.

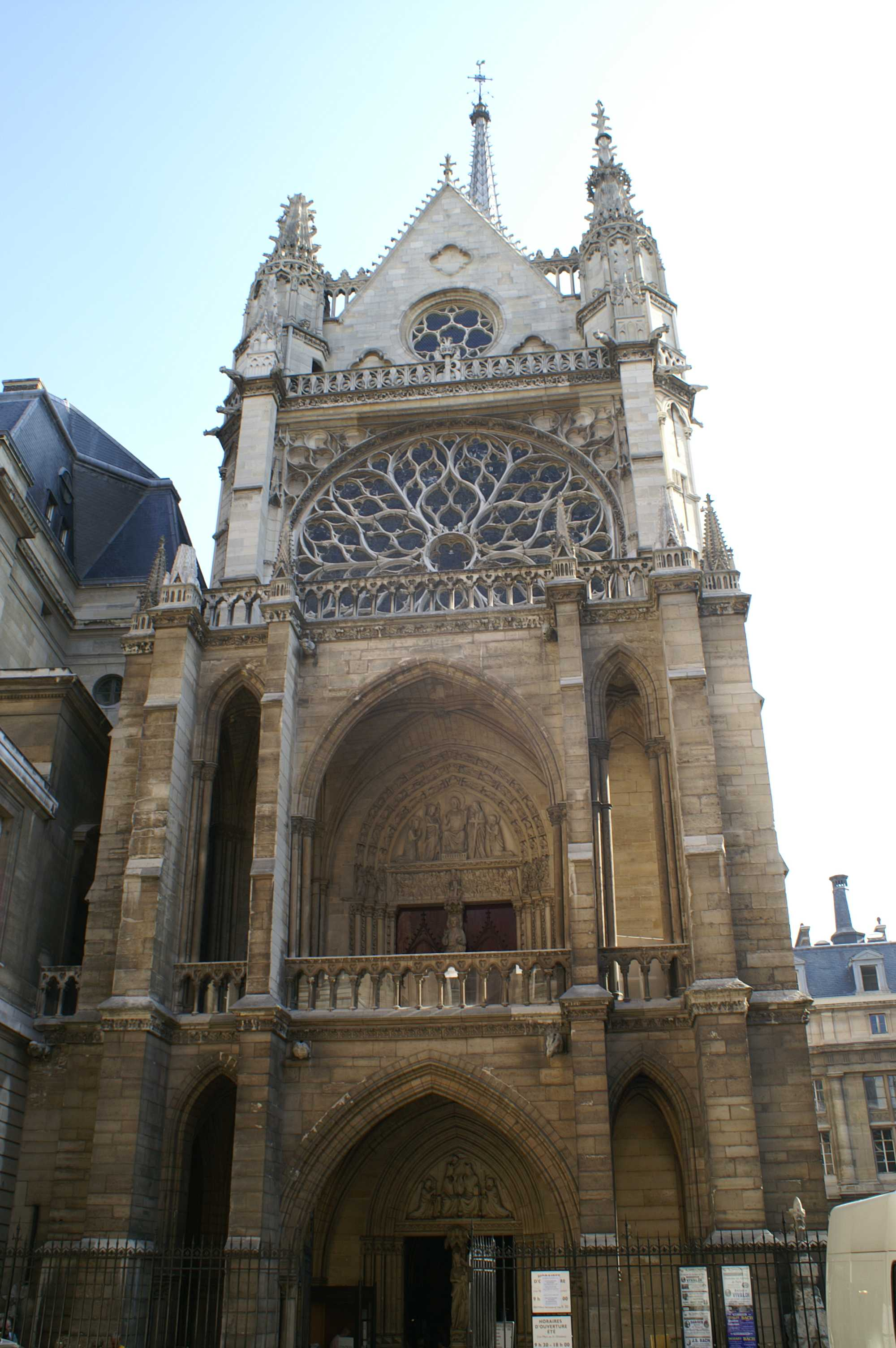
Фасад Сент-Шапель

Найвидатнішим об'єктом у палаці Консьєржері є Сент-Шапель — Свята чи Королівська капела, розташована у південно-східному дворі комплексу (частина фасаду капели виходить на Палацовий бульвар, що перетинає Сіте між мостом Міняйл і мостом Сен-Мишель). Вона була споруджена у 1246—1248 роках на замовлення побожного короля Людовика IX Святого для зберігання численних священних реліквій, і передусім високошанованого Тернового вінця, придбаного монархом за величезну на ті часи суму у венеціанських лихварів. Ім'я архітектора достеменно не відомо, зазвичай споруду приписують П'єру де Монтрею.
Витягнений високий об'єм Сент-Шапель містить дві зали, розташовані одна на одною. У нижній залі два ряди колон слугують опорами пучків нервюр, що підтримують склепіння. Верхня зала, власне й є Королівською капелю, вона має 10-метровий прогін і вільна від внутрішніх опор (складається враження, що підняте на висоту семи метрів склепіння зависло у повітрі). Залу оточують кольорові вітражі, між ними розташовані тонкі кам'яні стійки, що розгалужуються під склепіннями на декілька нервюр. Троянда у торці над входом своїми складними переплетіннями кам'яної основи символізує полум'янисту готику XV століття (тоді ж була надбудована дзвіниця). Синього кольору стовпи і склепіння капели оздоблені орнаментом з позолочених вставок у вигляді стилізованої квітки лілії у верхній залі і силуету замку в нижній (золота лілія на синьому тлі символізує королівський герб Франції). У середині XIX століття будівля Сент-Шапель зазнала реставрації, в ході якої Віолле-ле-Дюк відтворив шпиль і значну частину вітражів, й зумів при цьому зберегти специфіку готики періоду розквіту.

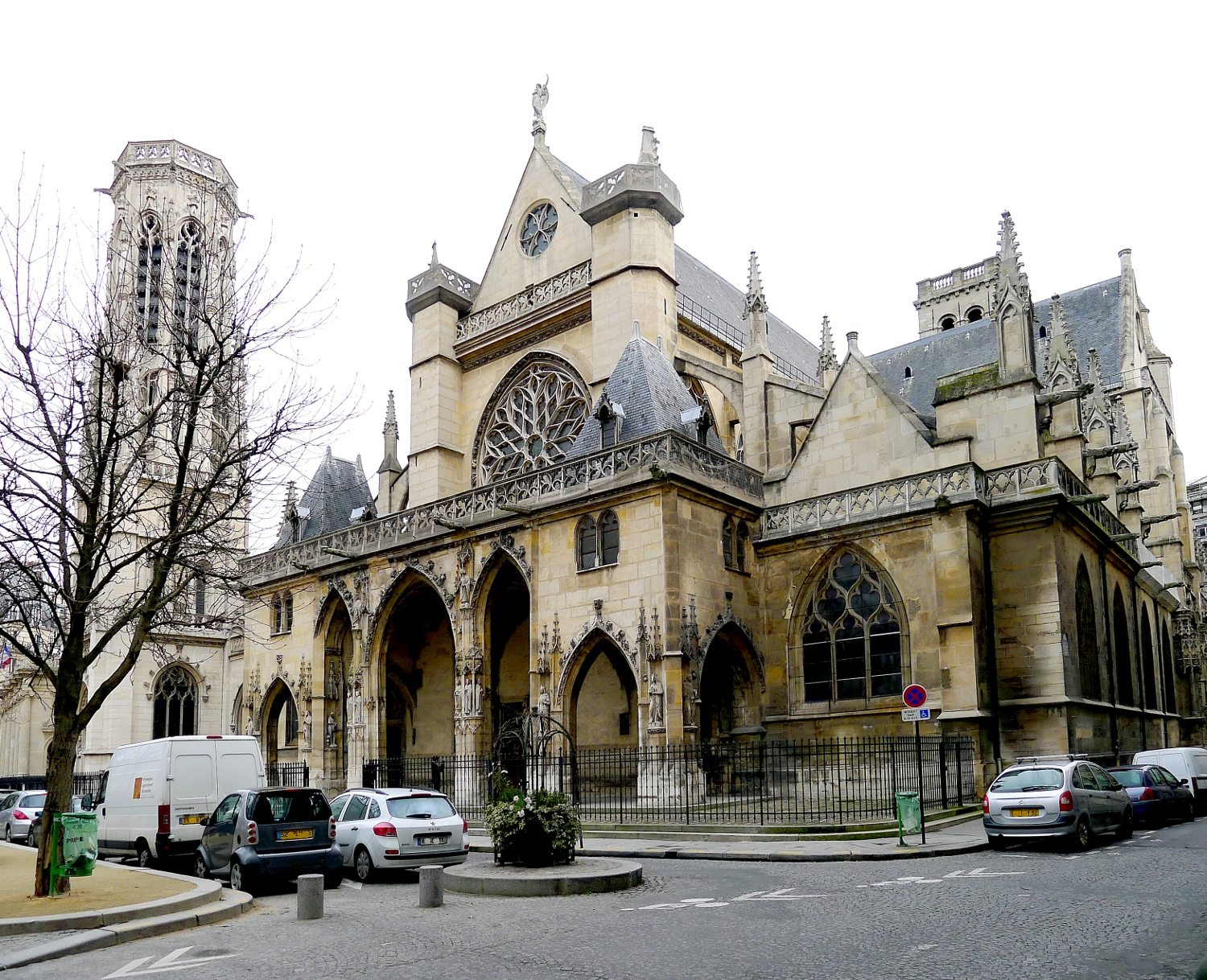
Сен-Жермен-л'Осерруа

Навпроти східного фасаду Лувру розташований готичний храм Сен-Жермен-л'Осерруа, заснований у XII століття (відтоді збереглась лише висока романська дзвіниця). Хори XIII століття належать до ранньої готики, основний масив храму XV століття — до полум'янистої готики, а бічний портал — до епохи Відродження. Як і більшість середньовічних будівель Парижа, цей храм пізніше був реконструйований, але були збережені унікальні нервюрні склепіння, мережева троянда, цінні вітражі, численні скульптурні звершення карнизів, водостоків і башточок. Сен-Жермен-л'Осерруа була парафіяльною церквою королівського двору, що розміщувався у сусідньому Луврському замку, тому в ній поховані багато художників, скульпторів, архітекторів і науковців, що працювали і жили при дворі. Дзвін на башті цієї церкви сповістив про початок різанини гугенотів у Варфоломіївську ніч (24 серпня 1572 року).
Серед інших споруд, що з'явилися в Парижі у добу Середньовіччя, досі існують церкви Сен-Жюльєн-ле-Повр, Сент-Етьєн-дю-Мон, Сен-Северен, Сен-Медар і Святих Архангелів, вежа Клові (чи Хлодвіга) та інші будівлі, які збереглись від абатства Святої Женев'єви і нині належать ліцею Генріха IV, колеж бернардинців, нині зайнятий Французькою католицькою академією, і Отель де Клюні (V округ), церкви Сен-Жерве, Сен-Меррі й Білетт, археологічна крипта паперті собору Нотр-Дам і Отель де Санс (IV округ), церкви Сен-Мартен-де-Шан и Сен-Николя-де-Шан, Отель де Субіз, Отель де Кліссон, фрагмент фортечної вежі, що раніше була частиною фортеці тамплієрів Тампль, і будинок Ніколя Фламеля (III округ), трапезна монастиря кордельєрів, нині зайнята медичною школою Університету Париж-Декарт (VI округ), церква Сен-Ле-Сен-Жилль (I округ), церква Сен-П'єр-де-Монмартр (XVIII округ), вежа Жана Безстрашного, що раніше була частиною палацу герцогів Бургундських (II округ).
Два десятки фрагментів фортечних мурів епохи Філіппа II Августа, які збереглись, у 1889 році були класифіковані як пам'ятки історії. Тепер вони розташовані на вулицях Жур, Жана-Жака Руссо, Лувр і Сент-Оноре (I округ), на вулицях Етьєна Марселя і Тікетон (II округ), на вулиці Тампль (III округ), на вулицях Аве-Марія, Шарлемань, Фран-Буржуа, Жарден-Сен-Поль і Розье (IV округ), на вулицях д'Аррас, кардинала Лемуана, Фоссе-Сен-Бернар, Клові, Декарта і Туен (V округ), у дворах Коммерс-Сен-Андре і Роган, на набережній Конті, вулицях Дофіна, Мазаріні, Нель і Генего, в тупику Невер (VI округ). Фрагменти мурів, веж, підземних камер і фортечних ровів знаменитої Бастилії, зруйнованої у 1791 році, збереглись навколо сучасної площі Бастилії: на бульварах Бурдон і Генріха IV, вулиці Сент-Антуан, станції метро «Бастилія» і в порту Арсеналу на каналі Сен-Мартен.
|                                        |                                |                                        |                                 |                           |                           |                                      |
| Колишній монастир кордельєрів, XIV ст. | Церква Сен-Меррі, XIV—XVII ст. | Церква Сен-Ніколя-де-Шан, XII—XVII ст. | Церква Сен-Северен, XIII—XV ст. | Отель де Кліссон, XIV ст. | Отель де Санс, XV—XVI ст. | Церква Сен-П'єр-де-Монмартр, XII ст. |

## Населення
Якщо в галло-римській Паризії мешкало від 6 до 10 тис. осіб, то вже у V—VI століттях місто нараховувало від 15 до 20 тис. жителів, у XII—XIII століттях — від 50 до 100 тис., у першій чверті XIV століття — більше ніж 200 тис., а на кінець XV століття — понад 300 тис. (перший великий наплив населення відбувся після побудови мурів Філіпа Августа на початку XIII століття). За доби Меровінгів населення Парижа являло собою сильно романізованих галло-римлян, що поступово асимілювали військову знать з числа зайшлих франків. За доби Каролінгів корінні жителі міста і зайшлі елементи говорили різними романськими говорами, які виникли від провінційних говорів латинської мови (відмінності між ними були настільки істотними, що, наприклад, парижанин не розумів жителя Тулузи). Столітня війна (1337—1453), яку супроводжувала епідемія чуми, дуже холодні зими, періодичні неврожаї й голодні роки (коли вовки зустрічались навіть у передмістях столиці), спричинила величезні втрати населення Парижа. З кінця XIV й до середини XV століття багато міських кварталів лишались закинутими (на піку кризи число жителів скоротилось до 100 тис. осіб), але з настанням мирного часу населення Парижа за рахунок імміграції відновилось і почало стрімко зростати. У другій половині XV століття разом з політичним та економічним об'єднанням країни йшло формування й спільної мови (єдина французька літературна мова розвивалась на основі північнофранцузького наріччя).

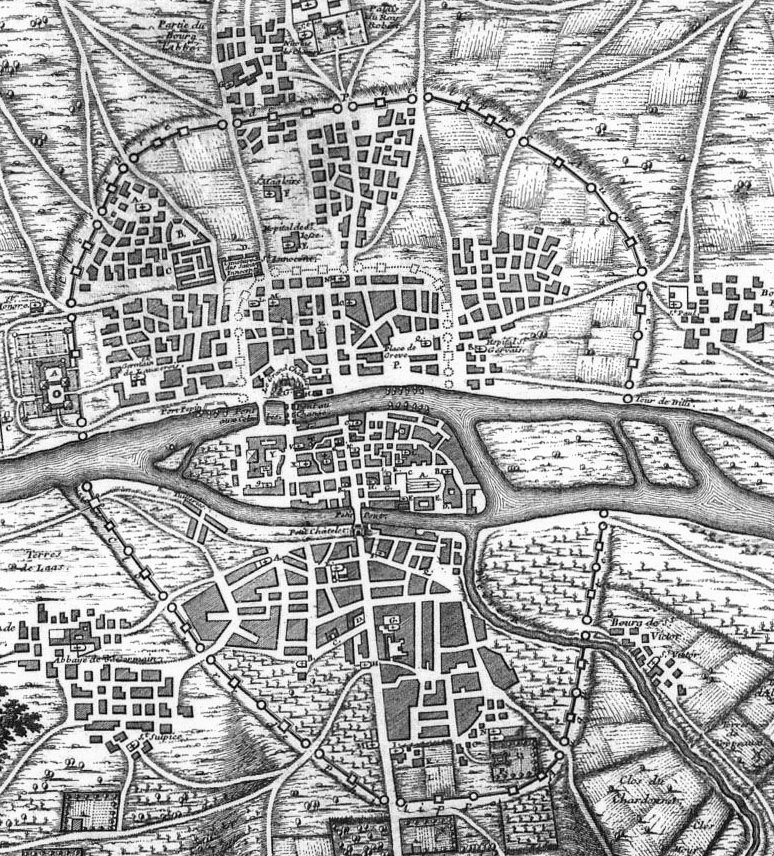
Мапа Парижа першої половини XIII століття

Простір всередині мурів Філіпа Августа (XIII століття) був заселений нерівномірно: вздовж головних вулиць Сен-Дені, Сен-Мартен і Сен-Жак, біля Великого і Малого мостів щільність забудови була великою, однак квартали, що межували з міським валом чи розташовувались вздовж ріки (і, відповідно, страждали від повеней) заселялись порівняно слабко. Але поступово щільність зростала, оскільки Париж приваблював жителів навколишніх сіл, а також вихідців з інших провінцій і країн. Городяни з різних станів жили поряд, але, приміром, зайшлі орендарі не зміщувались з людьми феодала-землевласника, хоча й були сусідами (втім, і серед орендарів зустрічались кріпаки). До середини XIII століття у великих монастирських володіннях Парижа і його округи все ширше допускався викуп селян, які за гроші отримували особисту свободу. В абатстві Святої Женев'єви, наприклад, процес розкріпачення завершився у 1248 році, в абатстві Сен-Жермен-де-Пре — у 1250 році (хоча монастир зберіг за собою право на землю, вирішення справ правосуддя, а також право стягувати плату за користування піччю і пресом для вина), а кріпаки з королівського домену (Паризький регіон) звільнились у 1246—1263 роках. Таким чином, до кінця XIII століття населення Парижа було формально вільним, але, певна річ, було багато залежних у різному ступені боржників.
Починаючи з XIII століття утвердилася традиція ідентифікувати парижанина на ім'я, що було дане при хрещенні, на прізвисько і за адресою. Перехід від прізвиська до прізвища завершився у XIV столітті (більшість прізвищ виникало від назви місцевості, з якої походив носій, чи від його професії, наприклад, Пікар — «пікардієць» Буше — «м'ясник»), але жінок довше назвали тільки на ім'я. У другій половині XIV століття окрім поділу на парафії з'явився поділ міста на квартали, якими керували нотаблі (достатньо було назвати квартального, щоб зрозуміти, про який квартал йде мова). Кожен квартал мав загін міського ополчення і поділявся на півсотні на чолі з півсотником, які в свою чергу ділилися на десятки на чолі з десятником. Значну частину населення Парижа складали переселенці з навколишніх поселень і сіл, в тому числі тих, що належали абатствам столиці. Іншу частину складали вихідці з Фландрії, Пікардії, Шампані, Бургундії (у другій половині XV століття в Парижі осіло багато вихідців з долини Луари), а також англійці (в тому числі вихідці з Нормандії), германці, італійці, євреї і цигани (в одній з проповідей єпископ Паризький навіть відлучив від церкви тих, хто звертався до циган-хіромантів). Ще однією групою прибульців, частково осілих у столиці, були найманці, що прибували на військову службу до короля і принців — арагонці, наваррці, баски, гасконці, брабантці, німці («рут'єри» чи «коттеро» Філіпа II Августа, «великі роти» Карла V Мудрого, «шкуродери» Карла VII Звитяжного). Провінціали і «селюки» доволі швидко асимілювались, але постійні нові хвилі іммігрантів зберігали контраст між «парижанами» і «непарижанами» (з цієї ж причини епідемії, висока смертність і зниження народжуваності в кризові періоди не призводили до істотного скорочення населення, яке компенсувалось за рахунок переселенців).
В епоху Середньовіччя в Парижі склався свій говір, який відображав специфічні риси місцевого календаря і шанованих святих (наприклад, Єпіфанію називали «Тіфен», Вероніку — «Венісою», Святого Марка — «Святим Мааром», у віруючих був блазнівський святий — «Святий Дубина»). Складовою частиною говору була місцева лайка, але образи і богохульства каралися штрафами і навіть тілесними покараннями (наприклад, згадування крові у прокляттях і богохульствах надавали їм більш важкого характеру і у випадку засудження вели за собою суворе покарання — клеймо, ганебний стовп і тюремне ув'язнення). Ображені жінки добивались публічного відновлення своєї честі, в разі образи, а також стягували з кривдників штрафи. Крім того, образливим вважалось без згоди доторкнутись до одягу (капюшону на накидці, поясу, спідниці) чи волосся жінки, погладити по голові чужу дитину.

### Євреї
Єврейські поселення в Галлії виникли ще в епоху Римської імперії, а перші згадки про єврейську колонію в Парижі належать до IV—V століть (за доби Меровінгів нечисленна єврейська община базувалась поблизу південної брами Сіте, на вулиці Жюїф). З періоду раннього Середньовіччя в руках євреїв перебувала значна частина торгівлі між Західною Європою і країнами Сходу (Візантією, Єгиптом, Аравією, Вавилонією і Персією), багато з них виступали як торгові і фінансові агенти європейських монархів (наприклад, паризький підприємець Пріск при Хільперіку I). Найбільш вороже до євреїв ставилося католицьке духовенство, періодично підбурюючи королів силою хрестити юдеїв чи виганяти їх геть з країни. Меровінгські королі віддали євреїв у цілковите розпорядження Церкви і підкорили їх церковному законодавству (суворо заборонялись шлюби між євреями і християнами, євреям не дозволялось з'являтися на вулиці у дні Страсного тижня і Великодня, а також мати рабів-християн). Особливо дбали про справу навернення євреїв король Хильперік I і єпископ Григорій Турський, зусиллями яких були хрещені багато паризьких євреїв.

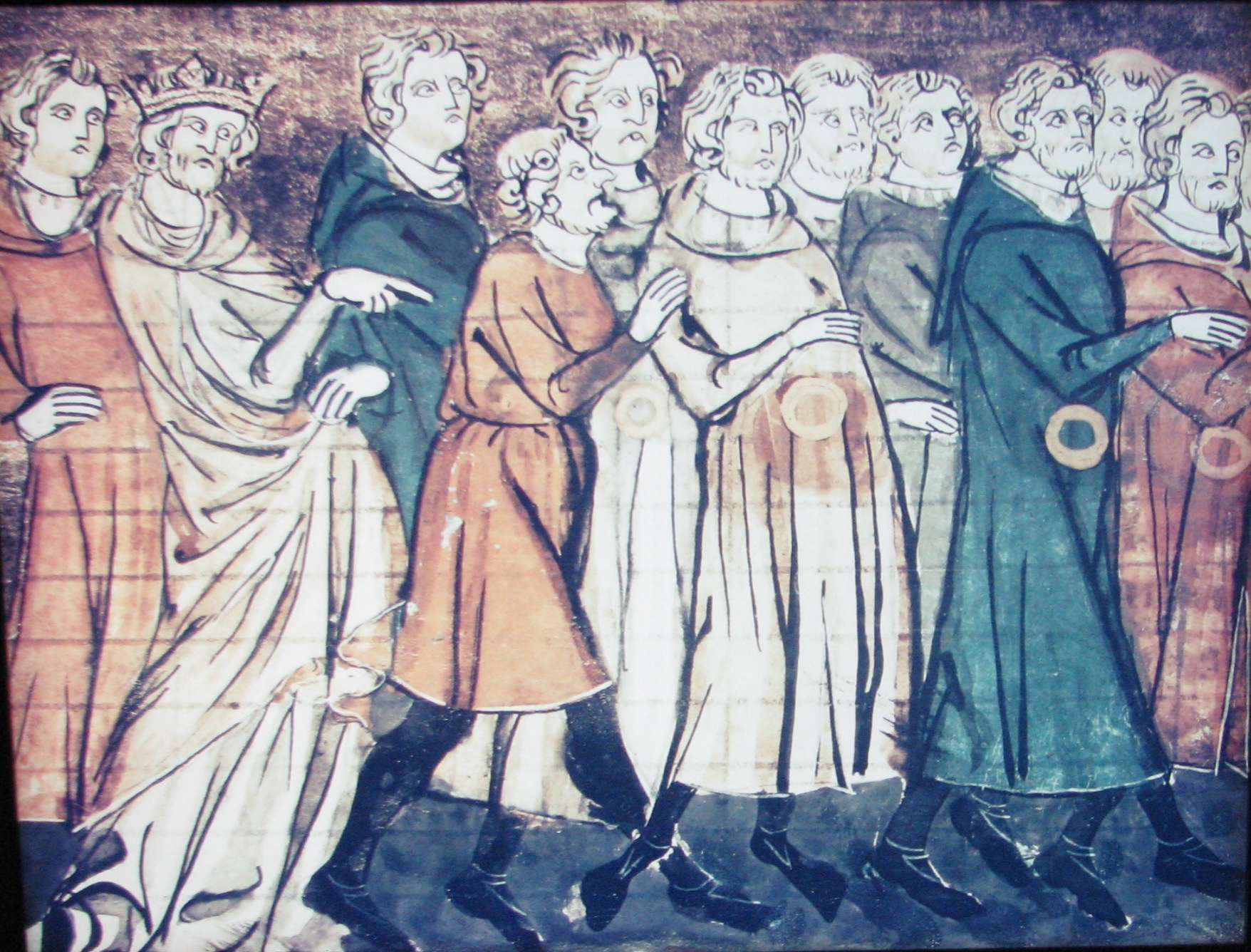
Вигнання євреїв у 1182 році. Мініатюра з «Великих французьких хронік»

У 612 році в Парижі поселились деякі іспанські євреї, вигнані з батьківщини політикою вестготського короля Сисебута. Згідно з «Паризьким едиктом» 614 року євреям заборонялось нести державну службу у королівстві франків. Король Дагоберт I у 629 році зі схвалення церкви і під впливом листа візантійського імператора Іраклія I видав наказ, згідно з яким всі місцеві євреї, які не бажали охреститися, мали залишити країну (також він ревно виганяв єврейських переселенців, що тікали з сусідньої Іспанії). У період правління Карла Великого, який цінив діяльність євреїв у сфері міжнародної торгівлі й протегував їм, переслідування євреїв на певний час призупинились, а в Парижі почали оселятися єврейські купці з приєднаної Північної Італії. Карл Великий заохочував торгові справи євреїв, дозволяв їм купувати нерухомість, займатися судноплавством і ремеслами. Його син Людовик I Благочестивий також захищав євреїв від нападок католицького духовенства і навіть призначив особливого чиновника з титулом «єврейський староста» (лат. magister judaeorum), який слідкував за дотриманням громадянських і торгових прав євреїв.
Від початку Хрестових походів (кінець XI століття) суспільне та економічне становище паризьких євреїв, як і всіх інших євреїв Західної Європи, погіршилось. Вони часто зазнавали нападок хрестоносців і черні, а християнські купці поступово витісняли євреїв з прибуткової торгівлі з країнами Сходу у сферу роздрібної торгівлі і лихварства. Особливо переслідування євреїв посилились за короля Філіпа II Августа, який постійно потребував грошей для ведення війни. У 1182 році Філіп II видав наказ, згідно з яким всі євреї, які жили на підвладних йому землях, мали залишити королівський домен протягом трьох місяців. Їм дозволялось брати з собою тільки своє рухоме майно, а будинки, крамниці, сади, винні погреби і комори переходили до скарбниці (кинені синагоги відійшли Церкві). Багато паризьких євреїв знайшли притулок у володіннях французьких феодалів, частина втекла до Англії і в Прованс.
У 1198 році Філіп II знову допустив вигнаних євреїв у свої володіння, стягуючи з них більші податки за право мешкати і торгувати в Парижі (тоді же Ієгуда бен Іцхак заснував паризьку єшиву). Євреї королівського домену, на відміну від іспанських і прованських, нехтували світськими науками і філософією, зосередивши свою увагу на вивченні Талмуду. На початку XIII століття в Парижі закріпились деякі євреї з Прованса, що рятувались втечею від репресій проти альбігойців і розгулу запровадженої там інквізиції, втім Людовик IX переслідував євреїв і в столиці. У червні 1240 року в присутності вищих чинів двору, духовенства і дворянства в Парижі відбувся диспут між чотирма рабинами, на чолі яких стояв голова паризької євиши Ієхіель, і хрещеним євреєм Миколаєм Доніном, який повідомив папі Григорію IX про шкідливий і богохульний для християн зміст Талмуду. Незважаючи на доводи рабинів доля Талмуду була вирішена наперед. У 1242 році 24 вози, завантажені зібраними зі всієї Франції книгами, були публічно спалені на Гревській площі. Знищення талмудичних книг підірвало єврейську науку у Франції, призвело до скорочення рабинських шкіл і швидкого згасання діяльності тоссафістів.
У 1290 році в Парижі осіла велика хвиля євреїв, вигнаних з Англії наказом короля Едуарда I. Але й французький король Філіп IV Красивий накладав на євреїв величезні податки, нерідко шляхом агресії і арештів віднімав у них майно і статки. У 1306 році Філіп IV наказав у місячних строк виселити всіх євреїв з країни і відібрати у них все майно (євреям дозволялося брати з собою лише необхідний одяг і харчі у дорогу). Більшість паризьких євреїв бігли до Південної Франції і прикордонні області Іспанії. У 1315 році, за Людовика X, частина з них повернулась до столиці, проте, незважаючи на дозвіл короля, євреї жили в постійному страху, побоюючись нових погромів з боку хрестоносців, підбурюваних Церквою, чи народних мас, що ненавиділи єврейських лихварів (у листопаді 1380 року розлютований війною люд все ж таки влаштував у столиці єврейський погром). Поступовий вихід євреїв з Парижа прискорив новий указ Карла VI, який у 1394 році звелів вигнати євреїв з Франції. Тисячі вигнанців переселились у Німеччину, Італію та Іспанію, після чого у Північній Франції вже не існувало єврейських общин до кінця XVII століття (в Парижі зрідка під впливом «новохристиян» селились тільки марани з Іспанії).

### Італійці
Італійські купці з часів раннього Середньовіччі були частими гостями у Парижі. Після занепаду ярмарок у Шампані італійські підприємці почали перебиратися у Париж, який перетворився на перевалочний пункт між Італією з одного боку і Фландрією та Англією з іншого. Особливо столиця з її королівським двором, вищим духовенством і заможною аристократією приваблювала італійських торговців предметами розкоші. У XIV столітті в столиці облаштувалася велика община вихідців з Лукки і Сієни, які займались фінансовими операціями, зовнішньою торгівлею і посередництвом (також у столиці існували ділові земляцтва вихідців з П'яченци, Венеції, Пізи, Генуї та інших міст Італії). Багато італійців заводили собі власні будинки (які в податкових книгах називалися «ломбардами»), але намагались не змішуватися з великою паризькою буржуазією (однак, вони налагоджували з нею численні зв'язки, оскільки також служили королям і герцогам). У 1343 році, коли італійські купці заснували каплицю при церкві Гробу Господнього на вулиці Сен-Дені, в Парижі виник культ «Розп'яття з Лукки» (культ чудотворної візантійської ікони, принесений жителями Лукки в Західну Європу).
Яскравим представником італійської общини був уродженець Лукки, впливовий купець Дігне Респонде. Він мав свої контори в Парижі, Брюгге і Монпельє, займався міжнародною торгівлею і морськими перевезеннями, обміном грошей і кредитуванням знатних вельмож, продавав сукно, шовк і дорогоцінне каміння. Респонде був радником герцога Бургундського і мав тісні зв'язки з королівським двором Франції. У 1384 році Карл VI наділив французьким громадянством все сімейство Респонде (двох братів і племінника), а Дігне Респонде надав звання громадянина Парижа. Під час громадянської війни між арманьяками і бургіньйонами Дігне був вплутаний в історію з убивством герцога Людовика Орлеанського (1407), пізніше оселився в Брюгге, де й помер, але його родина зуміла втриматися в Парижі, зберегла заможну клієнтуру і прихильність короля.

## Культура

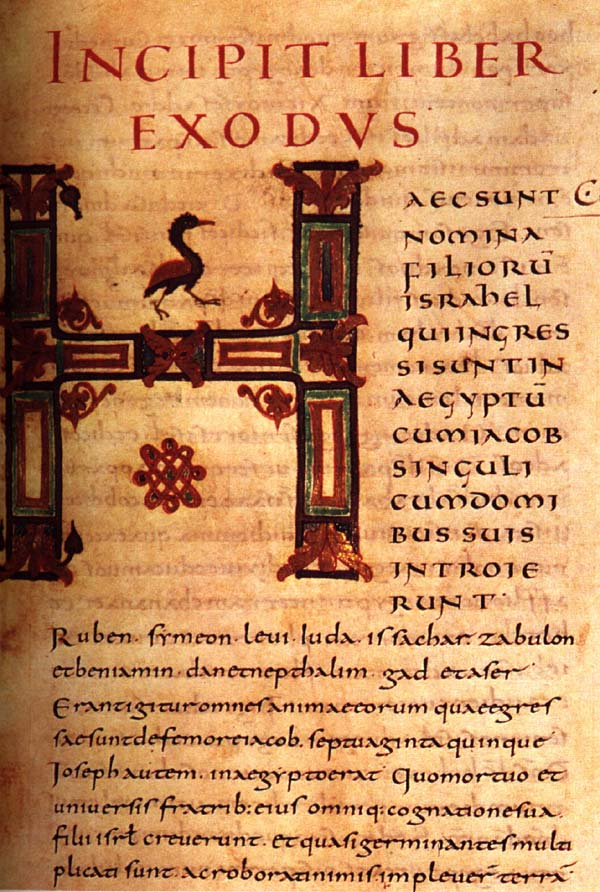
Зразок каролінгського мінускула

Культура в епоху раннього Середньовіччя набула сильного церковного забарвлення. На зміну занепалій античній філософії прийшло богослов'я (теологія), література перемкнулася на описи житій святих і монархів, історія звелась до монастирських хронік, поезія, музика і образотворчі мистецтва також були поставлені на службу Церкви. У другій половині VIII століття почалось так зване «Каролінгське Відродження», що викликало пожвавлення діяльності духовенства і королівської влади у сфері шкільної освіти (були організовані церковні школи, в яких священиків навчали основам грамоти). Література каролінгського періоду була переважно наслідувальною, але зовнішнє оформлення значно покращилось. Повсюдно встановилось чітке письмо — каролінгський мінускул, рукописи прикрашались кольоровими мініатюрами та заставками.
За правління Людовика IX при дворі почало формуватися коло художників, який пізніше отримав умовну назву паризька школа мініатюри чи паризька палацова школа. У творчості цих майстрів поєдналися місцеві традиції образотворчого мистецтва, а також досвід італійців проторенесансу і північних художників. У різний час для представників королівської родити працювали фламандець Жан де Бандоль; мініатюрист, скульптор і архітектор Андре Боневе (автор надгробку Карла V в Сен-Дені); Жакмар де Есден; Еннекен з Брюгге, який створив картони для Анжерського апокаліпсису — грандіозної серії шпалер, виконаній в майстерні Ніколя Батая. Мініатюрист Жан Пюсель традиційно вважається засновником французького національного живопису. Розвитку мистецтва мініатюри сприяло меценатство Карла V і герцогів Бургундського і Беррійського, власників найбільших приватних бібліотек того часу. З 1405 року в Парижі жили брати Лімбурги, які створили, зокрема, й мініатюри відомого Розкішного часослова герцога Беррійського. Паризька школа досягла найбільшого розквіту наприкінці XIV — на початку XV століття, а потім дійшла до занепаду, обумовленого поразками франції в Столітній війні, складною політичною і економічною ситуацією, яку переживала столиця у 1420-х роках.
Поезія та інша усна народна творчість відкрито протистояли церковним музичним жанрам і літературі. Виразниками і носіями музичної і поетичної творчості народу (що тяжів до селянської культури) були мандрівні жонглери, які заробляли собі на життя виступами перед натовпом на ярмарках, святах, хрестинах чи весіллях. Вони співали народні пісні, грали на різних інструментах, розігрували невеликі, часто жартівливі сценки, жонглювали всілякими предметами, показували акробатичні номери та фокуси. Жонглери не тільки сприймали народні єресі, але й швидко поширювали їх між містами, через що викликали ненависть з боку Церкви. Все розмаїття музичного життя Парижа XIII століття описав і систематизував магістр Паризького університету Йоан де Грокейо. У своєму трактаті «Про музику» (бл. 1300) він приділив увагу не тільки «ученій» мензуральній і церковній музиці, але й музиці, популярній серед міського населення, що існувала в усній традиції.
Рання міська культура була безпосередньо пов'язана з культурою селянства, але з причини загального опору тискові феодальних сеньйорів і Церкви ще не встигла через наявні соціальні протиріччя розділитися на культуру заможної купецької верхівки і культуру міських робітничих мас. Міська багатоголоса музика була тісно пов'язана з народним хоровим співом і протистояла лицарській одноголосній музиці. Міська драма, що протистояла пишним церковним містеріям, які закликали народ до покірності і смиренності, була тісно пов'язана з народними ігрищами, сільськими рядженнями і обрядами, весняними та осінніми святами. Розвиток міського театру спочатку був тісно пов'язаний з театралізацією фольклору. Поступово мандрівні артисти селилися в Парижі, зводили клієнтуру серед аристократії, трудового люду і господарів таверн, і навіть почали враховуватися в податкових книгах (наприклад, наприкінці XIII століття там вже значилися жонглери, фіґлярі, менестрелі, музиканти, які грають на ріжках). Місцями їх скупчення були вулиці Жонглерів і Менестрелів, у 1321 році цех артистів зареєстрував свій статут, у 1328 році заснував богадільню на вулиці Сен-Мартен, до якої згодом приєдналася церква Святого Юліана Музиканта. Зі зростанням артистичної братії міська влада почала регулювати і їх діяльність. Так, наказ королівського прево від 1372 року зобов'язував господарів таверн і менестрелів, що у них працювали, згортати свою діяльність, тільки-но дзвін подасть сигнал гасити вогні (після цього вже не дозволялося подавати випивку і грати на музичних інструментах; виняток робився тільки для музикантів, що грали на весіллях за умови, що церемонія проходила всередині будинку і не заважала сусідам).
У середині XII століття виникає фабліо — жанр реалістичної та гумористичної віршованої новели, який став важливим чинником становлення городян як стану і одразу відокремив ранню міську літературу від церковної і лицарської літератури. У цей же час розвивався міський сатиричний епос, за стилем і змістом близький до фабліо (найзначнішою пам'яткою цього стилю був «Роман про Лиса»). Опозиційною по відношенню до католицької церкви була також поезія мандрівних вагантів, які писали латиною і перебували під сильним впливом міської єресі. Зате Церква спокійно мирилася зі світською культурою лицарства, лірична поезія якого досягла свого розквіту у XII—XIII століттях у творчості труверів. У XII столітті, на ранньому етапі свого розвитку, міська література протистояла церковній і лицарській літературі як єдине ціле. Але з XIII століття відбувається поділ літературної творчості заможної міської верхівки і літератури міських низів. Найяскравішою постаттю поезії паризьких простолюдинів був Рютбеф, що обертався у середовищі Латинського кварталу і вирізнявся літературною плідністю (Церква, побоюючись його сірвент, буллою папи Олександра IV засудила твори Рютбефа до спалення). Його сучасник Гільйом де Вільнев створив популярну поему «Крики Парижа», в якій описане життя столичних вулиць.

## Освіта і наука

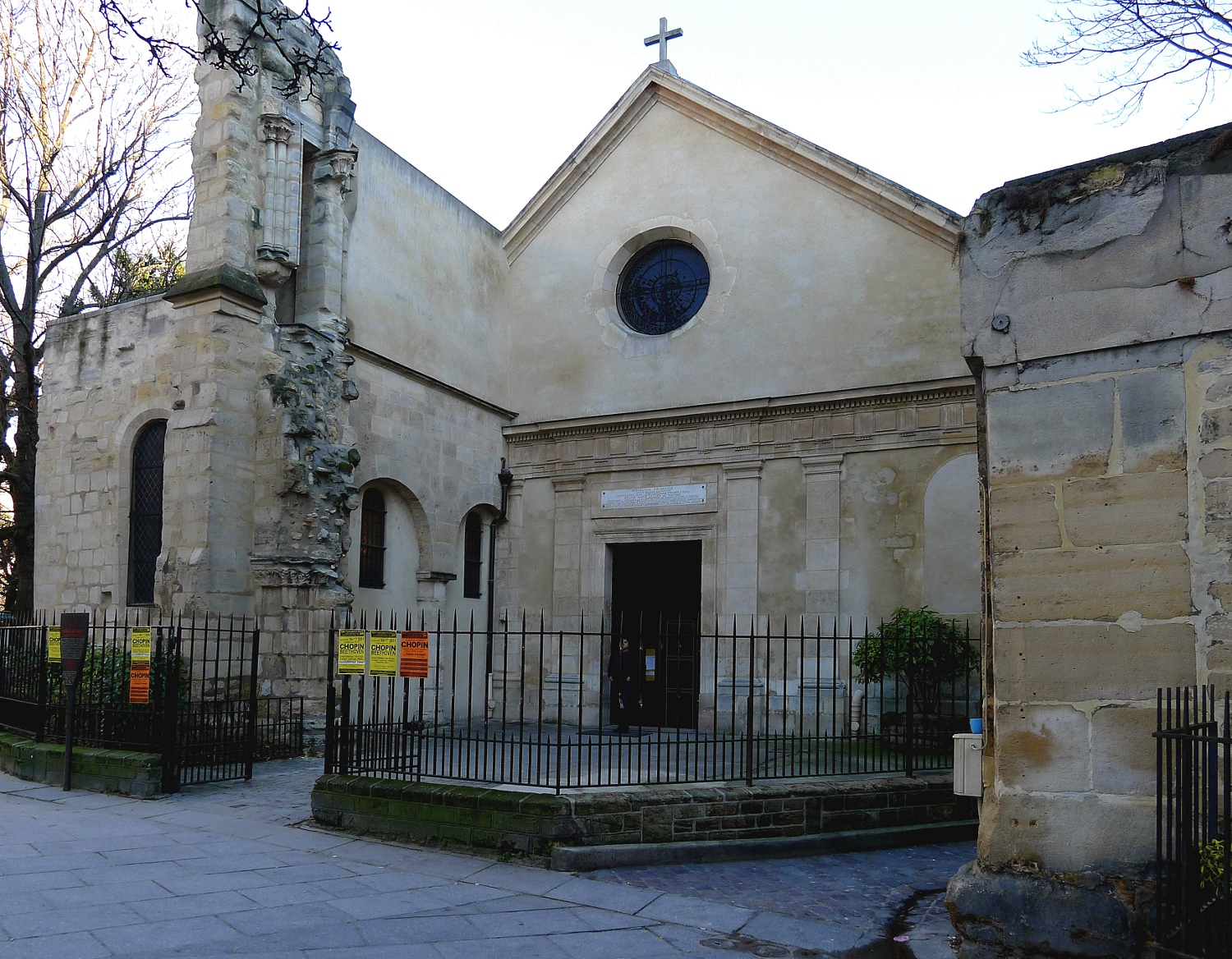
Церква Сен-Жюльєн-ле-Повр, в якій проходили зібрання факультету мистецтв Паризького університету

Перші паризькі школи, які мали виключно клерикальний характер, виникли у XII столітті біля Нотр-Дам-де-Парі. Невдовзі у бажанні позбутися опіки єпископа, частина вчителів та їх учнів перебралася на лівий берег під заступництво більш ліберальних абатств Сент-Женев'єв і Сен-Віктор, де й заснували університет. Перший королівський привілей, який узаконював його права і свободи (а також виводив школи з-під юрисдикції королівського прево), об'єднання магістрів і студентів паризької школи отримало в хартії 1200 року, спілка школярів фігурувала у єпископському акті від 1207 року, а спілка викладачів — в папському акті від 1208 року (офіційно свою назву Паризький університет отримав тільки у 1217 році, факультети вперше задуються у 1219 році). Відмова викладачів і учнів коритися ректору соборної школи спричинила протистояння єпископа і настоятеля монастиря Сент-Женев'єв (у 1221 році папа Гонорій III підтримав абата, чим закріпив позиції майбутнього Латинського кварталу). У 1215 році кардинал Робер де Курсон розробив перші статті університетського уставу (саме в його акті вперше зустрічаються слова «лат. Universitas magistrorum et scolarium»). У 1231 році булла папи Григорія IX посприяла подальшій автономії університету. Хоча спершу лекції читались у конюшнях і сараях, вже до середини XIII століття Паризький університет зі своїми чотирма факультетами затьмарив Болонський університет (у Франції головними конкурентами Парижа були школи Орлеана і Монпельє). Теолог Робер де Сорбон, сповідник короля Людовика IX, заснував у 1253 році на вулиці Куп-Гель колеж, він імені якого університет отримав свою другу назву. Пізніше при Сорбонні була організована типографія, де у 1469 році видали першу в Парижі книгу.
Латинський квартал активно розвивався протягом всього XIII століття й потіснив старі соборні школи, розташовані на Сіте та біля Малого мосту. Колежі й колегії (лат. Collegium pauperum magistrorum) на початковому етапі являли собою невеликі і доволі непоказні будівлі, де у шумній атмосфері веселощів, ігор, п'янства і бійок жили і навчались близько 10 тисяч юнаків (за іншими даними, у 75 коледжах, які тіснились між площею Мобер і пагорбом Сент-Женев'єв й фінансувались заможними аристократами і релігійними орденами, навчалось близько 40 тисяч осіб). Паризький університет у Середньовіччі об'єднував у своєму складі учнів, викладачів і навіть тих, хто займався його обслуговуванням (книготорговців, переписувачів рукописів, посильних, аптекарів і трактирників). Викладачами могли бути лише власники учених ступенів бакалавра, магістра і доктора. Всі викладачі об'єднувались у так звані факультети (пізніше під цим словом почали розуміти відділення університету, на якому викладається певна галузь знань) і обирали собі голову — декана. У Паризькому університеті було чотири факультети: один «молодший» чи «артистичний» (т. з. «факультет мистецтв»), на якому вивчались «сім вільних мистецтв» (тривіум — граматика, логіка і риторика і квадривіум — арифметика, геометрія, астрономія і гармоніка), і три «старших» — медичний, юридичний і богословський (на них студентів приймали тільки після закінчення «молодшого» факультету). Причому на юридичному факультеті Паризького університету викладали тільки канонічне право, а для вивчення цивільного права потрібно було їхати до Орлеана (своєю знаменитою буллою «Super speculam» від 1229 року папа Гонорій III під загрозою відлучення від церкви строго заборонив проводити і відвідувати заняття з цивільного права в Парижі і передмістях).

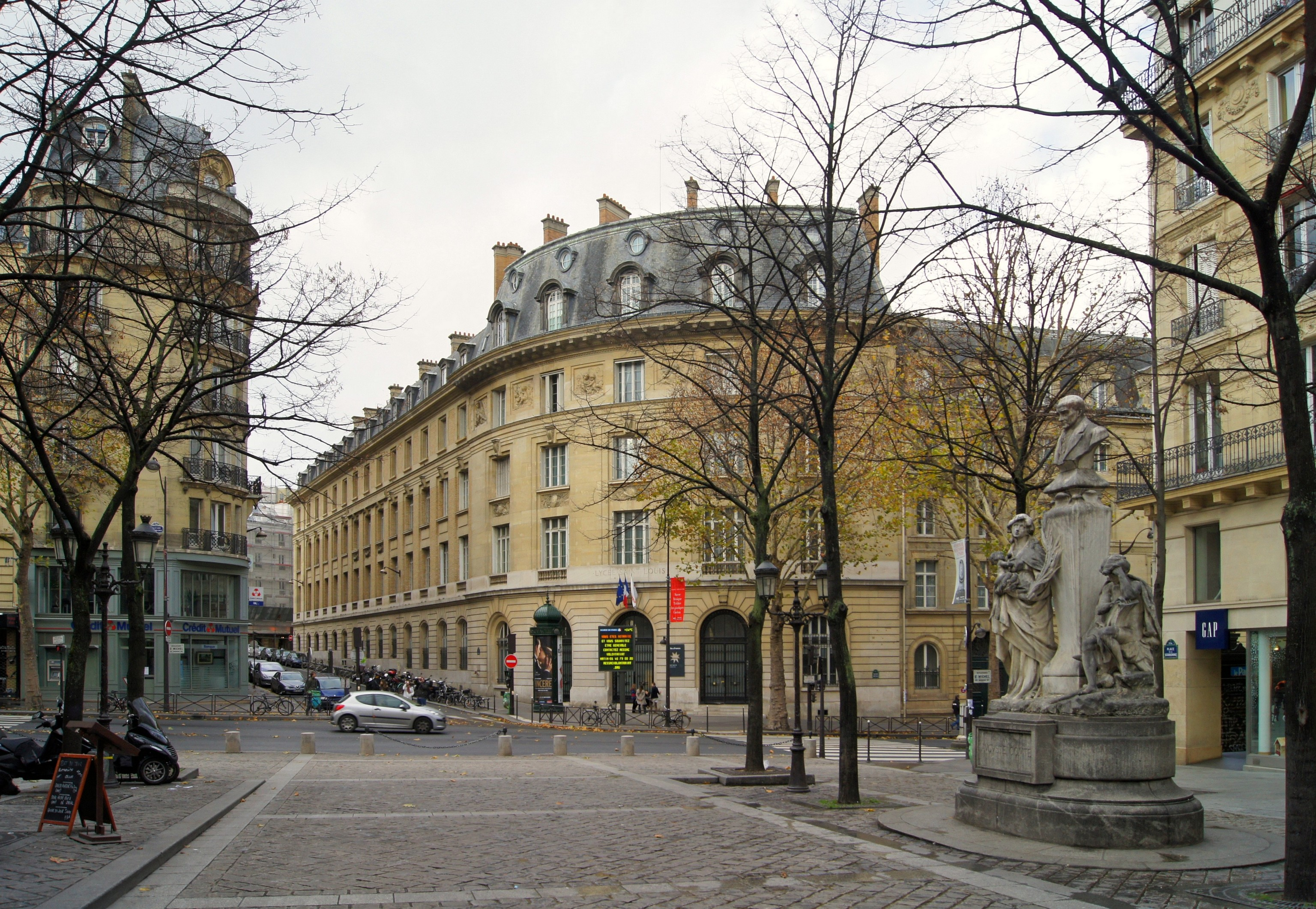
Ліцей Людовика Великого, розташований в центрі Латинського кварталу на місці середньовічного Паризького університету

Найчисельнішим був «артистичний» факультет, завершення якого давало право носити учений ступінь бакалавра чи магістра «мистецтв» і викладати цей предмет. Наступним за чисельністю учнів був престижний факультет канонічного права, оскільки юридична освіта надавала гарний шанс для працевлаштування у церковному і світському світі. Небагато хто наважувався взятися за тривалий і складний курс богослов'я (в кінці Середньовіччя це часто були монахи жебручих орденів), і з XIII століття богослови часто нарікали на конкуренцію з боку юристів, які привертали на свій факультет більше бажаючих отримати освіту. Ті, хто навчався в університеті, називались «студентами» (від латинського дієслова лат. studere — старанно вчитися). Студенти об'єднувались в чотири «нації» (земляцтва) — галльську (вона включала в свій склад французів, іспанців, італійців і уродженців держав хрестоносців на Сході), нормандську, англійську і пікардійську. На чолі кожної «нації» стояла виборна особа — прокуратор (від латинського слова лат. cura — турбота), а всі чотири «нації» спільно обирали голову всього університетського студентства — ректора (лат. rector — правитель). Найважливішою складовою навчання були диспути, які іноді велись настільки запально, що закінчувались бійкою. Університетська наука називалася схоластикою, але вона не була наукою у сучасному розумінні цього слова, а лише синтезом богослов'я і логіки Аристотеля, трактати якого складали основу навчання на «артистичному» факультеті. Лише близько третини зі всіх, хто вступав до університету, отримували ступінь бакалавра, і тільки 1/16 — ступінь магістра. Всі інші залишали університет, взагалі не отримавши жодного ступеня і вдовольнившись тільки знаннями, набутими на «молодшому» факультеті. У XV столітті загальна кількість студентів скоротилася, причому основний убуток припав на іноземців, водночас французів ставало все більше.

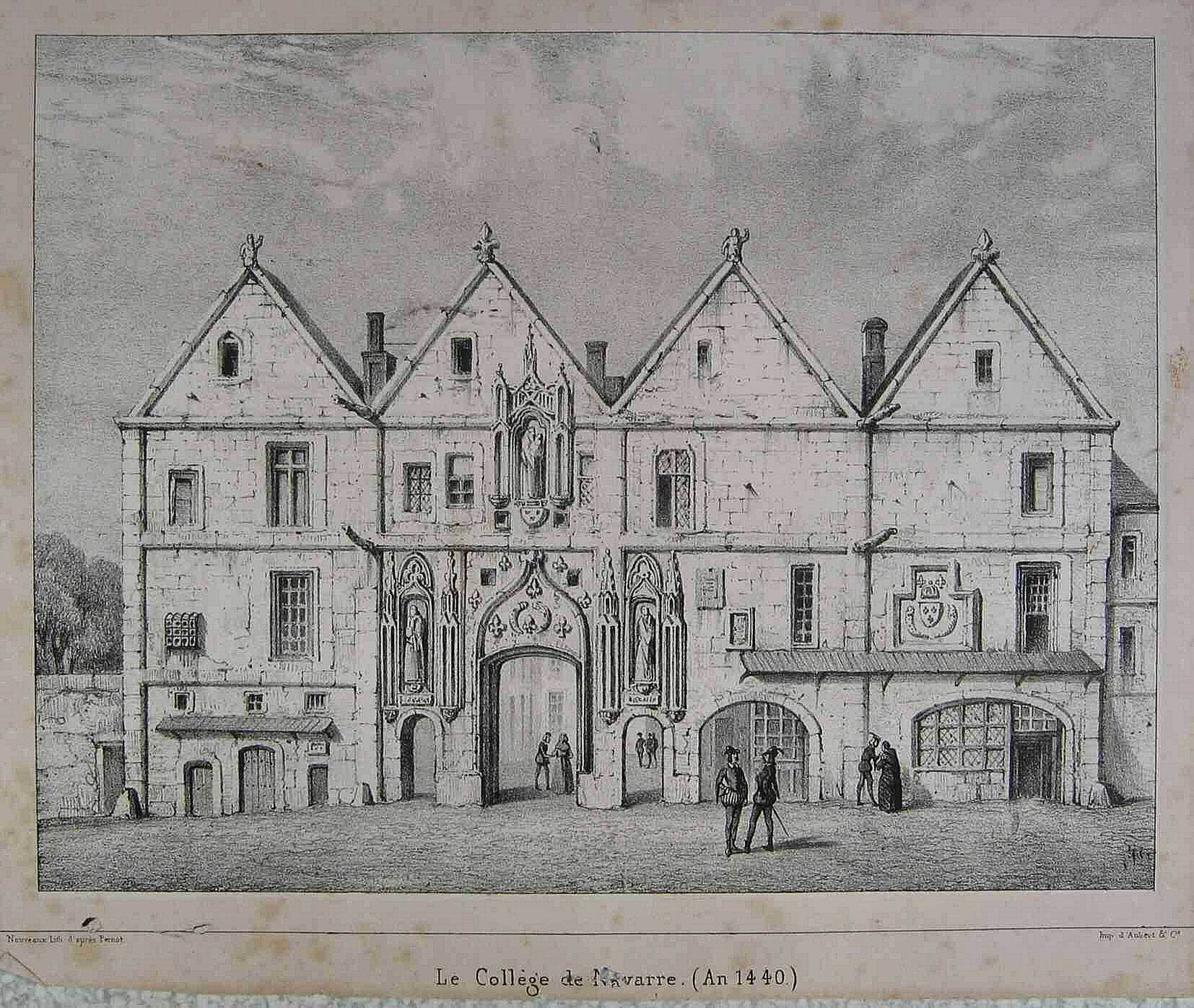
Наваррський колеж, колиска раннього французького гуманізму. Вид середини XV століття

Видатний філософ і теолог, магістр Паризького університету Аморі Бенський (чи Амальрік з Бена) зі своїми пантеїстичними положенням вступив у конфлікт з вченням католицької церкви, стверджуючи, що «Бог є все». Церква засудила Аморі Бенського і змусила відректися від своїх переконань, але у нього було багато послідовників («амальрікани»), в тому числі в стінах Паризького університету, які й після смерті вчителя (1204) надалі проповідували його погляди. У 1210 році, за вироком церковного собору, десять послідовників Аморі Бенського були спалені, а рештки самого вчителя були вириті з могили і також кинуті у багаття. Інших учнів Аморі, в тому числі Давида Дінанського, Церква оголосила єретиками і відправила до в'язниці, а також вилучила і знищила їх праці. Всі праці Аристотеля з метафізики і фізики, що стали відомими до того часу в Європі завдяки арабським перекладачам, були заборонені спеціальною буллою папи Іннокентія III. До 70-х років XIII століття ця заборона залишалась в дії, а зі сміливцями, які намагались її порушити, Церква жорстко розправлялася (наприклад, магістр Паризького університету Сігер Брабантський був кинутий до в'язниці і вбитий там за наказом папи). У 1255 році церква вигнала з Паризького університету всіх своїх ідеологічних опонентів і спеціальною буллою папи Олександра IV забезпечила привілейоване положення на кафедрах богословам з Домініканського і Францисканського орденів. Головним систематизатором ортодоксальної схоластики був головний «учитель Церкви», філософ і теолог Тома Аквінський, який в середині XIII століття викладав в Паризькому університеті і був членом ордену домініканців. У XIV столітті магістри університету займали видне місце поруч короля, були його радниками, аналітиками та інформаторами, але пізніше вони вже не грали великої ролі в управленні королівством.
Наприкінці XIV — на початку XV століть Паризький університет, і передусім його впливовий богословський факультет, був втягнутий у гострий релігійний конфлікт навколо Великої схизми (1378—1417). У 1393 році університет організував велику нараду, на якій сторони намагались визначити шляхи до відновлення єдності Церкви; у 1398 і 1407 роках Сорбонна підтримала відмову французької Церкви коритися папській владі. У добу Великого розколу міжнародний престиж паризьких магістрів і політична вага королівства злилися докупи, щоб додати важливості університетському світові. Крім того, університет, як і весь Париж, був втягнутий у гостру боротьбу між партіями арманьяків і бургіньйонів (наприклад, у 1395 році канцлером університету був обраний канонік собору Паризької Богоматері Жан Жерсон, протеже герцога Бургундського, але у 1414 році він порвав з бургіньйонами і взяв участь у Констанцькому соборі), хоча більшість викладачів і студентів політикою не займались.

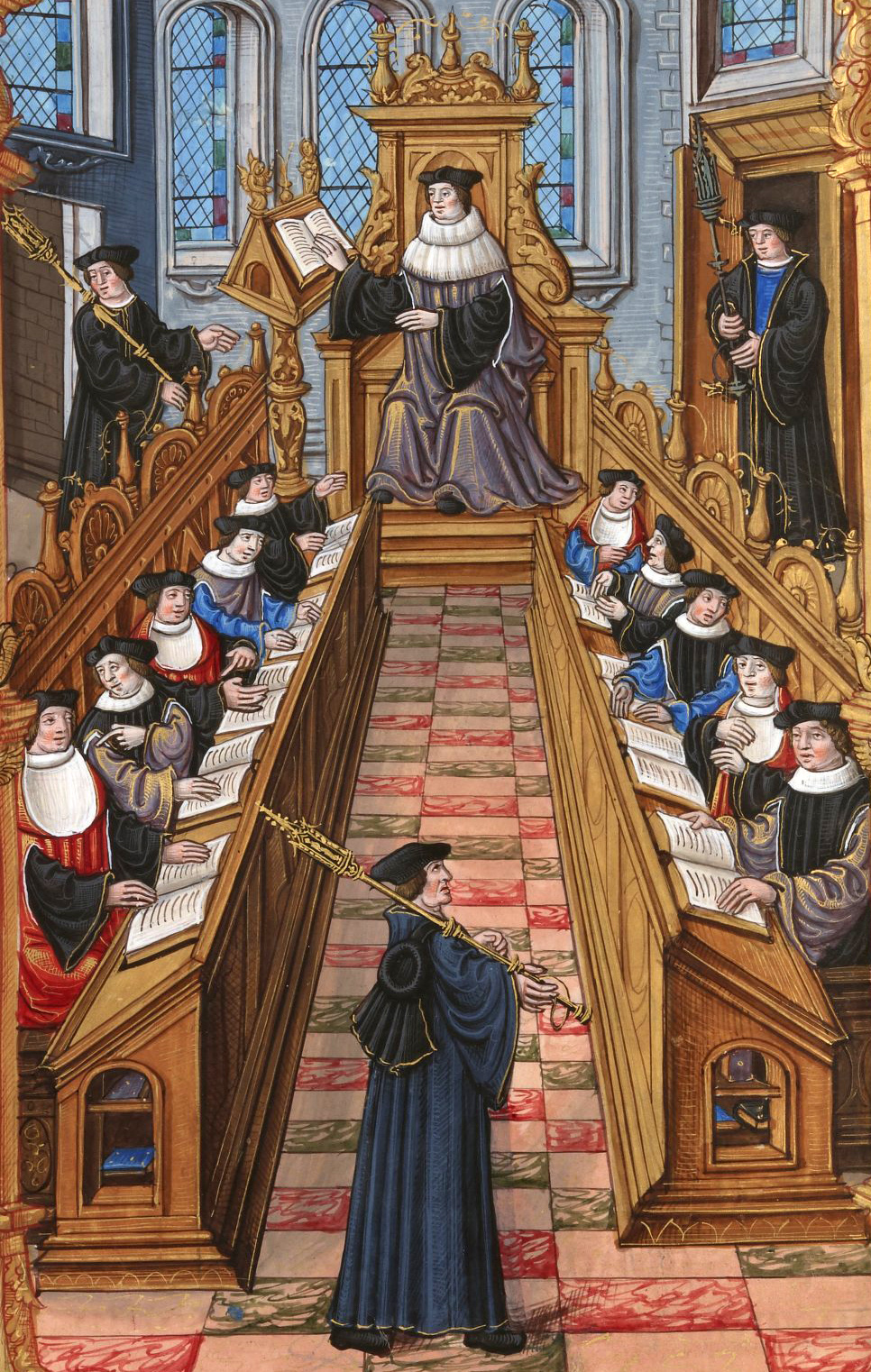
Паризький університет за доби Середньовіччя. Мініатюра з манускрипту «Королівські пісні у славу Зачаття». Бл. 1530

У XII столітті в Парижі почали з'являтися й нецерковні школи — принципово нове явище в інтелектуальному житті середньовічного суспільства. Їх специфічною особливістю було те, що вони були приватними, тобто магістри школи існували за рахунок оплати, яку вносили учні. Найвідомішими з нецерковних шкіл Західної Європи середини XII століття були паризькі школи філософів і теологів Гільйома Коншського і П'єра Абеляра. Запеклі філософські суперечки Абеляра, який обстоював позиції, близькі до номіналізму, з головою паризької соборної школи Гільйомом де Шампо, який захищав реалізм, спричинили гострий конфлікт Абеляра з Церквою. Особливістю нецерковних шкіл був специфічний склад учнів, більшість з них були «вагантами» (від латинського дієслова лат. vagari — мандрувати) чи «голіардами», які переходили з однієї школи до іншої у пошуках близького для них вчителя. Таким чином, на межі XII—XIII століть в Парижі існувало три типи навчальних закладів: група шкіл собору Паризької Богоматері, якою керували чини капітула (регент півчих наглядав за початковими школами єпархії, а канцлер — за вищими); школи найбільших абатств (Сент-Женев'єв, Сен-Віктор, Сен-Жермен-де-Пре); і приватні школи, відкриті кліриками, які отримали звання магістра і перебували під наглядом єпископа і канцлера. Як міжнародний центр освіти Париж спеціалізувався на діалектиці і теології.
У середньовічному Парижі проживали тисячі студентів. Найбільш юні, 13 — 14-річні, починали на факультеті мистецтв і отримували лише базову освіту. Мала частина з них продовжувала курс вищої освіти до ступеня ліценціата, який давав доступ до гарних посад. Найобдарованіші і найнаполегливіші досягали ступеня доктора, що дозволяв стати викладачем чи підшукати собі гарне місце в Церкві і на королівській службі (це були вже цілком дорослі студенти, які нерідко зачіплялися за якусь посаду у колежі). Більшість молодих школярів відвідували лекції обраного ними університетського професора, а після завершення навчання просили його зробити для них подавання на отримання якого-небудь ученого ступеня. Юні студенти жили у родичів чи знайомих, вихідців з заможних сімей розміщали в пансіоні, а дорослі студенти самі винаймали помешкання і навіть мали слуг. У 1180 році у приміщенні Отель-Дьйо почали утримувати і лікувати 18 школярів-кліриків, які після виходу зобов'язувались, у свою чергу, доглядати у лікарні за умираючими і брати участь у їх похоронах. Пізніше школярі залишили богодільню і у власному будинку заснували перший паризький колеж Вісімнадцяти (на початку XIII століття були засновані колеж Сент-Оноре і притулок для студентів Святого Томи в Луврі). Ці перші колежі являли собою певного роду інтернати, до яких безкоштовно приймали бідних, але обдарованих студентів-богословів (пізніше в них почали займатися репетиторством, а потім перейшли й до повноцінного навчання, приймаючи разом з стипендіатами платних учнів). З XIV століття почали з'являтися так звані «педагогіки», коли учитель утримував на повному пансіоні довірених йому батьками учнів. До середини XV століття студенти поділялись на «стрижів» (бездоглядний студентів), пансіонерів, тих, що платили за «педагогіків», і тих, що жили у колежах.
У другій половині XV століття університет і частина учених мужів домоглася більшої автономії від влади папства (з початку XIII століття Паризьким університетом фактично керував папа і його довірені люди, а зовсім не король Франції чи єпископ Паризький). Почали активно розвиватись медичний і юридичний факультети, нові галузі знань (інженерна справа, архітектура, географія і космографія), завдяки гуманістичним течіям пожвавились витончені мистецтва, паризькі студенти все частіше почали вирушати до інших країн, особливо в Італію, відкриваючи для себе нові горизонти науки і мистецтва доби Відродження. Але, здобувши певну автономію від Церкви, університет потрапив в залежність від королівської влади, позбувшись частини своїх привілеїв (права вчителів припинити заняття і права університету залишити Париж, щоб облаштуватися в іншому місті).

## Побут і свята
За доби Капетингів вздовж жвавих вулиць Пті-Пон, Жюїврі, Лантерн і Пті-Драпрі, що мали вшир не більше 4-5 метрів, стояли як скромні дво- і триповерхові будинки з глини і дерева, так і кам'яні будинки багатіїв з каміном і кухнею. До кінця XIII — початку XIV століття деякі особняки знаті вже були оточені садами, що часто виходили до ріки, двір оточували крила, що примикали до основної будівлі, внутрішні стіни прикрашали розписи. Але більшість паризьких багатіїв до середини XIV століття не особливо піклувалась про архітектуру своєї оселі. Особняк типового підприємця являв собою два-три звичайних будинки, об'єднані у єдину будівлю. Перший поверх займали крамниці і склади, що виходили на вулицю, на верхніх поверхах розміщувалися житлові приміщення і кабінет господаря, де той зберігав папери і цінності. У деяких будинках частина приміщень, вже обладнаних водостоками, зливом брудної води і вбиральнею, здавалася у найми. Будинки, розташовані у центрі торгової частини Парижа, мали тільки двори, але на околицях зустрічалися невеликі сади, городи і колодязі. Під одним дахом з господарем жиди родичі і постійні слуги, вдень у домі також знаходилася інша прислуга і робітники крамниці.
Наприкінці XIV — на початку XV століття відношення великої буржуазії до своєї оселі змінилося, вона почала рівнятися на королівські резиденції і особняки принців крові (наприклад, палаци Сен-Жерменський, Сен-Поль і Тернель). Навколо особняків все частіше почали розплановувати сади з фонтанами і водоймами, обов'язковими атрибутами заможного дому вважалися парадні зали, каплиця, бібліотека, кабінет, збройова кімната, спальні господарів (приміщення прикрашалися картинами, керамікою, килимами, дорогими меблями і музичними інструментами). При оздобленні аристократичних резиденцій використовувалась черепиця і шифер для покрівлі, мармур і різьблене каміння для фасаду і несних конструкцій, вітражі для вікон, цінна деревина для обшивки стін, плити чи кахлі для вистелення підлоги. Після здобуття статків і зовнішніх атрибутів успіху (у вигляді будинків, карет і одягу, зібрань книг і коштовностей), буржуа більше не відчували себе обділеними, а нотаблі з середовища буржуазії в соціальній ієрархії паризького суспільства майже зрівнялись з дворянами. Заможні городяни у всьому намагались наслідувати дворянство, особливо у розвагах і освіті, а найуспішніші з них самі ставали дворянами — родичалися зі знатними родами або купували титули з землями і замками.

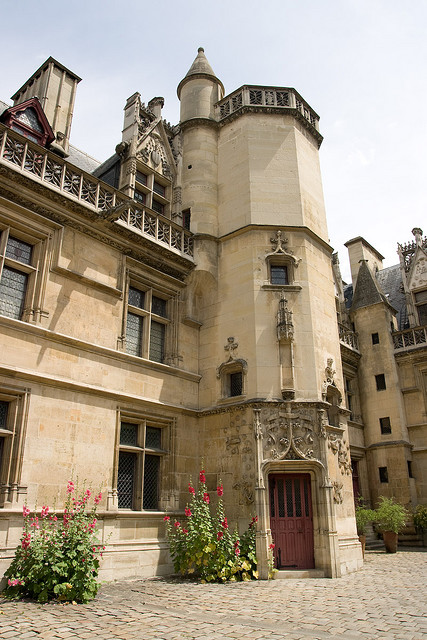
Палац Клюні

Найближчі родичі і радники короля мали у своєму розпорядженні в Парижі розкішні особняки і двори, що наслідували королівський двір. До числа найбільш розкішних аристократичних резиденцій належали Бурбонський палац поруч з Лувром (не плутати з сучасним Бурбонським палацом), особняки герцогів Орлеанських, Беррійськихі Бургундських, (всі не збереглися до наших днів). Зведений наприкінці XIV століття палац герцогів де Бурбон поглинув три десятки звичайних будинків. Просторий ансамбль включав парадні зали, спальні, кабінети, кімнати для гостей, каплицю, збройницю, лазню (забезпечувалася водою з тих самих джерел що й Лувр), пекарню, сховище фруктів і витончені галереї, що зв'язували всі приміщення, а також двори і сади. Дах палацу був покритий рідкісним для тогочасного Парижа шифером і прикрашений скульптурами з позолоченого свинцю.
Різноманітні церковні ієрархи (єпископи, настоятелі великих абатств чи пріори) також мали у Парижі резиденції, в яких жили під час приїздів до столиці. Архієпископ Санса володів красивим палацом Сен-Поль на правому березі Сени (сучасна набережна Целестинців у IV окрузі). У 1365 році палац перейшов у власність короля Карла V, який перетворив Сен-Поль на ще одну королівську резиденцію поруч з Лувром (розташування архієпископського палацу одразу біля ріки дозволяло королю швидко і непомітно залишити місто водою, особливо Сен-поль полюбляв Карл VI Божевільний). Як компенсацію Карл V придбав для архієпископа палац Естоменіль на вулиці Фіг'є, де той і влаштував паризьку резиденцію. У 1475 році стара, спорохніла будівля була знесена і на її місці побудували розкішний палац Санс, закінчений у 1519 році (також до нашого часу зберігся палац абатів Клюні, зведений у XV столітті поруч з руїнами античних терм).
У більшості паризьких будинків, де мешкали сім'ї з середнім і вище достатком, була парадна зала для прийому гостей. Ця кімната прибиралася в першу чергу, тут стояли найкрасивіші меблі і найкрасивіший бронзовий і срібний посуд, виставлений на полицях сервантів. Стільці і лавки накривалися подушками (нерідко для сидіння використовувалися скрині), підлоги прикрашалися килимами (влітку на них розкидали щойно скошену траву і квіти), столи після трапези часто розбиралися і ховалися, щоб не заставляти кімнату. Парадну залу обігрівав камін і освітлювали свічки у свічниках і канделябрах. Всі інші приміщення у будинку позначалися просто словом «кімната» (якщо мова йшла про робочий кабінет — «контора»). Кухня часто розташовувалася у прибудові зі сторони двору, і обов'язково знаходилася поруч з джерелом води. Підлога в такому приміщенні була плиткова з невеликим нахилом для стоку рідких відходів у жолоб, який вів у двір чи на вулицю. Обладнання кухні доповнювало кам'яне вогнище, оснащене крюками для котлів, триножниками, казанками та іншим посудом (у багатьох бідних оселях окремої кухні не було, лише вогнище чи проста жаровня, обладнана в одній з кімнат). Додатковими атрибутами заможного дому були вбиральня, колодязь, сад, мощений двір, допоміжні прибудови, різноманітні комірчини для дров та інструментів, сараї з сіном чи зерном, стійла для в'ючних тварин.

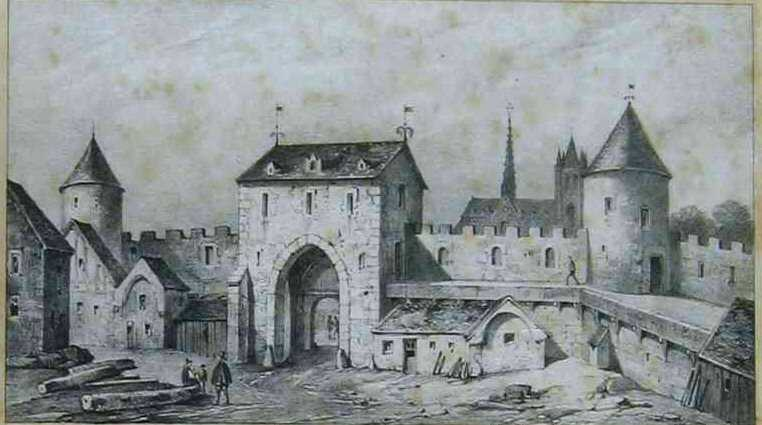
Брама Сен-Віктор

До кінця XIII століття майже всі паризькі вулиці отримали назви, що значно спростило орієнтацію в місті. Але назви вулиць ще ніде не вказувалися (таблички з нумерацією будинків, вивіски чи вибиті на камені назви вулиць з'явились пізніше, у XVIII столітті), і мешканцям доводилося просто запам'ятовувати їх чи випитувати про маршрут перехожих. Важливим орієнтиром були вивіски на будинках, які зображали рід діяльності їх власника, але вони могли змінитися, що викликало певну плутанину у нечастих гостів вулиці. Головними центрами повсякденного життя парижан були вулиця, ринок і парафіяльна церква з цвинтарем. За межі свого району вони вибиралися зрідка — лише для участі в релігійних і державних святах і ходах, військових навчаннях чи масових іграх. Вночі всі міські брами зачинялися, а вулиці патрулювали цехові дружини (ті, хто запізнювався до закриття воріт, були вимушені ночувати у заїжджих дворах). У періоди смут і воєн (а це вся середина XIV і перша половина XV століття) декілька другорядних брам взагалі були замуровані, що дозволило владі посилити контроль на головній брамі.
В епоху Каролінгів Церква зуміла нав'язати неділю як вихідний день не стільки для відпочинку, скільки для загальних зібрань під час недільної відправи. Серед характерних видів дозвілля парижан можна виокремити катання на човнах по річці, променади вздовж Сени, мостами і торговими вулицями, відвідування ярмарків. Також були популярними мандрівні артисти, дресирувальники мавп і ведмедів, вуличні театри (в тому числі лялькові), церковні містерії, спортивні (в шари чи м'яч — прообраз великого тенісу, тільки без ракетки), інтелектуальні (шахи) і азартні ігри (кістки і карти), військові змагання (лучників і кінних лицарів) біля міських стін. Велике скупчення люду спостерігалось під час релігійних чи цехових процесій. Крім традиційних святкових процесій бували також процесії, не передбачені календарем: спокутні, які проводились за рішенням суду чи влади; молитовні, учасники яких просили про припинення посуху чи повені; подячні, що дякували Небесам за встановлення довгоочікуваного миру, народження спадкоємця чи одужання монарха (для участі в них залучали дітей — символ невинності). У залежності від надзвичайності події чи важливості свята в ходу входили або парафіяни, члени братства, що шанували свого заступника, або представники всього паризького суспільства: духовенство, члени органів управління і судів, представники ремісничих цехів. Траурні кортежі обов'язково включали монахів з жебручих орденів.
Духовенство собору Паризької Богоматері, маючи прерогативи на парафіяльні і колегіальні церкви, слідувало на човнах від собору до церкви Сен-Жерве, де після обідні каноніки отримували оброк і знаки покори від місцевого кліра — баранів і вишні для співочих птахів собору. Також церковники з собору Паризької Богоматері вирушали по річці в абатство Сен-Віктор на день пам'яті святого (21 липня). Кортежі, які молили про божественну милість і заступництво, виступали з абатства Святої Женев'єви. З цього приводу по місту при величезному зібранні народу проносили мощі заступників Парижа — Святої Женев'єви і Святого Марселя. Коли містом крокували представники Паризького університету (магістри і студенти), відправною точкою їх процесії слугувала церква Сен-Матюрен на вулиці Сен-Жак. Під час карнавалу і у день Івана Хрестителя на Гревській площі, на березі Сени, розпалювали святкове багаття (це місце було обране спеціально з міркувань пожежної безпеки).

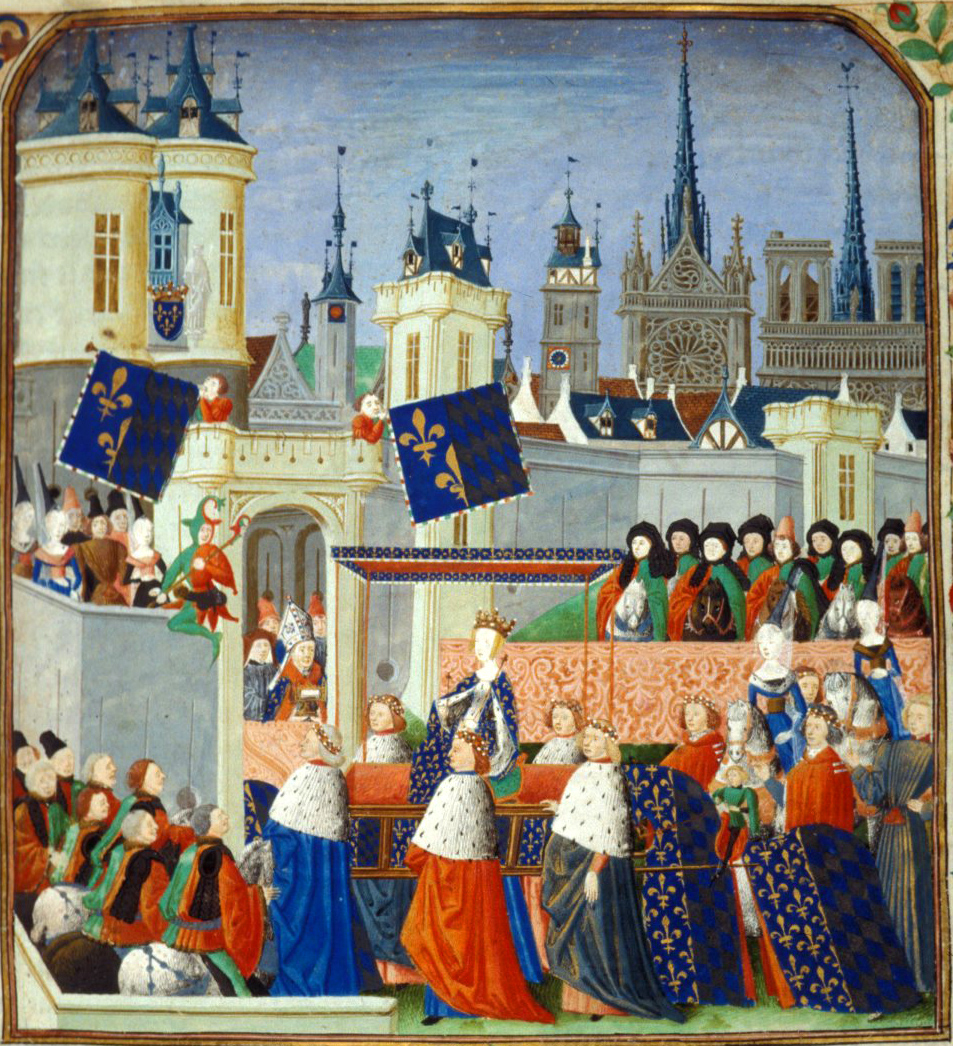
В'їзд в Париж Ізабелли Баварської у 1389 році. Мініатюра з «Хронік» Жана Фруассара. 1470—1472

Серед численних свят і релігійних процесій особливо виділялись пишні вступання королів, королев і принципів, що отримали розповсюдження з XIV століття. Ці урочисті церемонії, відбувались за великого скупчення народу і були помітними подіями міського життя, вони ретельно готувалися і фінансувалися зі скарбниці Парижа (в ритуалі королівських в'їздів до кортежу, що зустрічав государя, входили перш за все фінансисти, в тому числі з Рахункової палати, потім — судді з Шатле, потім — представники міської влади, і насамкінець — представники парламенту, оскільки саме вони вітали і супроводжували короля). З такого приводу міська влада, цехи і прості парижани ретельно прибирали вулиці, прикрашали фасади будинків тканинами і килимами, посипали мостові запашними травами і квітами. Церемонії супроводжувались пишними процесіями і щедрими частуваннями (біля дверей ратуші всім перехожим роздавали хліб і вино, іноді навіть фонтани замість води наповнювали вином, дітворі з вікон міської управи розкидали груші, персики і горіхи), а шляхом слідування процесії перед церквами і на площах розігрувались театральні вистави. Вночі влаштовували ілюмінацію, на площах лунали пісні і музика, веселощі завершували танцями. Святковий настрій обивателі виражали капелюхами, прикрашеними квітами (їх виготовляв спеціальний ремісничий цех). Такі урочисті в'їзди символізували союз короля зі своєю столицею і всіма її мешканцями (всім парижанам належало брати участь у всіх церемоніях, які стосувались короля і членів його родини). Крім того, з міської скарбниці оплачувався похорон королівських осіб, зустрічі іноземних послів та інші урочисті заходи.
У парижан було багато шанованих святих, як загальноміського, так і цехового або парафіяльного масштабу. 27 грудня святкували день Івана Богослова, заступника свічкових майстрів, 20 січня — день Святого Севастіана, захисника від чуми, заступника ткачів і торговців залізом, 22 січня — день Святого Вінсента, заступника виноградарів і виноторговців, 3 лютого — день святого Блеза, заступника каменярів, і так далі, майже щомісяця. І це, звісно, не рахуючи головних релігійних свят — Різдва, Великодня і свята Тіла Господнього, а також популярних нехристиянських святкувань — карнавалу і Івана Хрестителя. Навколо шанування якого-небудь святого часто складалися релігійні товариства і братства, що мали різну спрямованість (благодійні чи каяття). Вони організовували пишні церковні відправи і хресні процесії до свята свого заступника, щорічні бенкети і похорони членів братства, допомагали сиротам, старим, хворим, калікам, жебракам і паломникам, утримували лікарні і притулки, ховали знайдених на вулиці мерців, не упізнаних родичами. Будь-які товариства були суворо заборонені після масових заворушень, що відбулись у столиці у XIV столітті, потім були відновлені, але вже під уважним наглядом людей королівського прево.
Особлива форма колективного спілкування панувала між сусідами по вулиці, з якими було заведено справляти поминки чи весілля, допомагати один одному у господарстві і навіть брати участь у родинних сварках. Сусіди були важливими свідками при владнанні судових суперечок, визначенні прав спадкування чи під час ідентифікації людини, уточнення її віку (обов'язкової реєстрації дат народження і смерті в церковно-парафіяльних книгах в період пізнього Середньовіччя ще не було). Сини, дочки і зяті здобували автономію і вважались незалежними лише тоді, коли вони відділялись від батьківського подвір'я, виходили з-під влади голови сімейства, і їх вносили у список платників податків парафії чи вулиці (за винятком дворян, священнослужителів і клерків, які були звільнені від сплати податків). У такому списку платників податків за 1297 рік 1376 паризьких подвір'їв, чи 14,5 % від всіх згаданих, утримувались жінками (матерями чи вдовами, рідше — дружинами, розлученими жінками чи сестрами). Після Столітньої війни й економічної кризи, що вразила столицю у 1420—1450-х роках, жіноча праця і незалежність жінки вже не були такими поширеними і почесними, як наприкінці XIII століття. У списку платників податків 1421 року вказано 9,6 % «жіночих» подвір'їв, в списку 1423 року — 4,5 %, в списку 1438 року — 5,8 %. Бідність і нерівні можливості підштовхували багатьох жінок до проституції, які на початку XV століть була зосереджена на вулицях Глатиньї (остів Сіте), Бур-л'Аббе, Бай-У і Кур-Робер (правобережжя).

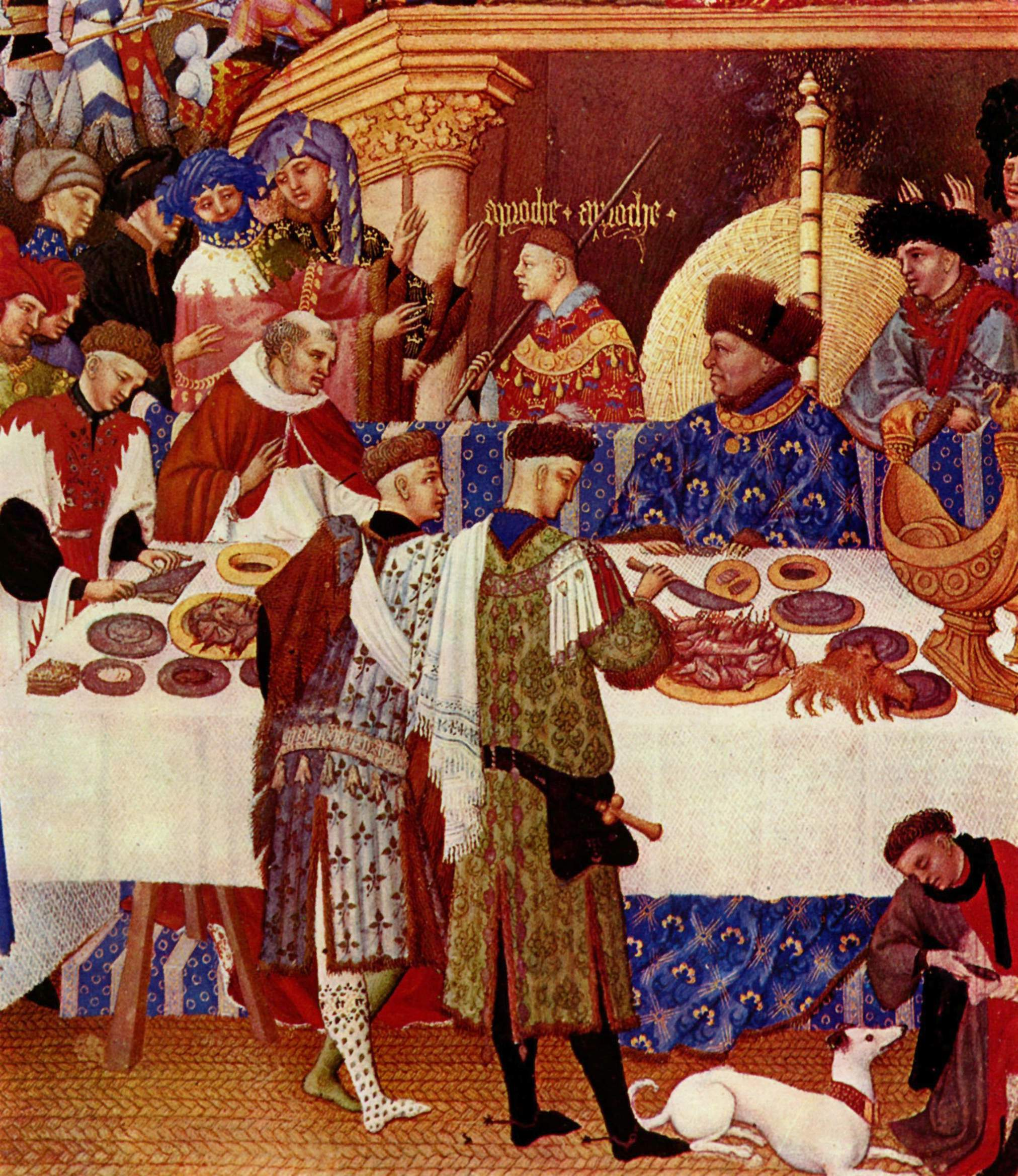
Трапеза герцога Беррійського. Ілюстрация з «Розкішного часослова герцога Беррійського», початок XV століття

Важливе місце у побуті парижан обіймала кулінарія, яка поділялася на аристократичну і простолюдну. У «високій» кухні використовувались курчата, голуби, річкова риба (осетрина і короп), дичина (оленина, ведмежатина і куріпки), рис, тростинний цукор, сухофрукти, цукати, мигдаль, спеції і заморські прянощі (перець, імбир, кориця). Нерідко на знатних прийомах їжу подавали для двох осіб на одному блюді, й після того, як гості відходили на перерву, їли їх слуги. Після великих загальноміських і квартальних бенкетів слуги роздавали недоїдки жебракам і хворим. Люди, що не мали надто знатного походження, але намагались вразити своїх гостей, для організації бенкету брали напрокат меблі, посуд і скатертини, наймали кухарів, метрдотелів та іншу прислугу. Звичайною їжею міщан були хліб з борошна грубого помелу (білий хліб вважався дорогим), юшка з тельбухи і сала з петрушкою, овочеві рагу, бобова каша на салі (з гороху або квасолі), дешеве вино чи пиво, рідше — печеня з яловичини, свинини чи домашньої птиці, ковбаса, сир, по святах — вафлі і солодка випічка. Сім'ї зі скромними статками, що не мали домашнього вогнища, харчувались у тавернах і на заїжджих дворах, а також купували приготовлену їжу у роздрібних торговців. У вихідні та святкові дні, за винятком посту, багато хто з парижан відвідував численні заклади, де подавали їжу і вино (в тавернах домашнє вино продавали глеками, а в кабаках — порційно). Заможні городяни намагалися уникнути «кепської слави» шумних шинків і надавали перевагу ходити у гості до родичів, друзів і ділових партнерів (багатії влаштовували прийоми і бенкети в садах міських особняків чи в заміських резиденціях).
Одяг середньовічного парижанина прямою вказував на його суспільне положення і мав строго відповідати його соціальному статусу. Влада і Церква забороняли носіння чоловічого і жіночого одягу протилежною статтю, засуджували надмірну розкіш в одязі (наприклад, критикували буржуа, які наслідували багаті вбрання дворян, чим стирали видиму межу між станами і ніби обманювали стосовно свого положення в суспільстві, а також кліриків, які носили розкішні сукні і взуття на кшталт тих, що були в моді у мирян), викривали проституток, які прикрашали себе срібними поясами, шовком і вишивкою, тобто аксесуарами знатних жінок і добропорядних міщанок. Але, незважаючи на всі обмеження, придворна мода все одно впливала на зміни чоловічого і жіночого одягу нижчих станів. Довгі сукні з грубої тканини темного забарвлення, без оздоблення і особливих надмірностей, носили монахи, клерки і міщани, що відмовились від світського життя. У дрібного духовенства ще не було одноманітного чорного одягу і особливого вбрання типу сутани, відрізнити кліриків від мирян з першого погляду можна було тільки за тонзурою. На відміну від простих кліриків, каноніки носили комжу (лат. superpellicium) з накидкою (лат. pellicium), на голові — підшитий хутром капелюх з чорної тканини з плоским верхом і загнутий по боках. Загалом довга чоловіча сукня відражала почесний соціальний статус, його носили священнослужителі, магістри, судді, професори університету, лікарі, часто також заможні купці, а робітничий люді і солдати носили короткий одяг. Верхній одяг коштував дорого і оновлювався нечасто, а ношений одяг, попередньо відремонтований і перешитий, перепродавали лахмітники. У XV столітті серед придворний у моду увійшли пишні роби і екстравагантні жіночі атури. Черевики оновлювали два-три рази на рік, оскільки вони майже не мали твердої підошви, виходячи на вулицю, особливу за поганої погоди, поверх них одягали сандалії з дерев'яною підошвою — так звані патени чи відкриті туфлі.

## Стани і органи влади
За пізніх Капетингів посилилось виокремлення «вищих станів» (дворянства і духовенства), що жили за рахунок феодальної ренти, від більш рухомого і новаторського «третього стану» (міських верхів з числа купців і ремісників). З XIV століття починає виділятися новий суспільний прошарок — буржуазія, які поступово накопичувала великі статки й за їх допомогою зміцнювала свій вплив при королівському дворі (буржуа за допомогою шлюбних союзів і участі у різних виборних органах проникали в середовище дворян, отримували посади в установах міського управління, в сфері державних фінансів і правосуддя). Збагачення буржуазії йшло через торгівлю (тканинами, килимами, предметами розкоші, будівельною деревиною) і лихварство, постачання товарів королівському двору і армії (боєприпасів, амуніції, коней), здавання в оренду будинків і земель, а також через ремесла і промисловість (експлуатація рудників, виробництво сукна, хутряних виробів, галантереї, злотих і срібних виробів). Крім паризьких особняків і палаців буржуа купували заміські маєтки і замки, виноградники і конюшні. Навколо буржуазії почала формуватися міська інтелігенція, яка обслуговувала запити нового класу — архітектори, художники, скульптори, музиканти, співаки, поети, танцюристи, секретарі, переписувачі, рахівники, юристи, нотаріуси, лікарі, аптекарі і вчителі.

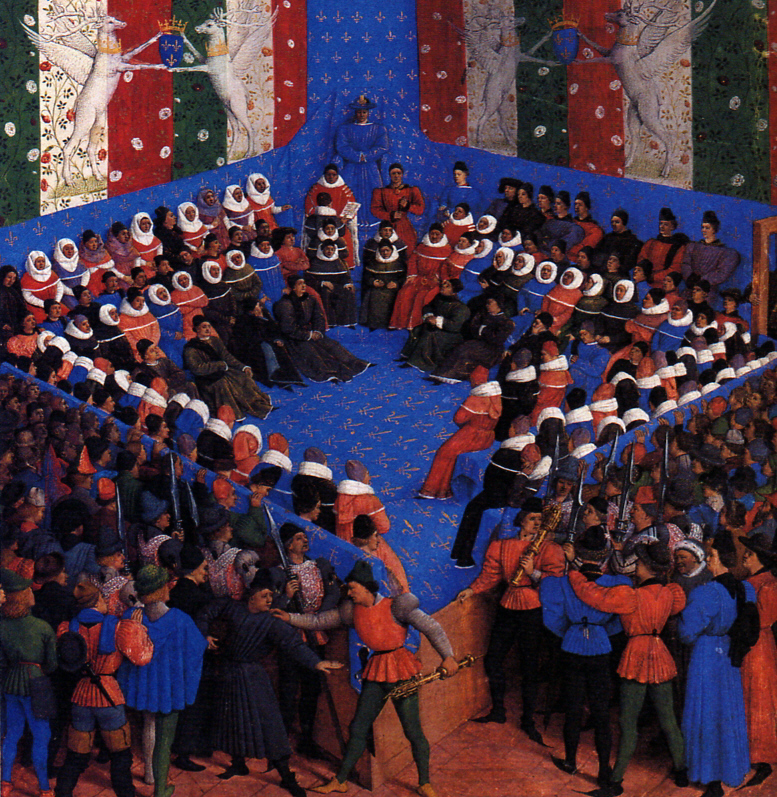
Засідання парламенту під головуванням Карла VII. Ілюстрація Жана Фуке 1450 року

Помітний прошарок серед парижан складали придворні вельможі і вищі посадовці: міністри, судді, прокурори, воєначальники, радники, члени парламенту, серед яких також виникали цілі династії. Великий вплив мали два парламентських роди вихідців з Пікардії — Брюсі і Марль. Династія Бюсі закріпилась в Паризькому парламенті в першій половині XIV століття. Голова сімейства, Симон де Бюсі, був сином королівського переписувача, у 1326 році він почав кар'єру з посади парламентського прокурора, у 1345 році став президентом парламенту, завів широкі зв'язки в середовищі королівської адміністрації, потім під час Паризького повстання очолював впливову групу «легістів», у 1362 році став ієрархом єпархії Суассона. Бюсі спирався на синів, що обертались при дворі, та інших родичів (зятя, шурина і кузена), які були бальї, Сенешалями і радниками парламенту. З трьох синів Симона двоє стали церковниками (і при цьому засідали в парламенті як радники), а третій отримав дворянство шпаги (фр. noblesse d’épée).
Сімейство Марль також створило впливову парламентську династію, що у XVI століття поклала початок дворянству мантії (фр. la noblesse de robe). Анрі де Марль володів просторими землями, але своїм успіхом в першу чергу завдячував парламентській діяльності, королівській службі і близькості до герцога Беррійського. Він був адвокатом парламенту і бальї єпископа Паризького, у 1394 році став головою парламенту, у 1403 році — його президентом (того ж року Карл VI посвятив його у дворянство). Після провалу повстання кабошьєнів Анрі де Марль у 1413 році став канцлером Франції, але у 1418 році він і його син Жан загинули під час різанини арманьяків. Зяті та інші родичі зуміли врятуватися втечею з Парижа, вони примкнули до дофіна і після його перемоги дістали з цього зиск і почесті, ставши міцною парламентською силою.
Всі ці впливові сімейства, незважаючи на різне походження (буржуа, церковники чи дворяни), мали між собою тісні зв'язки, як родинні, так і дружні та ділові. З часом вони утворили особливу структуру, що зайняла високе положення в механізмі монархії. Аж до політичної кризи, що розвинулась під час столітньої війни, радники парламенту групувалась у мережі складних альянсів. Інший впливовий орган влади, Верховний суд, в середині XIV року отримав повну автономію, але після 1418 року, з початком громадянської війни, його спіткав неминучий розкол. Великі парламентські династії і дворянство самі розділились і таким чином намагались втримати свої інтереси по обидва боки протиборства. Після того, як Карл VII відвоював столицю, у 1436 році була проведена реорганізація Паризького парламенту, внаслідок якої об'єднались радники, що укривались в Пуатьє (вірні королю) і ті, що залишились в Парижі (ставши на бік Джона Ланкастреського і бургіньйонів). Тепер королівський двір контролював набір парламентаріїв, але впливові сімейства швидко пристосувались до нових віянь. У Верховному суді також настала епоха родичів, коли посади передавались синам і зятям. Радники парламенту і судді будували собі у Парижі красиві особняки, проводили пишні процесії, прийоми, весілля, хрестини і похорони, замовляли дорогі надгробки (у 1364 році на похороні Іоанна Доброго за парламентом було закріплене окреме місце і траурній процесії).
При дворі мешкали численні родичі короля зі своїми постами, численне дворянство шпаги і вище духовенство. У Парижі збирались у намаганнях зробити військову кар'єру шевальє, барони, капітани жандармів. Поруч з армію завжди знаходились постачальники і маркітанти зі стану паризьких буржуа, які постачали королівському війську провізію і спорядження. Також дворяни займали посади губернаторів, адміністраторів і членів парламенту. Коли їх земельні володіння в провінції виявлялися збитковими чи проданими, державна служба в столиці ставала основним джерелом прибутку і кар'єрного росту. Навколо королівського двору, органів влади (королівського прево, ешевенів, парламенту), духовенства, феодалів і буржуазії гуртувався великий прошарок адміністраторів і дрібних службовців, які отримали початкову освіту і мали надію знайти в Парижі роботу і зробити кар'єру. До XIV століття посади можна було вільно змінювати, перебуваючи на службі спочатку у міста, а потім у короля, працювати в абатстві, а потім у єпископа або принца.
Прості парижани рідко стикалися з королівських двором, дворянами чи великими землевласниками, але постійно мали контакт з їх представниками на місцях: поліцейськими, судовими приставами, прокурорами, рахівниками, управлінцями феодалів (наприклад, абатства Сен-Жермен чи Сен-Мартен) і дорожніми доглядачами, які збирали мита чи залоги. Розпочатий ще за Філіпа Августа, тривалий процес впорядкування всіх гілок влади під началом короля в період пізнього Середньовіччя так і не завершився. Все паризьке суспільство було скуте ритуалами, приватними привілеями і місництвом, які затискали в лещата кожну соціальну групу (поступово ці примуси навіть почали переважати вигоди, які вони забезпечували).

## Церква

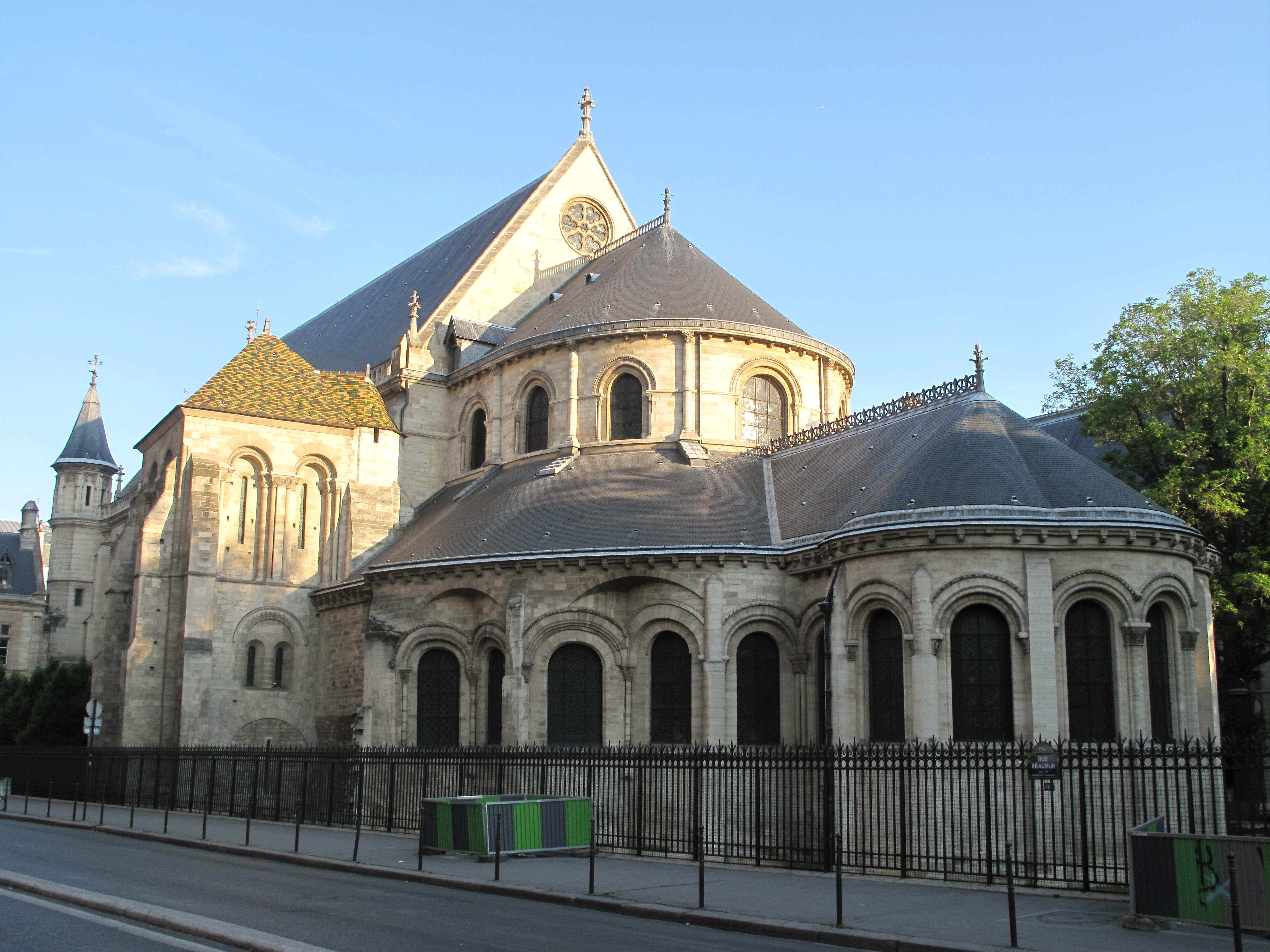
Колишня церква Сен-Мартен-де-Шан, нині — Музей мистецтв і ремесел

В Парижі постійно чи тимчасово мешкала й переконлива кількість осіб духовного звання: «біле духовенство» і численне чернецтво. Париж часів раннього Середньовіччя був містом великих абатств, таких як Сен-Жермен-де-Пре і Сент-Женев'єв, заснованих в епоху династії Меровінгів. До старовинних закладів у XI—XII століттях додались монастирі Сен-Віктор, Сен-Мартен-де-Шан, Сен-Маглуар, які також зіграли значну роль в урбанізації столиці. Париж був єпископством, підпорядкованим архієпископу Сана, незважаючи на всі зусилля, папи відмовились у Середньовіччі змінити цю ієрархію. Однак і єпископ Парижа був дуже впливовою постаттю, в його палаці на острові Сіте був солідний штат архідияконів, церковних суддів та інших кліриків, у богослужіннях йому допомагав капітул кафедрального собору Паризької Богоматері. Частина вищого духовенства перебувала при дворі короля, виконуючи роль радників і різних чиновників, частина викладала або навчалась в Паризькому університеті.
На відміну від світських маєтків, які в більшості зникли внаслідок обміну, продажу чи дроблення, пов'язаного з передачею у спадок, паризьке вище духовенство контролювало в столиці великі феодальні наділи (цензіви). Хоча поступово управленні ними переходило до міської влади, маєтки релігійних установ виходили за межі Парижа і не були ним поглинуті. Деякі монастирі і церкви були великими землевласниками й, отримуючи постійних дохід, чинили правосуддя, наглядали за дорогами і здійснювали контроль над ремісничими цехами, які працювали на їх землях. Відсутність проблем, пов'язаних з поділом спадщини, сприяла накопиченню духовенством багатств і забезпечила неперервність використання майна, що приносило зиск і врешті надавало перевагу над світськими феодалами.

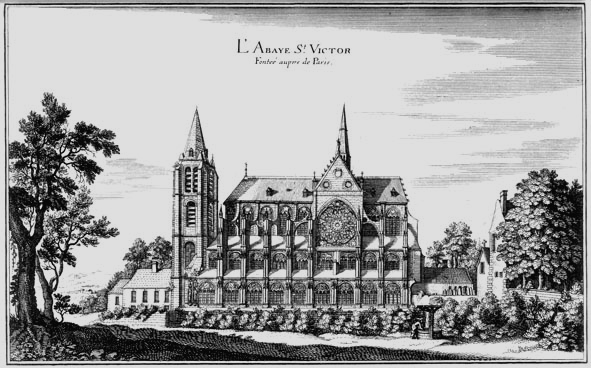
Церква абатства Сен-Віктор

Церковні управителі були більш освіченими у порівнянні зі світськими й, відповідно, краще справлялися зі своїми задачами, а гарне управління майном лежало в основі релігійної і духовної діяльності керівників установи. Крім того, Церква стверджувала, що будь-який утиск її прав чи урізання доходів скоротить можливості допомагати бідним і «рятувати душі» простих мирян. Часто паризьке духовенство судилось за майнові права з дворянами чи навіть з королівською владою за право чинити правосуддя на своїх землях, і нерідко перемагало у таких спорах (наприклад, процес капітула церкви Сен-Жермен-л'Осерруа і герцога де Бурбона за землі біля Лувру тривав близько чотирьох десятиліть і завершився фінансовим компромісом).
Зробити церковну кар'єру в Парижі було не просто. Нерідко місце в хорошій парафії, заможному храмі чи кафедральному соборі можна було отримати, лише маючи підтримку з боку впливових родичів. Інші клірики, особливо лівобережжя, часто підробляли не за «спеціальністю»: секретарями, клерками чи переписувачами. До них додавались монахи різноманітних орденів, що часто ворогували з білим духовенством з числа парафіяльних священиків і церковної ради (особливо жебручі ордени домініканців, францисканців і кармелітів, що зародились на початку XIII століття, які не збирали податки і не чинили правосуддя, але активно залучали в свої церкви прихожан). В очах простих мирян парафіяльне духовенство виглядало менш освіченим, ніж проповідники-монахи, тому паризькі парафії намагались віддавати лиш тим кюре, які пройшли навчання в Паризькому університеті і могли змагатися у знаннях з монахами. Також відкриті конфлікти між вчителями з «білого духовенства» і монахами часто спалахували в Паризькому університеті, де члени жебручих орденів не брали зі студентів платні, не дотримувались перерв в заняттях і не проявляли ніякої солідарності з колегами.
Релігія мала великий вплив на простих парижан, життя яких проходило в межах парафії зі своїми церквою і цвинтарем. З добропорядних жителів району формувалася церковна рада, які відповідала за утримування і ремонт парафіяльної церкви. Церкви, розташовані у міських межах, частіше реконструювали, вони зазнавали менших руйнувань, ніж світські будівлі, і цим пояснюється той факт, що в архітектурному плані середньовічний Париж представлений майже виключно церквами. Парафіяльна церква була й головним місцем обміну новинами, адже перед початком недільної меси кюре повідомляв про народження, весілля і похорони, розповідав про будинки, що виставлені на торги, про судові процеси і вироки (в першу чергу стосовно відлучення від Церкви), про процесії, молебні і про все, що пов'язане з релігійними святами. Щойно яке-небудь сімейство досягало успіху і набувало певної ваги в паризькому суспільстві, воно неодмінно намагалось влаштувати когось зі своїх членів у духовний стан. Також від Церкви багато в чому залежали такі події в житті родини, кварталу чи міста, як хрестини, весілля, похорони, релігійні свята і процесії і навіть коронації монархів.
Поширеним явищем серед парижан, що просили божественного заступництва, про зцілення чи народження дитини, було паломництво. Небагато хто міг собі дозволити дорогу подорож до Риму, Сантьяго-де-Компостели чи Єрусалима (крім того, таке паломництво вимагало владнати свої справи і скласти заповіт). Більшість городян вирушали до шанованих святинь, мощей і усипалень в Іль-де-Франсі, Нормандії, Бургундії і Шампані — в абатства Сен-Дені, Мон-Сен-Мішель і Везле, в собор Богоматері в Шартрі (географію таких походів можна прослідкувати по знайдених медалях з недорогоцінних металів, які приносили з собою і прикріплювали до одягу чи капелюха). Бажання здійснити паломництво враховувалось навіть у трудових договорах і ремісничих уставах кінця Середньовіччя. Незважаючи на помітну релігійність більшої частини городян і повсюдний диктат Церкви, в середньовічному Парижі були сильними вірування в причину, привидів і відьом, популярні ворожіння і астрологія (духовенство заохочувало пророкування за Біблією, але пересідлувало чаклунів, ворожбитів на картах і хіромантів).

## Злочинність і правосуддя

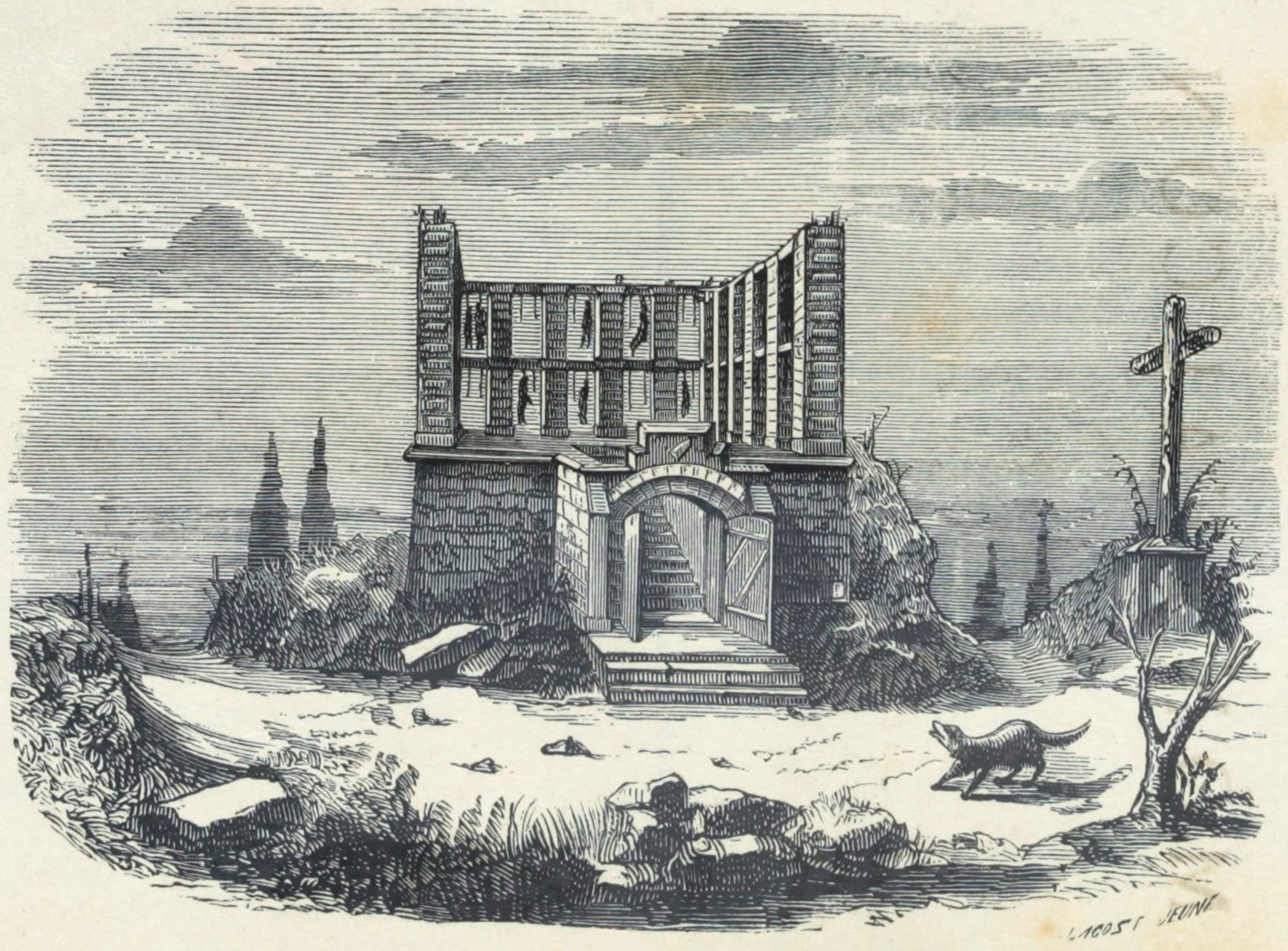
Шибениця Монфокон. Малюнок 1863 року

Як в будь-якому місті, в середньовічному Парижі існувала злочинність. Найчисельнішою групою були дрібні злодюжки з числа безпритульних і жебраків, що промишляли на ринках і біля крамниць (в роки Столітньої війни, що супроводжувалася економічною кризою, навіть багато студентів закинули навчання і жили дрібними крадіжками і бродяжництвом). Крадії вищого класу і професійні скупники краденого збиралися у тавернах, розташованих на віддалених вулицях біля міських мурів. Королівські і феодальні судді використовували цілий набір публічних страт і тілесних покарань, в тому числі проходження злочинця по вулицях, де його декілька разів шмагали біля ганебних стовпів, повішання, колесування і четвертування. Аристократам рубали голови, жінок спалювали на багатті чи закопували живцем, єпископ Парижа міг засудити до відрубування вух (це було покарання для крадіїв-рецидивістів, які назавжди лишалися позначеними). Засуджених за богохульство прив'язували до сходів, встановлених на платформі, і волокли по вулицях, а перехожі кидали в них грязюкою і камінням (після 1347 року їм припікали губи розпеченим залізом поки не оголяться зуби). Основними місцями публічних страт були Гревська площа, ганебний стовп у Сен-Жермен-де-Пре, шибениця перед собором Паризької Богоматері (її ще називали «сходи правосуддя єпископа Паризького») і королівська шибениця в Монфоконі, за межами міських фортечних мурів (район сучасної площі Колонель-Фаб'єн). Тіла страчених довго лишалися непохованими для залякування потенційних правопорушників, що нерідко викликало нарікання з боку місцевих жителів.

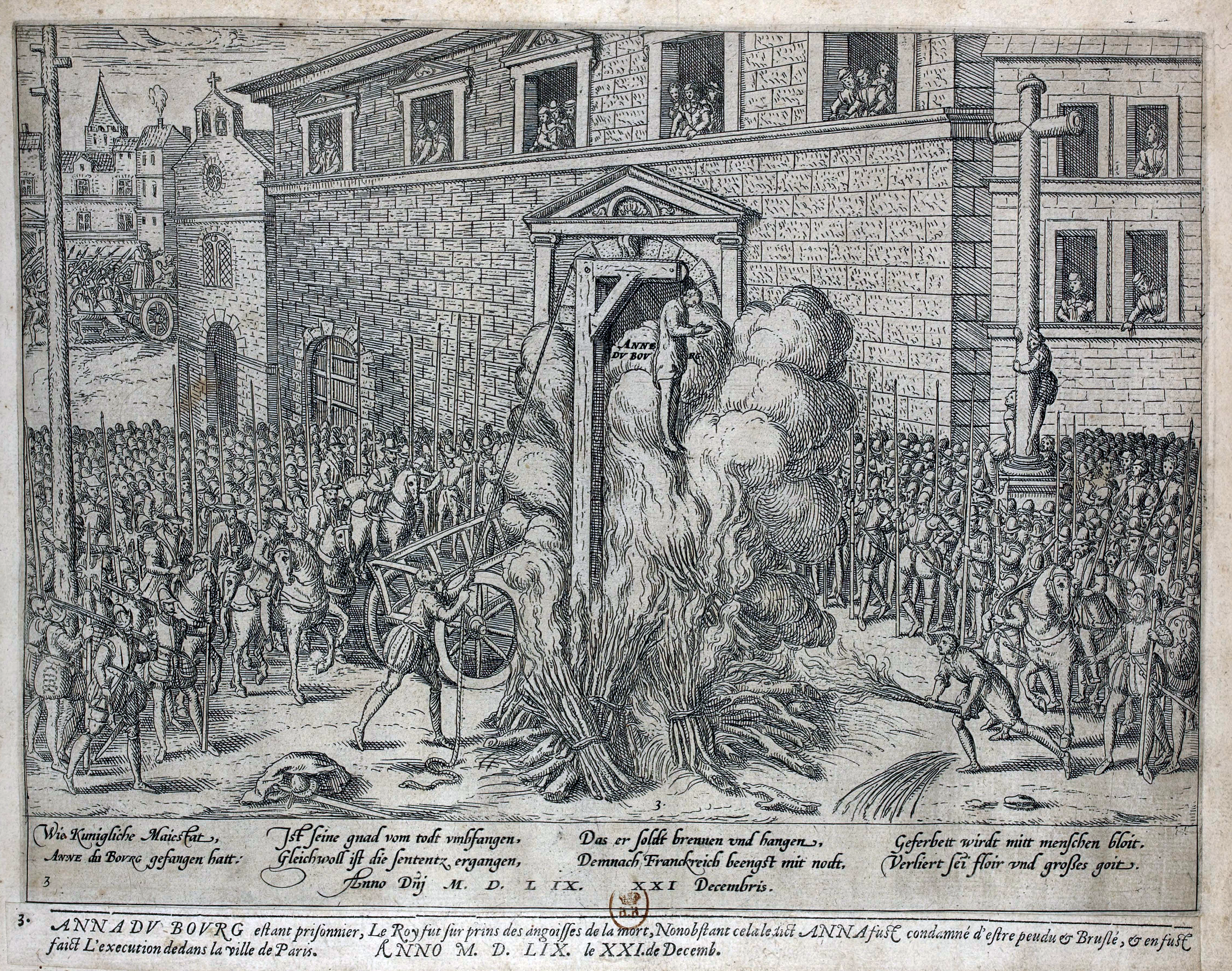
Страта Анни дю Бург на Гревській площі у XVI столітті

Право помилування ув'язнених мали король, єпископ Парижа (в день свого вступання на посаду) і канонік собору Паризької Богоматері (у Вербну неділю процесія хресної ходи, що слідувала з абатства Святої Женев'єви до собору, зупинялася перед Великим Шатле і співала гімн «Gloria laus et honor», після чого одного в'язня звільняли). Поліція була відносно нечисленною, при арешті судові пристави часто користувались підтримкою сусідів, перехожих і колег з церковних судів. Арештованих доставляли у Великий Шатле, в'язницю Сен-Клу чи абатства — його не могли видати владі (з XIII століття духовенство відмовилось від такої практики і останнє слово лишалось за світським судом). Взятих під варту, що перебували у в'язниці в очікуванні суду, не годували за державний рахунок і примушували платити за утримування. В'язнів, що не мали підтримки з боку родичів чи друзів, утримували на благодійні пожертви віруючих, цехів чи чернецьких орденів. При виявленні трупу його оглядав медик-експерт, який виносив вердикт, чи була смерть природною. Якщо тіло знаходили на вулиці, судові пристави переносили його з проїжджої частини під найближче дерево, де залишали на декілька днів (якщо рідні не забирали тіло для поховання, цим були зобов'язані зайнятися органи феодального правосуддя).
У середньовічному Парижі існував достатньо добре організований світ професійних жебраків, які перетворили жебрацтво на справжнє мистецтво. У кожному кварталі були свої бідняки, які часто селилися біля дверей парафіяльної церкви. Вони точно знали, коли буде роздача хліба чи милостині біля монастирів, на похоронах, весіллях і хрестинах, а також релігійними громадами на свята своїх заступників. Офіційно просити милостиню мали право сліпі з притулку Кенз-вен («П'ятнадцять-двадцять») чи монахи-францисканці (частину зібраної милостині роздавали жебракам). До кінця Середньовіччя (друга половина XV століття) показове жебрацтво почало дратувати паризьких міщан, які були вже не в змозі боротися з кількістю нужденних і вимагали від влади вжити заходів (варіантами вирішення цієї проблеми стали притулки для волоцюг і релігійне жебрацтво, яке задіяло частину бідняків у діяльності зі «спасіння душі»). Крім того, в цей період все сильніше відчувався страх перед волоцюгами, презирство до бідняків і неприйняття приїжджих. Паризька міська криза і нещастя Столітньої війни штовхали на шлях жебрацтва, бродяжництва і крадіжок велику кількість людей. Але коли мир повернувся, а міське господарство поступово почало відновлюватися, страх залишився. Саме страхом була продиктована вимога паризьких міщан посилити контроль за мораллю, проводити регулярні перевірки груп, які вважалися небезпечними (бідняків, студентів і навіть жінок), вживати заходів з нагляду, випроваджування та ізоляції неблагонадійних громадян. Звільнення від волоцюг, що заповнили Париж і зайняли багато покинутих будинків, стало однією з цілей програми міської реставрації Карла VII і його наступників.
Нерідко серед мас злиденних кліриків траплялись шахраї, які не належали до світу Церкви і користуючись пошаную і повноваженнями духовенства, уводили в оману простих мирян, виманювали у них гроші чи змушували надавати різні послуги. Махінації удаваного монаха чи священика були таким же поширеним сюжетом фабліо, як і історії про злодійкуватого купця чи невірну дружину. Наприкінці Середньовіччя переслідування фальшивих кліриків посилились, цим займались державна влади й реформований до 1451 року Паризький університет.

## Економіка

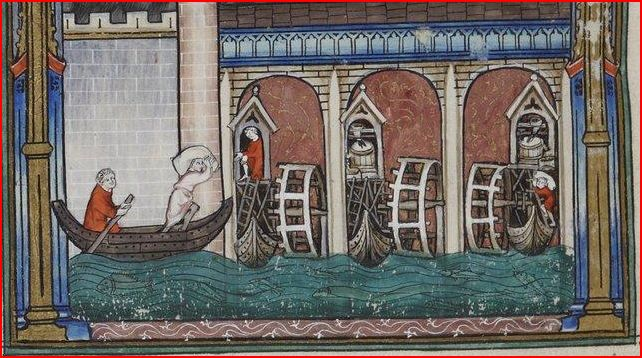
Паризькі водяні млини. Мініатюра XIV століття

В епоху Середньовіччя головними галузями економіки Парижа були торгівля і ремесла. Ще у XIII столітті чималу роль відігравало сільське господарство (городи, виноградники і підсобне тваринництво). Великий вплив мала католицька церква, особливо єпископ Парижа і абати найбільших монастирів, які володіли землями і спорудами, а також збирали податки з будинків, доріг і товарів, що продавалися на їх території, податки на купівлю вина і зерна для особистого користування, оброки за право передачі кріпаками майна своїй родині, плату за користування піччю і пресом для вина. Крім того, неабиякий дохід парафіям приносили пожертви під час церковних служб і свят, піднесення за виконання обрядів хрещення, весіль і похоронів (також деякі абатства збирали податі на військові потреби короля, тобто виступали як відкупники). Наприкінці XIII століття, низка податків на землю (наприклад, «винний оброк» чи «лучний оброк», тобто податки, що збиралися з земель раніше зайнятих виноградниками, пасовищами і сінокосами) були об'єднані в земельний податок, щорічна сплата якого стала обґрунтуванням і підтвердженням безперечного права власника на змелю й нерухомість, яка на ній знаходилася. Також до кінця XIII століття все місто було поділене на парафії (частина з них збігалася з оброчними округами, а частина — ні, що призвело до утворення доволі складної міської географії: безладне скупчення маленьких парафій в центрі і великих — на периферії).

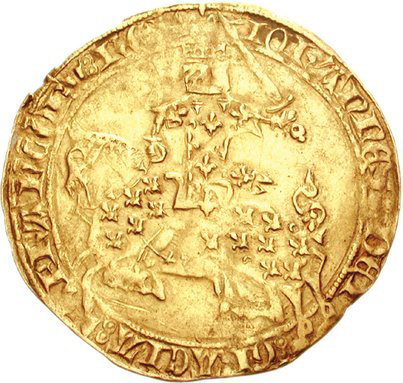
Турський лівр (аверс)

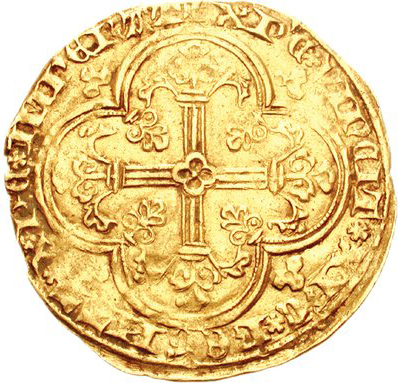
Турський лівр (реверс)

Така релігійна географія з незначними зміна зберігалася протягом всього Середньовіччя. Збирачі податків працювали згідно з парафіяльним поділом міста (у податкових реєстрах платники податків були закріплені за парафіями і вулицями). Лівобережжя обкладалося меншим податком, ніж торговий правий берег, і було менш заможним (хоча там мешкали дворяни, духовенство і багато клерків, але вони не платили податків; на кінець XIII століття на лівому березі був зареєстрований лише один великий платник податків). Вартість житла в нових кварталах була нижчою, але на станові зони місто не поділялося, городяни з різним рівнем доходів жили поруч. У XII — на початку XIII століття заселення міста відбувалося за особливими договорами чи контактами — землевласники пропонували орендарям платити оговорений грошовий оброк, надавали пільги на інші виплати і судовий захист (ці пільги приваблювали заможних поселенців, спроможних фінансувати зведення будинку). У другій половині XV століття задля уникнення суперечок на перехрестях округів на фасадах будинків почали вивішувати щити з гербом оброчного округу, до якого вони належали, що було наочним доказом влади сеньйора (іноді у мостові вбивали стовпчики, що вказували межі округу).
Важливими статтями доходів міської скарбниці були дорожні збори з торговців, які прибували до Парижу чи проїжджали через столицю, а також податки на проїзд по мостах через Сену й податки, що стягувались на мостіння доріг, вулиць і мостів. В обігу були три види грошей: золоті монети для великих угод, срібні монети і так звані «чорні гроші», в яких вміст дорогоцінних металів був мінімальним. У розрахунках використовувалася система з ліврів, су і деньє, в якій один лівр дорівнював двадцяти су, а один су — дванадцяти деньє. За Каролінгів і Капетингів панував паризький лівр, але за Філіпа II Августа його почав витісняти турський лівр (чотири лівра паризького карбування дорівнювали п'яти турським ліврам). Ренти, борги і рахунки, що виставлялися до сплати, виражалися у розмінній монеті, і парижанин міг точно визначити, скільком монетам відповідає сума, вказана в ліврах, су і деньє. Крім французьких, в обігу були іноземні золоті і срібні монети, які приймали міняйли.
Париж приваблював маси бідняків, які шукали роботу, дах над головою і шматок хліба. На Гревській площі існувала неофіційна «біржа праці», де поденник з числа некваліфікованих робітників і розорених ремісників міг найнятися на будівництво чи розвантаження порту, а також стати тимчасовим підмайстром, продавцем чи слугою (серед великої маси лакеїв і слуг була особливо жорстка конкуренція). Крім економічних переселенців, у великі свята чи під час важливий політичних подій Париж приймав чимало гостей з провінцій та інших держав. Окрім готелів і заїжджих дворів приїжджі зупинялися або у родичів (чим не гребували навіть вельможі), або в шатрах, які принагідно ставилися біля міських мурів чи на березі річки.
Переважна більшість дрібних і середніх підприємств середньовічного Парижа були родинними, а навколо окремої сім'ї господаря формувалася невелика община зі слуг, учнів, підмайстрів і помічників, які нерідко жили всі під одним дахом, ділили з господарем майстерні чи крамниці стіл і дім. Крім того, поруч з будинком голови сім'ї селилися близькі родичі (сини, зяті і брати), а також земляки з одного села чи провінції, створюючи таким чином торгові чи ремісничі об'єднання сімейного чи земляцького типу. Поза цехів перебувала численна домашня прислуга і поденники. Навіть сім'ї зі скоромними доходами наймали слуг, не кажучи вже про те, що на положенні домашньої прислуги жили більшість жінок, що працювали: від економок, кухарок, покоївок, няньок і гувернанток до далеких родичок, що отримували їжу і житло за домашню роботу. У заможних домах з великим штатом прислуга жила цілими родинами (серед чоловічих професій були дворецькі, садівники, конюхи, доглядачі псарень, грубники). Серед інших жіночих професій частіше зустрічалися перекупниці, які продавали вроздріб різноманітні продукти харчування, галантерейниці, які торгували коштовними прикрасами, капелюшниці, швачки, ткалі, прядильниці і прачки, робітниці трактирів і заїжджих дворів, лахмітниці.

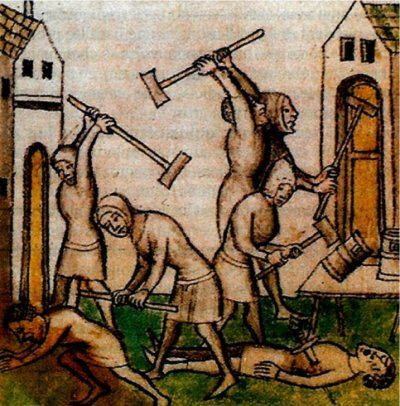
Повстання майотенів. Гравюра з «Вігілій Карла VII», друга половина XV століття

До початку XIV століття світ паризьких найманих робітників, майстрів і торговців був відносно стабільним, він справлявся зі своїми внутрішньоцеховими проблемами і забезпечував порядок. Щоправда іноді вібдувалися зіткнення між цехами, які обвинувачували один одного в нечесній конкуренції, боргах або шахрайстві, але їх вдавалося швидко гасити або самим цехам, або владі. У 1306 році домовласники Парижа спробували зобов'язати мешканців (головно людей найманої праці, слуг чи бідних майстрів) вносити орендну платню повновагими грошима, тобто збільшити її приблизно на третину, на що народ відповів бунтом. Розлючений натовп розграбував маєток купецького прево Етьєна Барбетта, вчинив напад на людей короля і навіть на королівські склади. Після пандемії чуми «Чорна смерть» зберігати спокій серед вцілілих від пошесті ремісників і дрібних крамарів ставало дедалі важче.
У 1350 році король Іоанн II Добрий видав ортоданс, за яким заробітна платня мала бути приведена до рівня, який існував до епідемії, а також було передбачено карати господарів і робітників, які погоджували під собою підвищення платні за працю чи відмовлялися працювати, якщо їм не підвищать платню (тобто влада, за порадою паризьких нотаблів і буржуа, таким чином намагалася встановити максимальний рівень оплати праці). Надалі всі паризькі повстання мали у тій чи іншій мірі економічне забарвлення: Етьена Марселя у 1356—1358 роках, майотенів у 1382 році і кабош'єнів у 1413 році. На вулицю виходили, передусім, біднота і розорені ремісники, якими в різний час успішно маніпулювали різноманітні політичні фракції (у XIV столітті — наваррці, у XV — бургіньйони) і впливові буржуа, в руках яких натовп був певною мірою знаряддям досягнення власних цілей. Після повстання кабош'єнів королівська влада почала побоюватися того, як би паризькі ремісничі цехи не перетворилися на джерело непокори і бунтарства.

### Торгівля і фінанси
В епоху Меровінгів основною економіки Парижа була річкова торгівля з Осером і Руаном. Основний вантажообіг відбувався в порту Ла Грев на правому березі. Ярмарки приваблювали східних купців з-поміж сирійців і євреїв, які привозили незвичайні товари. Вздовж вулиць, що перетинали Сіте від північної до південної брами, вишиковувалися магазини і крамниці. Паризький монетний двір був другим за значенням після марсельського і карбував золоті монети, які були в обігу в Галії і Англії. В епоху Каролінгів і ранніх Капетингів зовнішня торгівля була розвинена відносно слабко і не справляла істотного впливу на економіку Парижа. Вона задовольняла лише потреби верхівки суспільства (королівського двору, феодалів і вищого духовенства) у предметах розкоші та екзотичних продуктах зі Сходу (шовкові тканини, ювелірні вироби, коштовна зброя, прянощі, зокрема перець), а також у ремісничих виробах з Італії. Торгівля здійснювалася переважно заїжджими італійськими та єврейськими купцями (вони також були найбільшими лихварями).
Поступово зростала кількість заможних городян (купці, лихварі, власники будинків і міських земель, голови цехових корпорацій), а також розширювався асортимент товарів, які привозилися. У Парижі продавалися сукна з Фландрії й Італії, шовкові тканини з Флоренції, килими і коркове дерево з Іспанії, товари з Візантії і Єгипту (прянощі, цукор, сухофрукти, рідкісні вина, аромати, фарби, дорогоцінне і напівдорогоцінне каміння, скло, шовк, бавовна і шерсть). З початку XIII століття стрімко зросла торгівля Сеною, яка перебувала під контролем гільдії «річних купців». Ганзейські купці привозили зерно (жито і пшеницю), хутра, шкіри, сіль, рибу, сало, мед, віск, смолу, дьоготь, бурштин і цінні породи дерева.
Роздрібна торгівля за доби раннього Середньовіччя ще не відігравала великої ролі в міському товарообміні, оскільки більшість ремісників самі продавали свої вироби. Але поступово складалися спеціалізовані цехові корпорації торговців м'ясом, рибою, сіллю, вином, олією. За Капетингів головний ринок знаходився на площі перед собором Паризької Богоматері, а спеціалізований хлібний ринок шумів на вулиці Жюїврі. Багато крамниць групувались біля Малого мосту, що з'єднував Сіте з правобережжям, Великого мосту, що вів на лівобережжя, і пішохідного мосту Планш Мібре (нинішній міст Нотр-Дам), а також вздовж жвавих вулиць Пті-Понт, Жюїврі, Лантерн і Пті-Драпрі.
У X столітті знаменитий ярмарок Ланді переїхав з Сен-Дені в район кварталу Ла-Шапель, на місце сучасної площі Ла-Шапель. Він була найбільшим ярмарком регіону Іль-де-Франс і відбувався щороку в червні протягом двох тижнів. Сюди з'їжджалися купці зі всіх франкських земель, Провансу, Ломбардії, Іспанії і Візантії. На ярмарку Ланді продавали тканини, шкури, трави, спеції, запашні олії, аркуші пергаменту, але пізніше він переродився на ярмарок худоби. Крім заморських товарів парижан на ярмарок приваблювали канатохідці, фокусники, жонглери, танцюристи і музиканти.

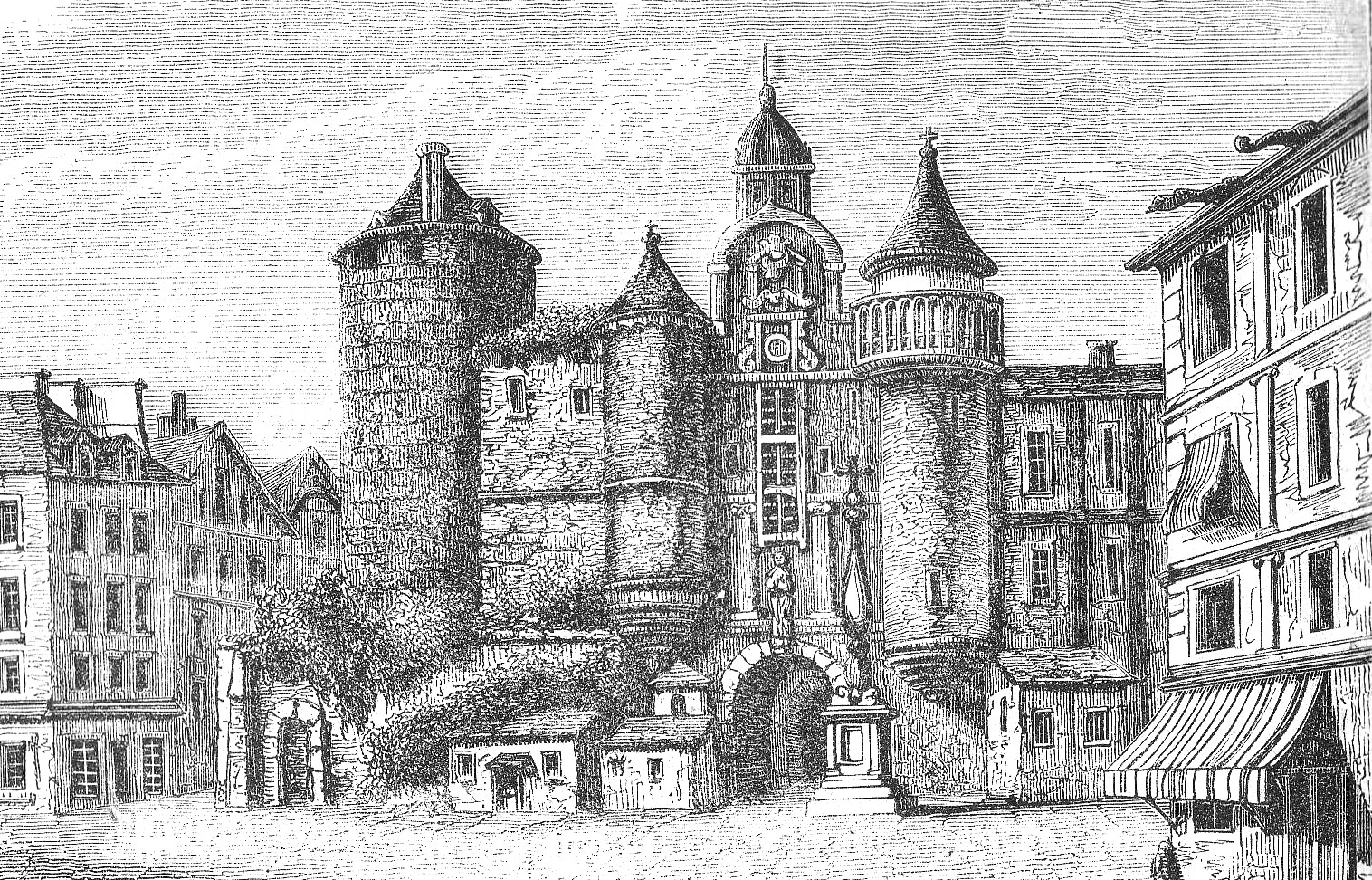
Вид на Великий Шатле у XVII столітті. Малюнок 1853 року

У XII—XIII століттях, з розширенням порту вздовж Гревської набережної, на правобережжі почав зростати новий торговий квартал, де продавали м'ясо та рибу, а також селилися лихварі й ремісники. Сюди ж прямував простий люд, зайнятий у розвантаженні судів з вугіллям, лісом, зерном, сіллю і вином. Під стінами Великого Шатле (сучасна площа Шатле) розміщувалися бойні, на сусідніх вулицях Гранд-Бушрі і Тюері йшла жвава торгівля м'ясом, а Великий міст (чи міст Міняйл) був уподобаний міняйлами, крамницями і майстернями ремісників. Велике значення для правого берегу мало будівництво тут, на місці болотистої окраїни, найбільшого паризького ринку Шампо (нині — територія кварталу Ле-Аль).
На початку XV століття на правобережжі розташовувалися спеціалізовані зернові, хлібні, борошняні ряди, а також ряди, де продавали птицю, м'ясо, рибу, яйця, фрукти, молочні продукти, оцет, трави, мітли і лопати. У Сен-Жан-ан-Грев торгували сіном, у Веннері — вівсом, на вулиці Ферр — галантереєю, біля причалу Сен-Жермен і на Гревській площі — дровами і деревним вугіллям, на вулицях Мортельрі і Бюшрі — будівельним лісом, на вулиці Мариво — дротом, на вулиці Сен-Дені — бакалією, кінською упряжжю і ліками, біля П'єр-о-Ле — молочними продуктами, біля паризької брами — квітами, гілками для оздоблення приміщень, горщиками.
Великі паризькі монастирі, собори і церкви (особливо Паризької Богоматері, Святої Женев'єви, Сен-Жермен-де-Пре, Святого Мартина, Сент-Шапель) приймали у населення гроші та інші цінності на зберігання, а також кредитували під проценти королівський двір і простих городян (з XIII століття спеціалісти канонічного права з Паризького університету навіть дали визначення моральному і справедливому використанню грошей, займу і кредитуванню Церквою і підприємцями, але критики з боку проповідників і моралістів це не убавило). Королівська скарбниця зберігалася спочатку в Консьєржері, потім — у великій вежі Лувру і донжоні Тампля (під контролем тамплієрів). Але близькість до королівських грошей і державних фінансів передвіщала не тільки прибуток, але й небезпеку та розорення. У 1307 році був розгромлений орден тамплієрів, одним з найбільших боржників якого вважався Філіп IV, у 1315 році в Монкфоні був повішений радник Філіпа IV і хранитель скарбниці Ангерран де Маріньї, у 1404 році на паризькому ринку відтяли голову раднику Карла V і Карла VI, ворогу бургіньйонів Монтегю, у 1454 році утік кредитор і скарбничий Карла VII, впливовий купець Жак Кер.
Впливових паризьких родів було небагато, не всі нащадки успішно продовжували справу батьків. Ці сімейства утворювали своє середовище, до якого шляхом укладання шлюбу приймали нових членів, найчастіше буржуа і купців з інших провінцій. З часом члени родів обростали владними повноваженнями ешевенів чи міських чиновників, вони брали активну участь в політичних справах королівства, з ними радилися королі і єпископи, використовуючи їх адміністративну і фінансову компетентність. Барбетти, П'є-д'Уа, Жансьєни, Бурдони, Арроди, Сарразени, Ож'є, Туссаки та інші славетні паризькі сімейства постачали ешевенів, мали родичів у міській управі чи парламенті. Династії паризьких підприємців володіли нерухомістю на острові Сіте (багато з них зайняли будинки євреїв, вигнаних у 1182 році) і на правобережжі (в парафії Сен-Жермен-л'Осерруа, біля ринку Шампо чи Гревської площі). Нерідко до особняку голови сімейства чи поблизу до нього прибудовувався будинок його сина, зятя чи брата, таким чином у підсумку один рід забудовував цілий квартал.
Серед найзаможніших родів Парижа виділялася сім'я Дезессар, що походила з буржуазії Руана і остаточно асимілювалася в Парижі у XIII столітті. П'єр Дезессар був впливовим столичним нотаблем, скарбничим королівського двору і радником Карла IV Красивого, а також членом ради церкви Сен-Жак-де-ла-Бушрі. За заслуги він і його дружина були зведені у дворяни. Одна з дочок Дезессара вийшла заміж за Етьєна Марселя, який пізніше став купецьким прево Парижа, інша — за П'єра де Лоррі, який після смерті Дезессара у 1348 році успадкував його статки і майно, в тому числі розкішний особняк на березі Сени (у 1356 році був зруйнований при зведені Марселем нових міських мурів). Великий вплив мала сім'я де Сен-Лоран, засновник якої, торговець Жоффруа де Сен-Лоран, жив у другій половині XIII століття і вдало оженився на родовитій парижанці. Він здобував великі ділянки землі в Парижі і околицях, мав широкі зв'язки і був відомий своїм умінням залагоджувати суперчки, але його сини не зуміли продовжити почате.
Впливові паризькі купці здавна об'єднувалися у різноманітні спілки й асоціації (навіть муніципальна освіта Парижа була породженням ганзи річних торговців). Торгові зв'язки столиці з провінційними постачальниками товарів і сировини проходили через асоціації, оскільки ярмаркові торговці мали об'єднуватися з паризькими купцями, щоб вести справи в Парижі. Такі торгово-фінансові спілки набували найрізноманітніших форм і безперервно підтримувалися протягом всього Середньовіччя. Асоціації охоплювали не тільки зовнішню торгівлю, але й будь-яку виробничу і торгову діяльність в місті. Вони створювалися на певний час з правом пролонгації цього терміну, нерідко просто за усним договором. Асоціації дозволяли своїм членам збільшувати капіталовкладення і прибутки, вони були формою взаємодопомоги і солідарності. У списку паризьких платників податків за 1297 рік нараховувалося 156 дрібних асоціацій, до трьох десятків з яких входили люди, що не були родичами. У 16 записах згадувалося про об'єднання двох чи більше компаньйонів, з яких стягувався спільний податок. Але число таких об'єднань складало абсолютну меншість по відношенню до родинних підприємств, що були підвладні єдиному голові.

### Ремесла

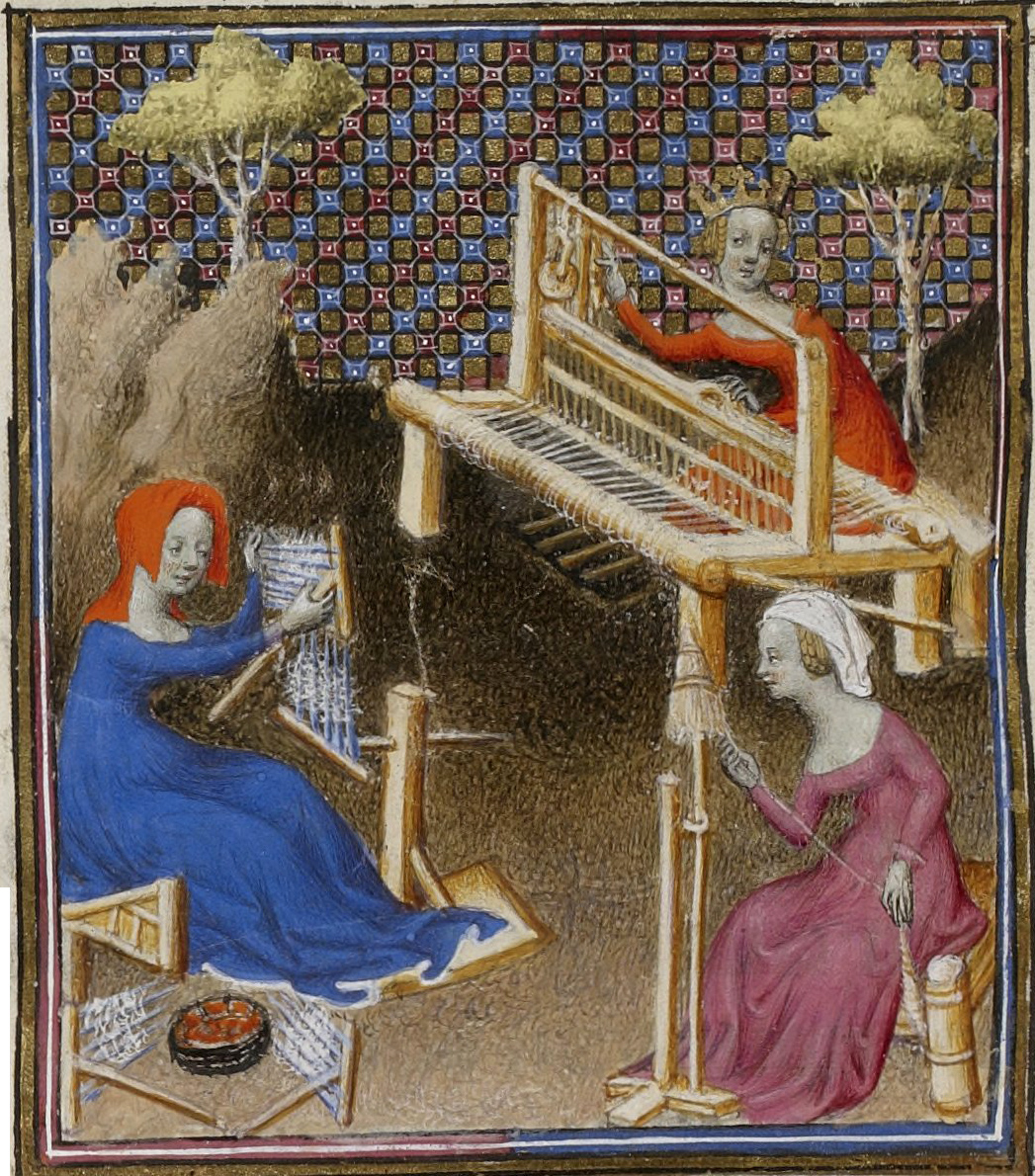
Виробництво лляної тканини. Мініатюра з манускрипту Боккаччо «Чисті і благородні дами». Бл. 1400. Париж

З епохи раннього Середньовіччя ремісники становили значну частину міського населення Парижа. Вони самі продавали продукти своєї праці, в основному харчові продукти, гончарські і металеві вироби, тканини, шкіри, готовий одяг і взуття, збрую і плетені кошики. В епоху Меровінгів важливе значення мало виробництво ювелірних (біля Малого мосту) і скляних виробів. В епоху Каролінгів починає складатися цехова організація ремісничого виробництва. За Людовика VII і особливо за Філіппа II в міській хартії з'явилися статті, які сприяли розвитку ремісничих корпорацій. Значні привілеї надавалися м'ясникам, чоботарям, хутровикам та іншим ремісникам.
До початку XIII століття в Парижі велося широке будівництво, на висушених болотах виникали квартали, які заселялися ремісничим людом різних професій. Професія каменяра ставала однією з найповажніших, а під Парижем були прориті величезні галереї, звідки видобували каміння для будівництва будинків, стін і храмів. У другій половині XIII століття за наказом паризького прево Етьєна Буало в «Книзі ремесел» (фр. Livre des métiers) були зібрані близько 100 цехових уставів столиці, але це далеко не повне число паризьких цехів.
Цехи не тільки фактично монополізували заняття ремеслом і жорстко регулювали виробництво, але й являли собою організації взаємодопомоги і навіть загони ополчення, які несли гарнізонну службу на довіреній ним ділянці міських мурів, а під час війни були зобов'язані виставляти певну кількість солдатів. З середовища ремісників виходили багато паризьких кюре (парафіяльних священиків) і каноніків, старости парафіяльних рад, муніципальні чиновники (оповісники, пристави чи квартальні). Також ремісничі цехи споряджали солдатів, лучників і арбалетників, а квартальні відповідали за оборону довірених ним військових округів.
На початку XIV століття в Парижі нараховувалося понад 300 ремісничих цехів, що об'єднували 5,5 тисяч ремісників (найвпливовішими вважалися каменярі, теслярі, тинькарі, покрівельники, м'ясники, чоботарі). На початку XV століття багато паризьких кварталів і вулиць мали свою спеціалізацію: на вулиці Пеллетрі (Сіте) виготовляли ліжка, на Англійській вулиці (лівобережжя) — ножі, але більшість ремісників була зосереджена на правому березі. Тут, біля брами Сент-Оноре виготовляли сукно, на вулиці Ломбардів — текстиль, на вулиці Кордонрі — шкіру і чоботи, біля цвинтаря Сен-Жан — скрині, на вулиці Маріво — цвяхи, на вулиці Омарі — зброю, на вулиці Сен-Мартен — бронзові вироби, в Вуаррі — вироби зі скла, на вулиці Кенкампуа — ювелірні вироби, в Таблетрі — вироби зі слонової кістки, на вулиці Курарі обробляли дорогоцінне каміння. Біля церкви Сен-Жак жили переписувачі, на вулиці Командрес — жінки, які займалися найманням слуг і покоївок, на вулиці Менестрелей — власне менестрелі.

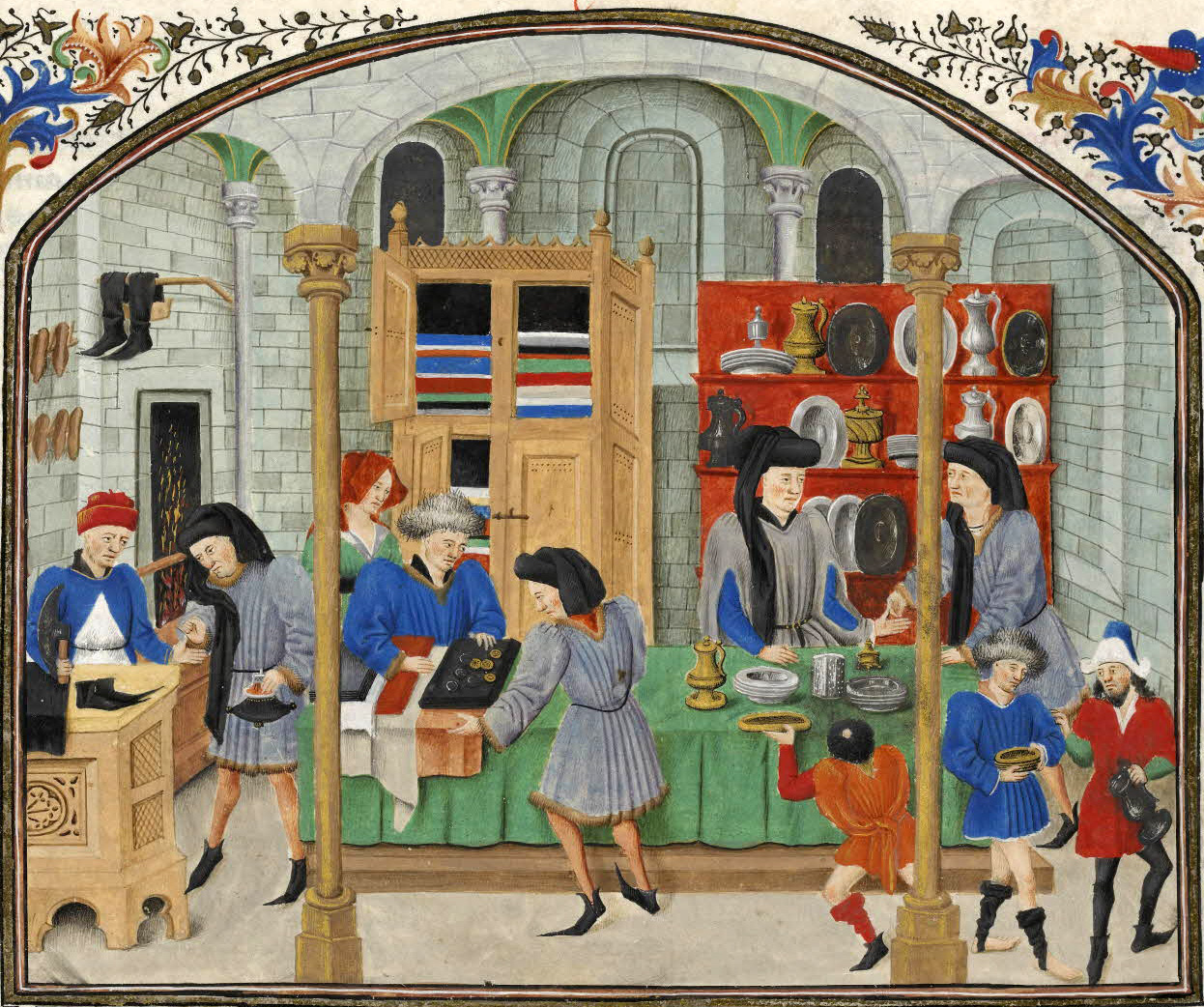
Середньовічний критий ринок (як припускають, паризький). Мініатюра XV століття

Економічна криза початку XV століття призвела до розорення багатьох ремісників і занепаду Парижа. Однією з істотних рис економічної політики Людовика XI було опікування мануфактурами і заохочення експорту товарів. У 1467 році вийшов ордонанс, в якому ремісничі цехи були перераховані в порядку почесності в списку цехових стягів. До кінця епохи Середньовіччя в Парижі вже існували досить великі виробництва. Наприклад, поруч з Луврською фортецею, на місці сучасного саду Тюїльрі добували глину і обпікали черепицю (фр. tuile — черепиця), біля Турнельського палацу, в районі сучасної площі Вогезів працювала шовкова мануфактура.
Ремісники пристосовували під майстерню одну або декілька кімнат в тому ж будинку, де вони мешкали (зазвичай це була «рукодільня» — передня кімната, яка виходила на вулицю, через вікно якої велась торгівля виробленими на місці виробами). Але декому було необхідно переобладнувати приміщення під особливості виробництва, наприклад, булочники і гончарі будували спеціальні печі. Вздовж ріки знаходилися борошномельні водяні млини (наприклад, на Великому мосту), бойні (особливо навколо Великого Шатле і в кварталі Фобур Сен-Марсель) і майстерні фарбувальників тканин (так, сімейство Гобеленів в кінці Середньовіччя зайняло береги ріки Б'євр в районі сучасного кварталу Фобур Сен-Марсель, де у 1601 році була заснована знаменита мануфактура Гобеленів). Сукнарі концентрувалися у східній частині правобережжя Сени, де розташовувалися пристрої для просушування, стрижки і натягування сукна. В усьому іншому середньовічну столицю характеризує значне поширення трудової діяльності по всьому місту.
Серед ремісників була своя ієрархія: нагорі стояли керівники цехів і корпорацій (старшини, присяжні і синдики), далі йшла основна маса майстрів, яким в свою чергу підпорядковувалися слуги, помічники, учні і підмайстри. Якщо кухарі встановлювали строк учнівства у два роки, то ткачі білизни і булочники — у чотири роки, виробники залізних пряжок, ґудзиків і ременів — у вісім років, ювеліри, волочильники дроту і різьбярі кришталю — у десять років, а виробники бурштинових прикрас — у 12 років. Під час навчання батьки учня платили майстру договорену наперед суму, але якщо з якоїсь причини вони більше не могли платити — строк навчання збільшувався на декілька років (що перетворювало вже підготовленого учня фактично у безкоштовного працівника). Частина коштів від навчання сторонніх цехи спрямовували у фонд, з якого потім оплачували навчання дітей збіднілих майстрів своєї громади. Майстри мали право викупити потрібного їм учня у іншого майстра чи за відповідну плату поступитися своїм учнем навіть до закінчення строку його навчання. Учень, що постраждав від некомпетентності свого майстра, міг подати скаргу присяжним, які наглядали за даним цехом. Якщо сам майстер відмовлявся від свого учня, цех був зобов'язаний призначити іншого майстра, який завершить навчання. Керівники цехів екзаменували майстрів, які бажали навчати учнів, і штрафували недбайливих педагогів. У деяких цехах для отримання звання майстра учень мав виготовити коштовний «шедевр» чи пройти екзамен у цехових старшин щодо спроможності працювати самостійно (крім того, надання звання майстра супроводжувалося особливою церемонією).
Помічники і підмайстри укладали з майстром угоди або про відрядну роботу, або про тижневі чи річні найми. Керівники цехів слідкували, щоб майстри не переманювали робочих, які уклали угоду з іншим майстром, щоб підмайстри складали присягу цеху і не отримували платні більше ніж належить. Під контролем влади громада майстрів обирала присяжних і наглядачів цеху, що влаштовували б обидві сторони. Розорені чи озлиднілі майстри знову ставали найнятими робітниками, іноді навіть переходили до категорії учнів. На відміну від цехової громади, яка об'єднувала тільки людей, безпосередньо зайнятих у професійній діяльності (майстрів, помічників, учнів), цехове товариство об'єднувало всіх, хто мешкав разом з членами цього цеху: дружин (якщо вони не працювали разом з чоловіком), дітей і всю домашню прислугу, а також озлиднілих і старих майстрів, калік, сиріт і вдів, яким допомагали каси взаємодопомоги. Трудовий день починався зі сходом сонця, коли трубив дозор на вежі Шатле, і закінчувався із заходом сонця, коли потрібно вже було запалювати свічки і починати патрулювання міської стражі. З другої половини XIV століття час оплачуваної праці почали вимірювати годинами, тобто всі дні мали однакову тривалість — дванадцять годин, але заміна давніх способів, запозичених з монастирів, новими методами, народженими у місті, проходила доволі повільно (механічні годинники були великою рідкістю, парижани зазвичай користувалися пісочними годинниками).
У другій половині XV століття серед ремісничих цехів почали відбуватися структурні зміни, посилився процес дроблення корпорацій і гільдій (наприклад, серед деревооброблювачів виділилися столярні і теслярські цехи, аптекарі відокремилися від бакалійників). Але фактично цехи змогли зберегтися і укріпитися, й проіснували до Великої французької революції. На світанку Нового часу частина ремісників, вважаючи корпорації занадто стримувальними, почала селитися у передмістях — за межами суворого контролю з боку паризьких цехів. Частково це було обумовлене тим, що внутрішні обмеження (наприклад, необхідність виготовлення «шедевра»), які зачиняли доступ до звання майстра найбіднішим учням, ставали жорсткішими, а число винятків і привілеїв, які надавалися майстрам, навпаки зростало. У відповідь на збільшення розриву між найманими робітниками і майстрами, учні і підмайстри почали створювати власні професійні організації для захисту своїх прав та інтересів.

## Медицина і санітарія

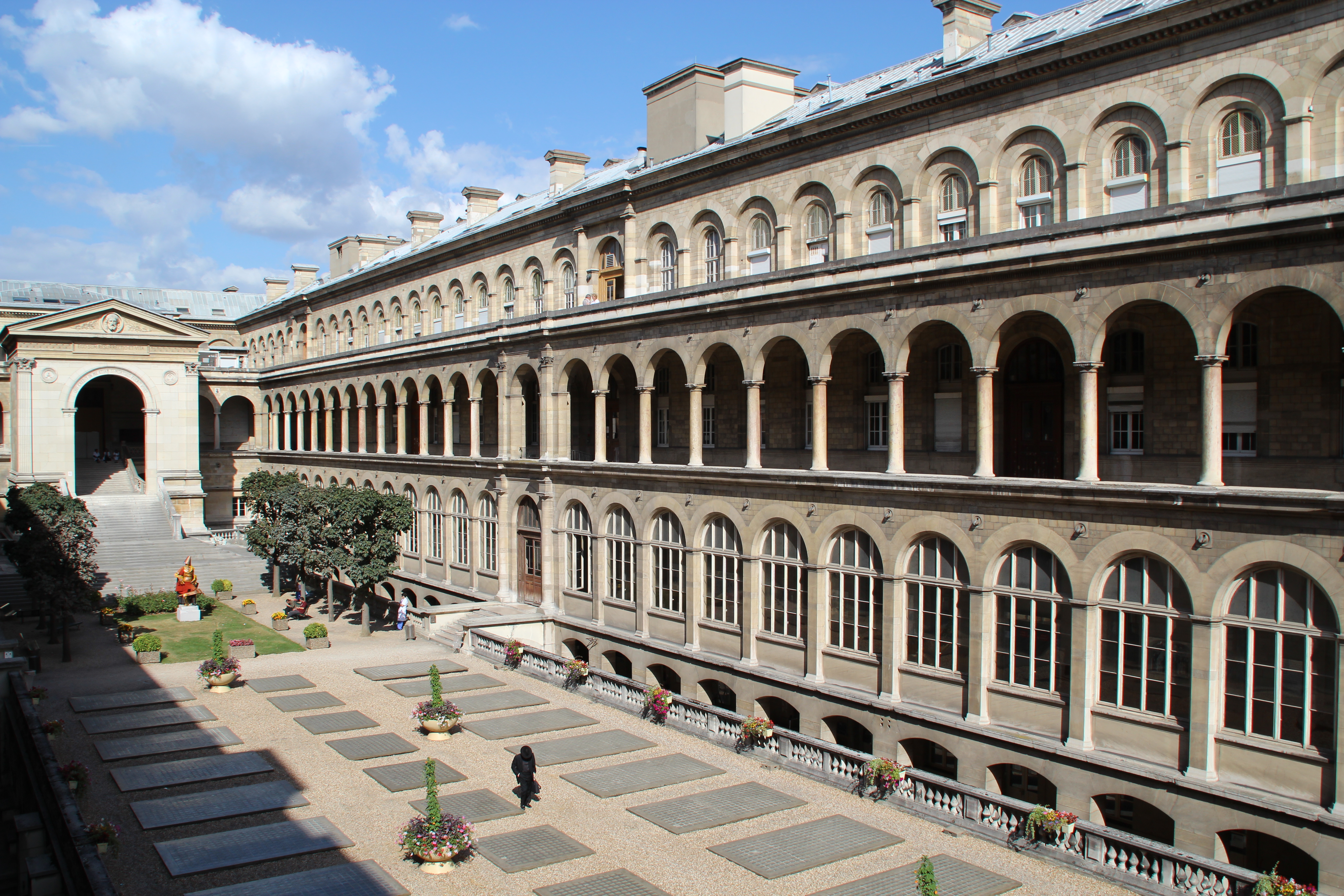
Лікарня Отель-Дьйо, внутрішній двір

Середньовічний Париж у плані гігієни і санітарії являв собою доволі гнітюче видовище. У міських дворах і на околицях нерідко тримали домашню птицю і дрібну худобу (свиней, кіз і овець), причому свині шукали собі їжу в самому місті, оскільки все сміття і залишки харчів викидалися просто на вулицю. Стічні води стікали мостовими прямо в Сену і її притоку Б'євр. У житлових кварталах розміщувалися бойні, шкіряні та фарбувальні майстерні, кузні, м'ясні та рибні крамниці. Тому Париж відрізнявся брудом і смородом. У посушливий час у місті було важко дихати через сморідний пил, а під час дощу вулиці перетворювались на справжнє болото. У подібних умовах для Парижа була характерною висока смертність і нерідкі масові епідемії, але часто єдиним «лікуванням» були релігійні процесії, публічні проповіді та молебени святим цілителям, як от Святий Фірміна чи Святий Антоній (так, хворих на чуму несли до абатства Святої Женев'єви чи собор Паризької Богоматері, ризикуючи ще більшим поширенням хвороби). Епідемії доповнювали проказа, дизентерія (як тоді називали шигельоз) і голод, що гнав у столицю натовпи знедолених (наприклад, у XI столітті було 48 голодних років, під час правління Філіпа II Августа 11 разів лютував голод).
У середині VII століття на острові Сіте паризький єпископ Ландрі заснував першу в місті лікарню Отель-Дбйо («Божий дім»). Подібні лікарні, що перебували у віданні Церкви і були більше схожими на благодійні притулки, ніж на лікувальні заклади, будувалися поблизу абатств і церков, обслуговували в основному бідняків, і працювали в них переважно монахи (лікарі, зайняті на постійній основі, з'явилися в паризьких лікарнях тільки у XV столітті). У XIII столітті Людовик IX заснував лікарню для сліпих Кенз-Вен («П'ятнадцять-двадцять» чи «П'ятнадцять двадцяток»), назва так через, що першими її пацієнтами були 300 хрестоносців (15 разів по 20), які втратили зір під час походу. Богадільні існували завдяки дарам і відписаному майну, вони давали тимчасовий прихисток біднякам і паломникам. Для більшості городян сімейними лікарями були аптекарі та знахарі, а хірургічне втручання здійснювали цирульники (також робили кровопускання), повитухи, костоправи і зубодери. Лікарі, які отримали освіту на медичному факультеті Паризького університету, конфліктували з такими хірургами і робили все можливе, щоб виключити цю корпорацію з почесного стану учених мужів. А у 1452 році лікарі домоглись права не бути в обов'язковому порядку в статусі кліриків (хоча цього правила на практиці вже давно строго не дотримувались). До кінця Середньовіччя паризькі богадільні почали набувати медичної направленості, а за межами міста існував навіть лепрозорій. Крім того, в місті були будинки для повій, які розкаялися, великий гуртожиток бегінок, в якому жінки вели майже чернецький спосіб життя, об'єднання самотніх жінок.
У 1186 році Філіп II Август видав наказ про реконструкцію паризьких вулиць, які з часу римлян вкрилися товстим шаром сморідного бруду. Розпочаті масштабні роботи мали дві мети: підвищити безпеку руху по слизьких дорогах і позбутися огидного смороду, який докучав городянам. Реконструкція почалася з вулиці Бар'єрі, й поступово основні міські артерії, особливо ті, що вели до мостів і порту, а також головні площі міста були наново вимощені квадратною бруківкою (особлива увага приділялася жвавим вулицям Сен-Дені, Сен-Жак, Сент-Антуан і Сент-Оноре). Також за Філіпа II від сміття були очищені цвинтарі, які відтоді зачинялися на ніч, і звідки були вигнані повії, що їх раніше уподобали. Міська влада облагородила береги Сени і портові зони, зобов'язавши городян вимостити решту ділянок вулиць перед своїми домівками самостійно і у подальшому прибирати і лагодити їх у міру потреби (в особливо жалюгідному стані перебував цвинтар Невинних на рівнині Шампо, де велася жвава торгівля, зустрічалися закохані, а під час дощу воно перетворювалося на болото; у 1187 році він був огороджений кам'яною стіною). З часом спеціальні королівські та феодальні наглядачі доріг почали штрафувати жителів за накопичене на вулиці сміття, яке ті намагалися вивозити на звалище за містом на двоколісних возиках (документальні свідчення про накази і розпорядження прибирати сміття з вулиць наявні, щонайменше, з XIII століття). За Філіпа IV Париж, що процвітав, не викликав особливих нарікань у жителів у питанні підтримки порядку.

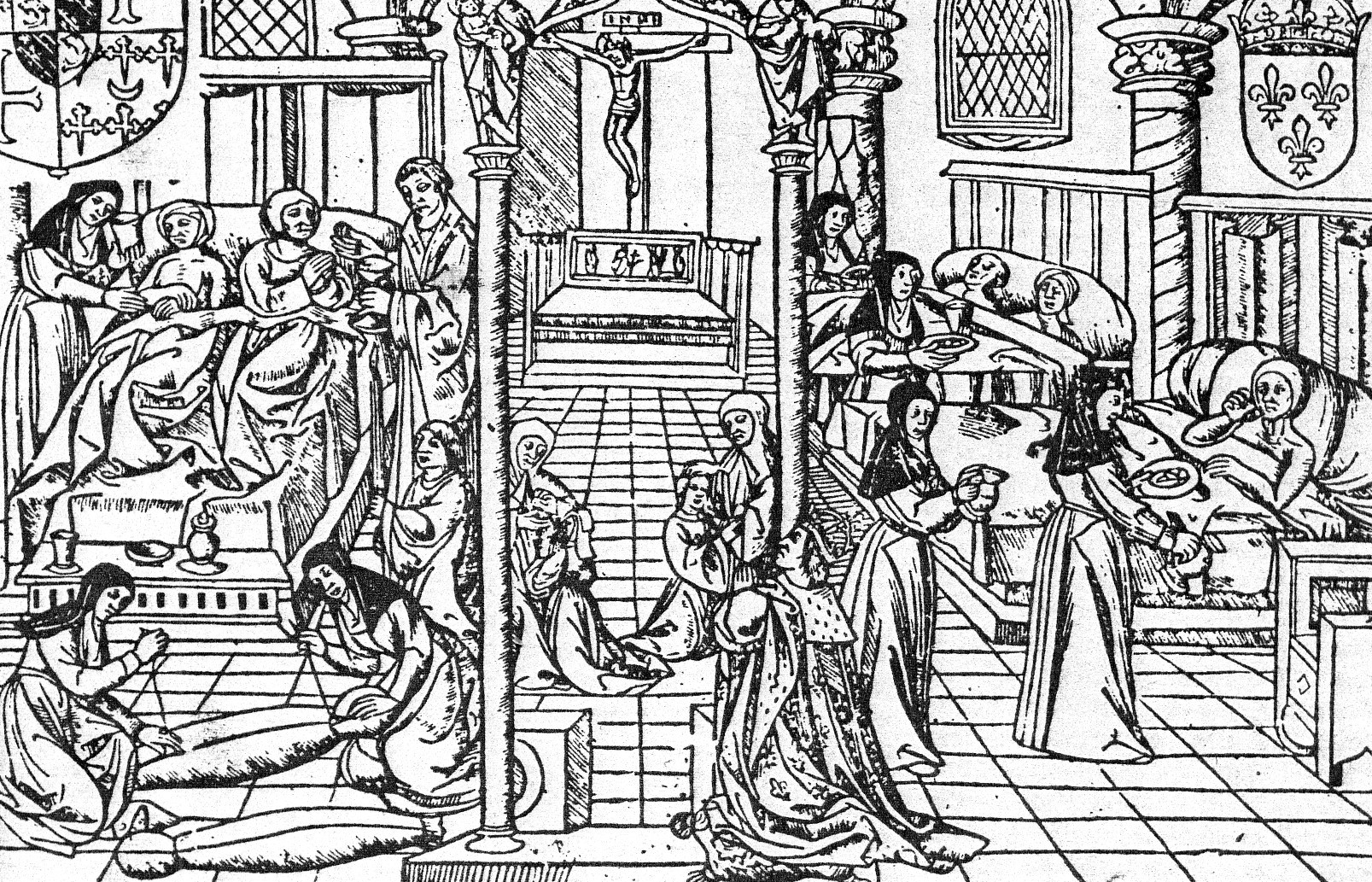
Лікарня Отель-Дьйо. Гравюра кінця XV — початку XVI століття

У другій половині XIV століття парламент зобов'язав абатство Святої Женев'єви винести за межі міста (в передмістя Сен-Марсель) бойні, оскільки монастирські м'ясники викидали одразу на мостову тельбухи забитих тварин, і від цього сморід поширювався всією округою (крім того, м'ясників зобов'язали зберігати стічні води і відходи в закритих місткостях і викидати їх за межами міста). Наприкінці XIV століття Карл VI виділив кошти на очищення берегів ріки Б'євр, яка до того часу перетворилася на стічну канаву (гроші, раніше виділені містом на ці цілі, були витрачені на ремонт Малого Шатле, що викликало невдоволення короля). Є свідчення того, що незважаючи на всі зусилля, на початку XV століття правил дотримувалися не так строго, наприклад, площа Мобер, одне з основних торгових перехресть Парижі, була завалена сміттям. У першій половині XV століття багато будинків були закинуті, зруйновані чи самовільно захоплені волоцюгами і бідняками. Загальний занепад міста позначився й на підтриманні чистоти на вулицях.
У середньовічному Парижі було багато тварин, домашніх і робочих. Парижани тримали собак для охорони майна чи полювання, тримали всіляку птицю: співочих пташок, що сиділи у звичайних клітках, — для насолоди; ловчих, яких тримали у вольєрах — для того ж полювання; білих голубів — для релігійних свят чи в'їздів короля у місто. Знать утримувала диких чи екзотичних тварин (наприклад, герцог Беррійський тримав ведмедя, а в королівському звіринці, що знаходився в саду особняка Сен-Поль, жили леви). Для транспортування вантажів і перевезення людей використовували коней та віслюків. Багато парижан розводили домашню птицю і свиней (останніх пасли на заливних полях, а потім гнали по вулицях на бойню). З часом доглядачі за порядком почали штрафувати господарів, чиї свині блукали вулицями, чи конфісковувати тварин і передавати їх богадільням (виключення робилося тільки для свиней абатства Святого Антонія). Часом серйозну проблему являли зграї бродячих собак. Про здоров'я чи зцілення тварин молилися у церквах: у церкві Святого Северина — про коней, у церкві Святого Петра Бичачого з парафії м'ясників — про биків.
Воду в домашніх господарствах парижани намагалися використовувати економно, оскільки, якщо поруч не було колодязя, треба було йти до ріки чи громадського джерела, біля якого нерідко вишукувалися черги, або платити водоносам (у літні місяці Сена часто мілішала, що ще більше збільшувало дефіцит чистої води). У простих будинках не завжди була наявна вбиральня або вигрібна яма, тому брудну воду зливали у жолоб, що виходив на вулицю чи в найближчу стічну канаву. Нерідко між сусідами виникали конфлікти з приводу вивозу сміття чи користування спільним колодязем. Жителі середньовічного Парижа добре знали про шкоду від використання брудної води, тому надавали перевагу проточній воді з Сени чи Б'євра (хоча і в річці траплялися брудні води з шкіряних і фарбувальних майстерень, боєнь і простих вбиралень). Вода з колодязів чи цистерн для водозбору слугувала переважно для миття і рідше — для приготування їжі. Прання, що вимагало великої кількості води, було заведено доручати професійним прачкам, які облюбували береги Сени. У будинках для особистої гігієни існували чани для купання, тази для миття голови і ніг, умивальники на ніжці для миття рук після трапези (вони були обов'язковими у пристойних домах, оскільки тоді їли руками, використовуючи лише ніж для різання м'яса). Якщо в оселі не було умов для приймання гарячої ванни, заможні городяни ходили у громадські бані, а бідняки задовольнялись влітку купанням у Сені. У банях можна було скупатися і попаритися, замовити їжу, вино, й часто також інтимні послуги (чоловіків і жінок до бань пускали по черзі, але існували й окремі чоловічі та жіночі бані). Однак наприкінці Середньовіччя багато бань закрилися через побоювання перед хворобами і через насаджувану Церквою мораль. Для оздоровлення повітря в будинках влітку на підлозі розстилали свіжоскошену траву. Також парижани усіма можливими (часом доволі екстравагантними) способами боролися з блохами, міллю, комарами, мухами і мишами.

## Середньовічний Париж у літературі
- «Крики Парижа» (XIII століття) Гільйома де Вільньова.
- «Трактат про похвали Парижу» (перша чверть XIV століття) Жана де Жандена.
- «Прощавай, Париж, прощавайте, пиріжки» (друга половина XIV століття) Есташа Дешана.
- «Балада про парижанок» (третя чверть XV століття) Франсуа Війона.
- «Квентін Дорвард» (1823) Вальтера Скотта.
- «Собор Паризької Богоматері» (1831) Віктора Гюго.
- «Диво вовків» (1924) Анрі Дюпуї-Мазуеля.
- «Королівський скарбничий» (1947) Томаса Костейна.
- «Прокляті королі» (1955—1977) Моріса Дрюона.
- «Квітень в Парижі» (1962) Урсули ле Ґуїн.